# Кропивницький
Кропивни́цький (МФА: [krɔpeu̯ˈnɪt͡sʲkei̯] ( прослухати)) — місто в Україні, адміністративний центр Кропивницької міської територіальної громади, Кропивницького району та Кіровоградської області; промисловий і культурний осередок у центрі країни; вузол автошляхів, залізнична станція. Чисельність населення станом на 2025 рік становить 215 445 осіб.
Кропивницький лежить у межах Придніпровської височини, на берегах річки Інгул, де в неї вливаються менші річки: Сугоклія та Біянка.
Утворення міста в середині XVIII століття пов'язане з будівництвом фортеці святої Єлисавети. Місто пережило в середині XIX — на початку XX століть «золоту еру» — розвивалася промисловість, розбудовувалась міська інфраструктура, розквітла культура, зокрема тут у 1882 році відкрили перший український професійний театр, засновником якого був Марко Лукич Кропивницький. У 1939 році місто стало центром Кіровоградської області. Нині промисловий комплекс Кропивницького налічує понад 70 підприємств. Місто має розвинену соціальну інфраструктуру, численні заклади освіти й культури зі сталими багатими традиціями. Має міста-побратими: Добрич (Болгарія), Шаосін (Китай) та Крефельд (Німеччина).

## Назва
- Єлисаветград, Єлісаветград, Лисаветград, Лизавет — з 10 (21) лютого 1784 по 5 вересня 1924 року, за назвою Єлизаветинської фортеці[5].
- Зінов'євськ — з 5 вересня 1924 по 27 грудня 1934 року, для увіковічення пам'яті Григорія Зінов'єва[6], однак його пізніше вважали «ворогом народу» і в радянських джерелах часто назву не згадували, або записували як Єлисаветград аж до 1934 року[7][8].
- Кірово — з 27 грудня 1934 по 10 січня 1939 року, у пам'ять про Сергія Кірова[9].
- Кіровоград — з 10 січня 1939 по 14 липня 2016 року, внаслідок утворення Кіровоградської області[10].
- Кропивницький — з 14 липня 2016 року, в рамках декомунізації та з метою увіковічення українського діяча Марка Кропивницького.

## Географічне розташування

### Геологічна будова, ґрунти і корисні копалини
Геологічна будова території Кропивницького зумовлена його розташуванням на площі Українського кристалічного щита та його структурної одиниці — Кіровоградського тектонічного блоку, в основі якого лежить давній докембрійський фундамент, складений гранітами, гнейсами, чарнокітами, габро-лабрадоритами.
Ґрунти — чорноземи звичайні, глибокі мало- і середньогумусні на лесових породах. Мають високу природну родючість, хоч в орному шарі розпушені та частково втратили в минулому грудкувату структуру.
Корисні копалини на території і в околицях Кропивницького представлені, перш за все, будівельною сировиною. Відомими є Кропивницькі родовище вогнетривких глин і гранітне родовище на правому березі річки Сугоклії. Енергетичні запаси надр міста представлені покладами бурого вугілля (Балашівсько-Кіровоградське родовище) та урану. Є поклади високоякісного піску, придатного для виробництва скла.

### Рельєф і гідрографія

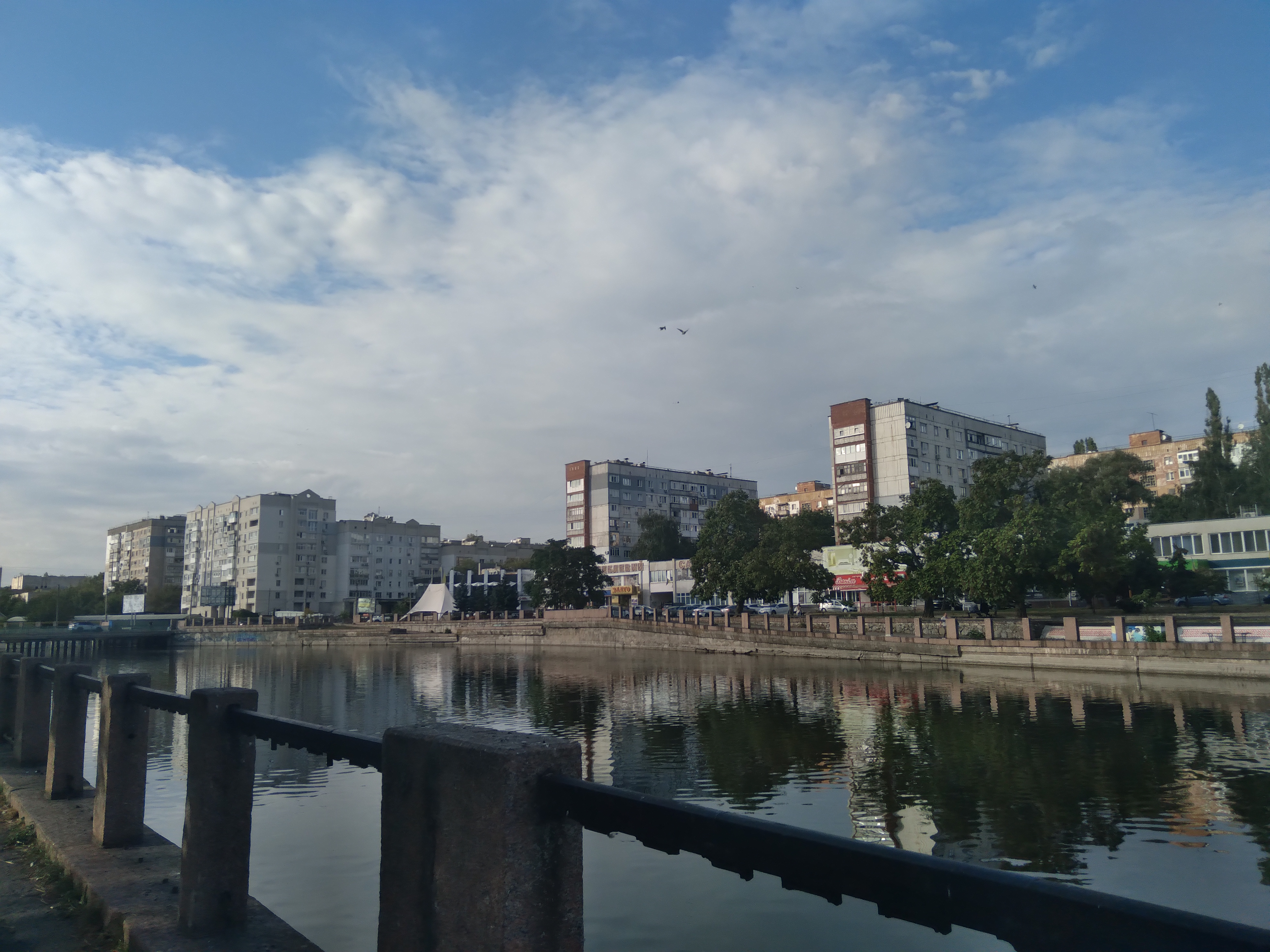
Річка Інгул у Кропивницькому

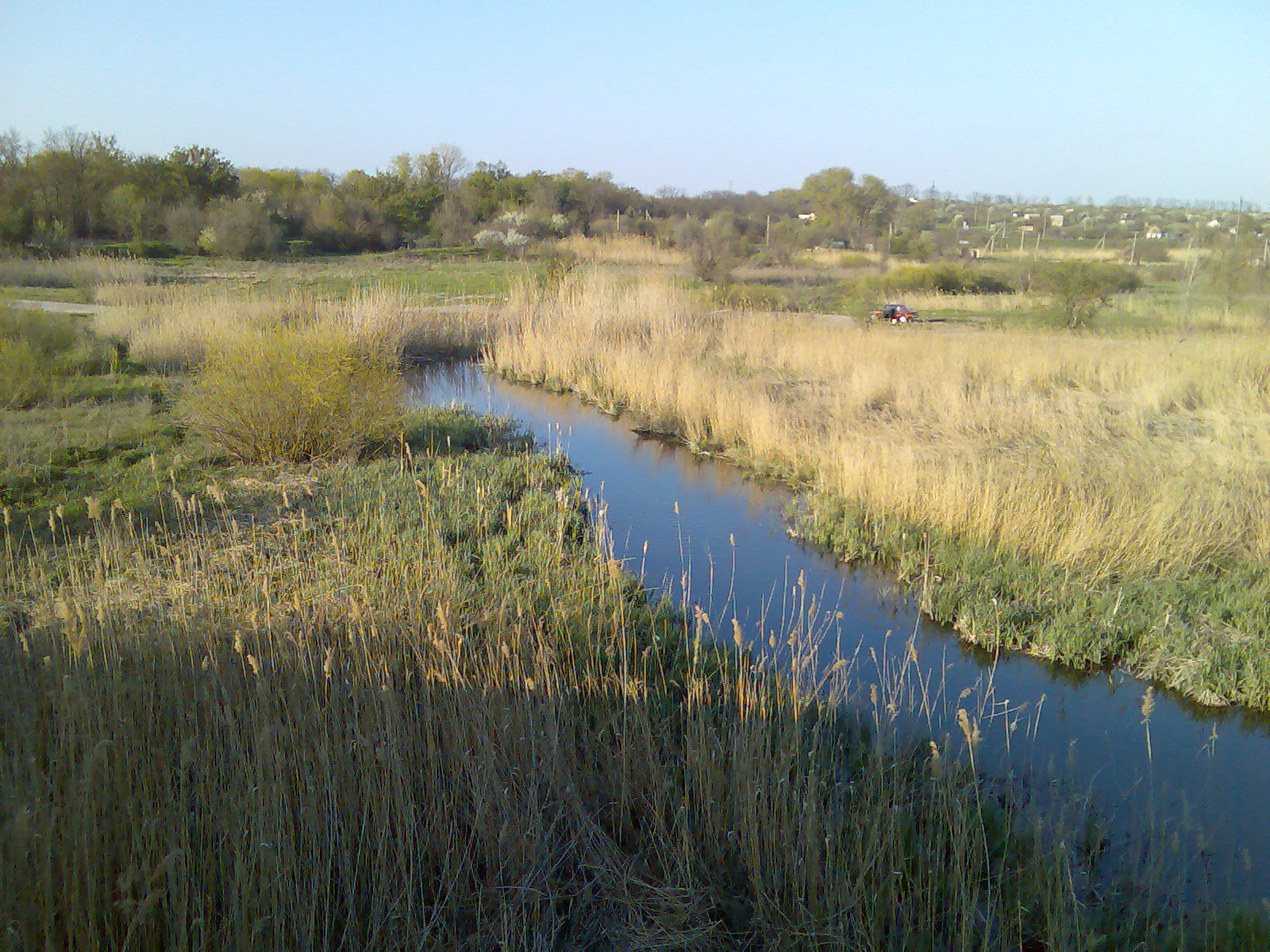
Річка Сугоклія в околицях Кропивницького

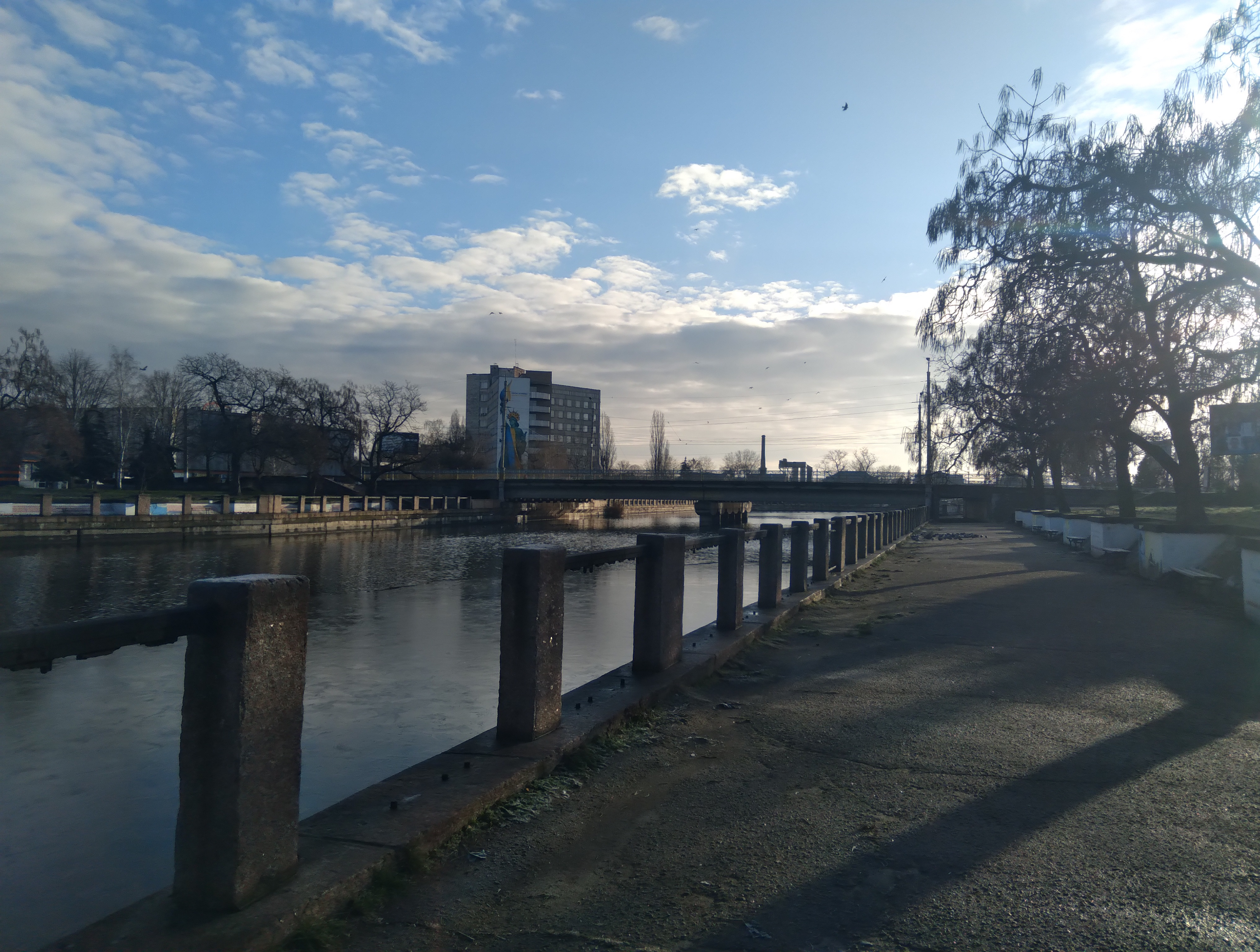
Набережна Інгулу (2023)

Рельєф у місті визначений геологічною будовою. Кропивницький розташований у межах Придніпровської височини. Кропивницький лежить на рівнинах, обабіч річки Інгул. Місто також перетинають притоки Інгулу Сугоклія та Біянка, низка струмків. Їм притаманні глибокі долини, у яких розширені ділянки змінюються вузькими каньйоноподібними, де береги круті і скелясті. Річище Інгулу в межах міста звивисте, заплава — двостороння. Зведено Кіровоградське (260 га) та Лелеківське[джерело?] водосховища. Стік Інгулу в межах Кропивницького розподіляється так:
- березень-травень — 70 %;
- червень-серпень — 9 %;
- вересень-листопад — 6 %;
- грудень-лютий — 15 %.

Середня тривалість льодоставу — 2,5 місяці. Товщина льоду сягає 20—40 см.

### Клімат
Клімат Кропивницького обумовлений його розташуванням у степовій зоні. Середня температура січня становить −5,6 °C, липня — +20,2 °C,. Середньорічна кількість опадів — 474 мм (у середньому за рік у місті спостерігається 130 днів з опадами), найменше — у березні та жовтні, найбільше — у липні.
Найнижча середньомісячна температура повітря в січні (−15,1 °C) зафіксована 1963 року, найвища (+1,6 °C) — 2007 року. Найнижча середньомісячна температура в липні (+17,6 °C) спостерігалась у 1912 році, найвища (+25,6 °C) — в 1936 році. Абсолютний мінімум температури повітря (−35,3 °C) зафіксовано 9 січня 1935 року, абсолютний максимум (+38,7 °C) — 27 липня 1909 року і 20 серпня 1929 року.
За останні 100—120 років температура повітря в Кропивницькому, так само як і в цілому на Землі, має тенденцію до підвищення. Протягом цього періоду середньорічна температура повітря підвищилася щонайменше на 1,0 °C. Найтеплішим за всю історію спостережень виявився 2007 рік. Більшим у цілому є підвищення температури в першу половину року.
Переважні напрями вітрів узимку — північно-західні, влітку — південні. Найбільша швидкість вітру — у лютому, найменша — влітку. У січні вона в середньому становить 4,5 м/с, у липні — 3,4 м/с.
| Клімат Кропивницький                    | Клімат Кропивницький | Клімат Кропивницький | Клімат Кропивницький | Клімат Кропивницький | Клімат Кропивницький | Клімат Кропивницький | Клімат Кропивницький | Клімат Кропивницький | Клімат Кропивницький | Клімат Кропивницький | Клімат Кропивницький | Клімат Кропивницький | Клімат Кропивницький |
| Показник                                | Січ.                 | Лют.                 | Бер.                 | Квіт.                | Трав.                | Черв.                | Лип.                 | Серп.                | Вер.                 | Жовт.                | Лист.                | Груд.                | Рік                  |
| Абсолютний максимум, °C                 | 19,3                 | 18,7                 | 22,4                 | 30,5                 | 34,2                 | 35,5                 | 38,1                 | 39,4                 | 37,1                 | 28,9                 | 21,0                 | 12,6                 | 39,4                 |
| Середній максимум, °C                   | −1,5                 | −0,4                 | 5,8                  | 15,0                 | 21,7                 | 24,7                 | 27,1                 | 26,8                 | 21,0                 | 13,4                 | 5,6                  | 0,6                  | 13,3                 |
| Середня температура, °C                 | −4,2                 | −3,5                 | 1,7                  | 9,5                  | 15,6                 | 19,0                 | 21,1                 | 20,3                 | 15,1                 | 8,5                  | 2,5                  | −2,1                 | 8,6                  |
| Середній мінімум, °C                    | −6,9                 | −6,7                 | −2,4                 | 4,0                  | 9,4                  | 13,2                 | 15,0                 | 13,9                 | 9,1                  | 3,6                  | −0,6                 | −4,8                 | 3,9                  |
| Абсолютний мінімум, °C                  | −27,8                | −28,7                | −23,6                | −8                   | −3,6                 | 0,8                  | 6,4                  | 0                    | −4,5                 | −8,5                 | −21,2                | −24                  | −28,7                |
| --------------------------------------- | -------------------- | -------------------- | -------------------- | -------------------- | -------------------- | -------------------- | -------------------- | -------------------- | -------------------- | -------------------- | -------------------- | -------------------- | -------------------- |
| Джерело: Клімат та погода Кропивницький |                      |                      |                      |                      |                      |                      |                      |                      |                      |                      |                      |                      |                      |

### Природно-заповідний фонд
Ландшафтний заказник: Зелений сосновий масив у районі вулиці Лісопаркової.
Парки-пам'ятки садово-паркового мистецтва: Дендропарк, Парк Космонавтів, Ковалівський парк, Козачий острів, Парк Перемоги.

## Історія

### До заснування
У межах та околицях сучасного Кропивницького є значна кількість пам'яток археології. На території сучасного міста було багато курганів, поховань. Розкопувати кургани починає перший очільник Новоросійської губернії Олексій Петрович Мельгунов. Наприкінці XIX — на початку XX століть дослідженнями займається краєзнавець Павло Рябков. Цікаві знахідки виявлено наприкінці 20-го на початку 21-го століть. Зокрема, у долині Інгулу знайдено викопні пам'ятки, що засвідчують перебування людини в околицях сучасного Кропивницького з часів середнього палеоліту (доба мустьє). Також знайдено пам'ятки середньостогівської культури, пізньоямної культури, катакомбної культури, пам'ятки епохи бронзи. Так, у 2004 році був виявлений практично не пошкоджений дерев'яний човен під час розкопок на кропивницькій вулиці Незалежності.
На території, до якої входила територія сучасного міста, у різні часи перебували кімерійці, скіфи, сармати. Згодом на зміну прийшли тюркомовні племена гунів, аварів, хозарів, угрів та печенігів, слов'янське плем'я уличів (угличів).
У XVI — 1-й половині XVIII століття землі сучасного Кропивницького і прилеглих територій були володіннями Запорозької Січі. Тут існували розрізнені зимівники запорізьких козаків: слободи та хутори. Мешканці поселень селились на свій страх і ризик, оскільки перебували на незахищених прикордонних землях. Колонізаторство Задніпровських місць, а саме так тоді називались землі між Дніпром та Південним Бугом, почалося козаками Миргородського та Полтавського полків наприкінці XVII — на початку XVIII століття.
До 1751 року за версіями краєзнавців на території сучасного Кропивницького існували слободи, засновані козаками: Кущівка (увійшла до складу міста у XIX ст.), Завадівка, Інгульська слобода, яка пізніше злилась із Лелеківкою (всі увійшли до складу міста у XX ст.) та Знаменська слобода, заснована старообрядцями.

### Заснування. Козацька доба
Виникнення сучасного Кропивницького пов'язане з фортецею святої Єлисавети. 29 грудня 1751 (9 січня 1752) року сенат на підставі клопотання сербського полковника Івана Хорвата видає указ про створення Нової Сербії та про будівництво для захисту Нової Сербії фортеці святої Єлисавети. У січні 1752 указ був підписаний Єлизаветою Петрівною, на підставі нього була видана жалувана грамота Іванові Хорвату та інструкція Іванові Глєбову. Згадані документи не вказували місце побудови фортеці, тому його було обрано за наказом Івана Глєбова геодезистами за межами Нової Сербії на правому березі Інгулу до впадіння Сугоклеї.

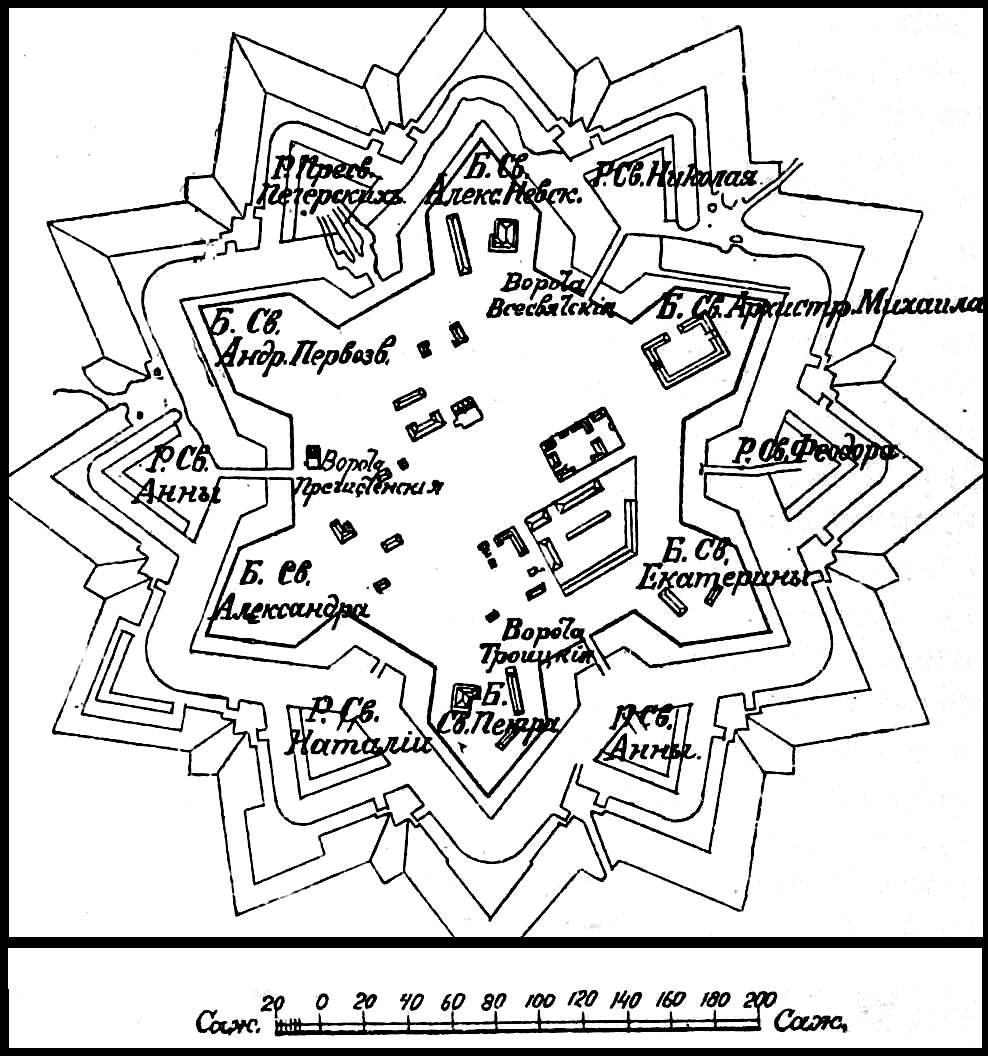
План фортеці св. Єлисавети

Зручне розташування (дорога на Хаджибей, Крим та з Січі до Польщі) визначило долю майбутнього міста. Міщанська слобода, навколо якої розрослось місто, з'явилась у 1753 році ще до початку будівництва фортеці на лівому протилежному від фортеці березі Інгулу. Поява міщанської слободи біля фортеці стала наслідком створення Слобідського козацького полку.
Стимулював заселення слободи дозвіл сенату на проведення у міщанській слободі 4 ярмарків на рік та приїзд іноземців на ярмарки. Перший петропавлівський ярмарок пройшов на території новоствореної міщанської слободи (на території сучасного центрального ринку) 29 червня 1754 року невдовзі після урочистого закладання фортеці. Для будівництва фортеці прибув Гадяцько-Миргородський полк (1390 козаків), який виконав основні роботи за чотири місяці: з червня по жовтень 1754. Під час робіт загинуло 72 козаки, 233 захворіло, 855 втекло на Січ.
Розвиток слободи триває попри призупинене у 1755 році будівництво фортеці святої Єлисавети. У 1755 році Міщанська слобода отримує атрибути міста (магдебурзьке право, магістрат та бургомістра) і назву. Документи Нової Січі фіксують паралельно зі згадками фортеці святої Єлисавети згадки міста з назвою Єлисавет.
З дня заснування розвиток міста відбувався паралельно з побудовою та розвитком фортеці, адже місто лежало на перетині важливих шляхів з Чорноморського узбережжя вглиб Росії, а до появи Одеси, Херсона, Миколаєва взагалі було єдиним значним поселенням на півдні України. На ярмарки до Єлисавета приїздили купці з Запорожжя, Центральної Росії, Речі Посполитої і підпольських українських територій, Молдови, Криму, Туреччини. На ярмарках торгували продуктами землеробства і тваринництва, полотном, парусиною, вовною, вином.
Мешканцями Єлисавета були торгові люди та ремісники. Частина українського населення міста займалась візницьким промислом (чумакуванням). Серед населення новоствореного міста переважали українці, друга за чисельністю група — старообрядці (не чисті росіяни, а асимільовані, які понад 50 років проживали на українській території), третя група — греки.
З 1753 року, початку забудови Міщанської слободи, у місті завдяки грекам з'явились правильні вулиці за європейським зразком. Вони були прямими, досить широкими й довгими. Пролягали вздовж Інгулу та перпендикулярно до нього. Водночас військові поселення, які не зараховувались до складу міста (Пермська та Биківська слободи), забудовувалися практично стихійно, без будь-яких проєктів.
Таким чином місто завдячує фортеці виникненням та назвою. Подальший розвиток міста відбувався паралельно з фортецею та залежав від розвитку торгівлі, а не від розвитку фортеці. Місто Єлисавет було економічним центром, а фортеця — військовим та адміністративним. Адже крім комендатури фортеці, у фортеці розміщувалась канцелярія Слобідського козацького полку, а згодом і провінціальна канцелярія. Фортеця Св. Єлисавети цілий рік, з 22 березня 1764 року до 26 березня 1765 року, була губернським центром новоствореної Новоросійської губернії. З 1764 року фортеця стає центром Єлисаветинської провінції, а з 1775 року — повітовим центром. Також саме з цієї фортеці наприкінці травня 1775 рушило стотисячне військо на чолі з Петром Текелею, що 15 червня зруйнувала Січ .

### Російська імперія

#### Кінець XVIII— початок XIX століття
Після ліквідації Запорізької Січі розпочався процес заміни козацьких топонімів імперськими. З 1775 року поряд із назвою Єлисавет почали вживатись русифіковані варіанти Єлисаветоград та Єлисаветград. Роком офіційного затвердження назви Єлисаветград вважається 1784 рік. Також у 1784 році фортеця разом із форштадтами (Пермською та Биківською слободами) була приєднана до міста.
У 1784—1795 роки Єлисаветград — центр Єлисаветградського повіту Катеринославського намісництва, 1795—1797 — Вознесенського намісництва, 1797—1801 — повітове місто Новоросійської губернії, у 1802 році — Миколаївської губернії, у 1803—1828 — Херсонської губернії, а у період 1829—1864 років — центр військових поселень у Південній Україні (у місті виникло військове містечко), нарешті від 1865 року — знову повітовий центр Херсонської губернії.

#### «Золота доба» міста
Розквіт міста пов'язаний із графом Д. Є. Остен-Сакеном. З 1835 до 1850 року він очолював Новоросійські військові поселення, до складу яких з 1829 року увійшов Єлисаветград. Завдяки Д. Є. Остен-Сакену у місті з'явились «великий» міст через Інгул, нові кам'яні будинки, нові бульвари, сади, почалося озеленення та замощення вулиць.

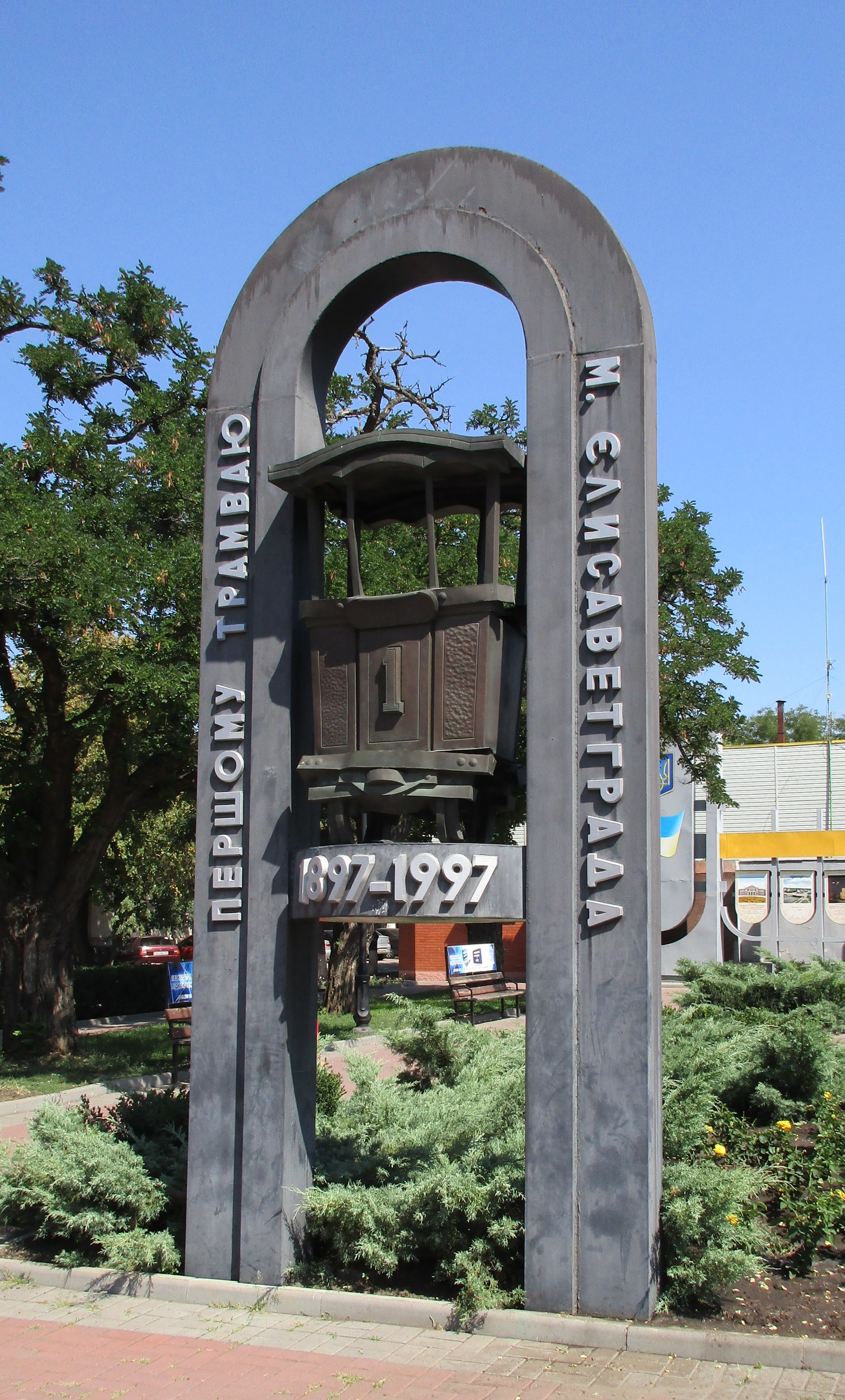
Пам'ятник першому трамваю у Кропивницькому (колишній — Єлизаветград)

У 2-й половині XIX століття у Єлисаветграді швидко розвивались ринкові капіталістичні відносини, перш за все, в аграрному секторі. Значну роль для економіки міста мало введення в експлуатацію залізниці Харків — Єлисаветград — Одеса (1868—1869), за лічені роки місто з аграрного перетворилось на аграрно-промислове. Зводились майстерні та заводи з ремонту й виробництва сільськогосподарської і супутньої техніки, зокрема, епохальним став запуск 1874 року підприємства англійців Братів Ельворті, яке перетворилося на флагман місцевої промисловості ПАТ «Ельворті».

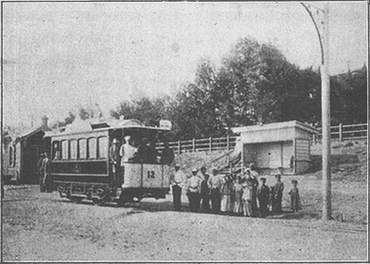
Єлисаветградський електричний трамвай

За часів головування Олександра Пашутіна (міський голова у 1878—1905 роках) у місті з'явились: водогін (1893), електричний трамвай (1897), телефонна станція, телеграф, інші елементи інфраструктури, публічна бібліотека. На кінець XIX століття у місті діяло близько 20 закладів освіти, зокрема і перший (від 1870 року) заклад середньої освіти в місті Єлисаветградське земське реальне училище. Єлисаветград активно розбудовувався, набувши європейського вигляду, а 1882 року став «колискою української драматургії» — у місті відкрився перший український професійний театр, у якому працювали видатні українські культурні діячі Марко Кропивницький, Іван Карпенко-Карий, Марія Заньковецька, Микола Садовський тощо.

### Українські визвольні змагання
У період 1917—1920 років влада в місті неодноразово переходила з одних рук в інші.
Міська дума визнала Центральну Раду УНР лише з третьої спроби 19 грудня 1917 року вже після Жовтневого перевороту.

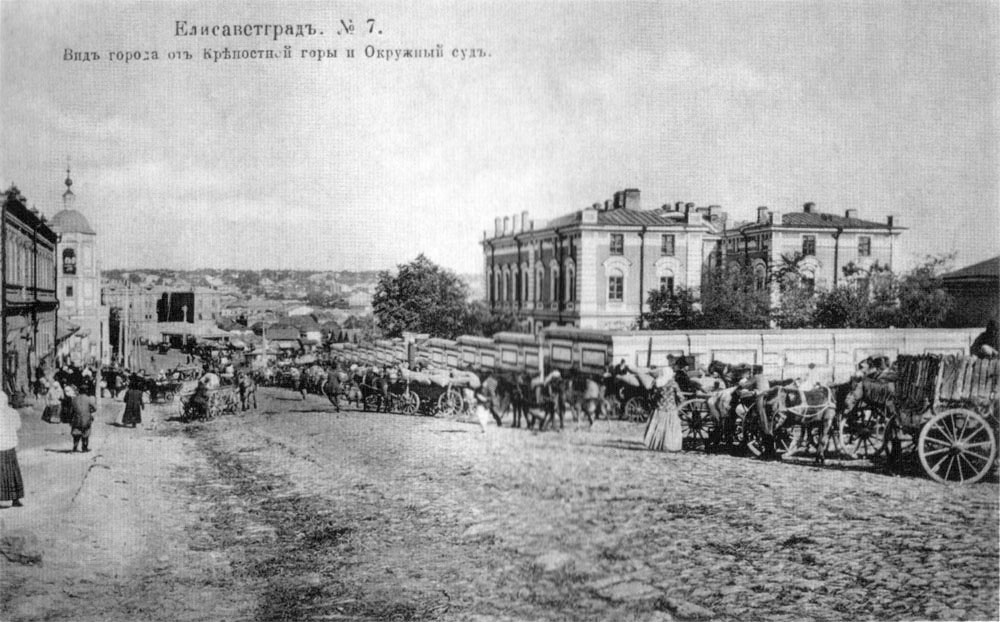
Панорама міста (1910-ті)

На початку 1918 року у місті відбуваються вуличні бої загонів анархістки Маруськи Никифорової з єлисаветським куренем вільного козацтва та мешканцями міста, внаслідок яких загинуло 86 мешканців міста, 147 дістали поранення.
У 1918 році Мала рада УНР видала Закон про поділ України на землі від 6 березня 1918 року, у якому місто Єлисаветград назване Єлизавет. Ця назва активно вживалась в офіційних документах, на печатках, у пресі. До 29 квітня 1918 року Єлизавет був адміністративним центром Землі УНР Низ.
7 травня 1919 року в місті Єлизаветі начдив Никифор Григор'єв підняв антибільшовицьке повстання. 8 травня він звернувся з Універсалом «До Українського народу», у якому закликав до боротьби проти російських продовольчих загонів, що діяли на Херсонщині, та комісарів ЧК, а також створення Рад без більшовиків.
Під час заколоту на території, підконтрольній повстанцям, мали місце насильство щодо мирного населення, численні вбивства та погроми єврейського населення (що в цілому, у період радянсько-української війни (1917—1921), не було винятковим явищем). За свідченням Юрія Тютюнника, сам отаман Григор'єв не був організатором погромів, але під час повстання, в умовах безладдя, не спиняв антисемітську агітацію, що сприяло насильству. У результаті загинуло близько 3 тисяч євреїв міста.

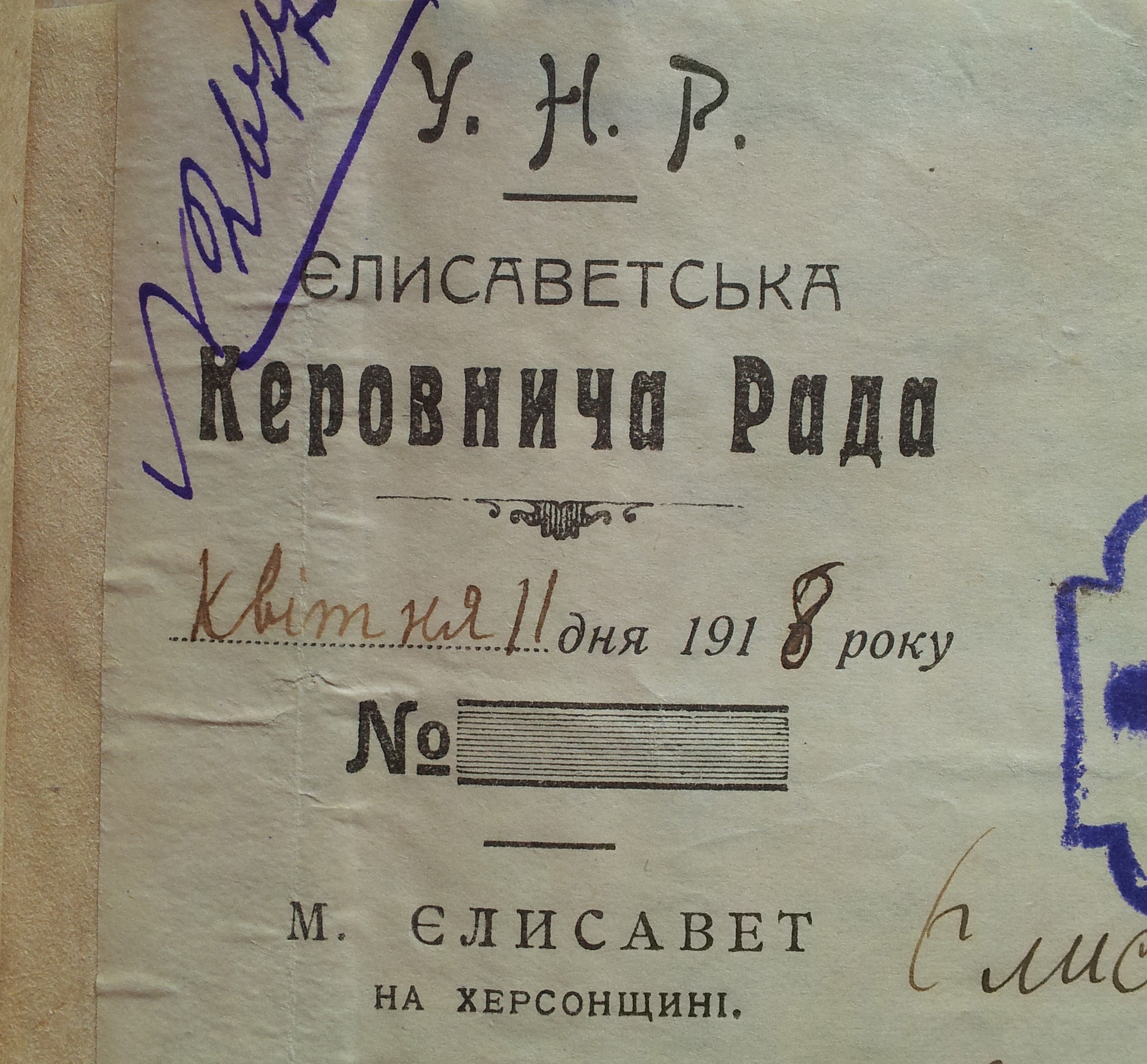
Штамп часів УНР «Єлисаветська Керовнича Рада»

У січні 1920 р. з Єлисавету були вибиті денікінці спільними зусиллями більшовицького 535-го полку та повстанських загонів армії УНР, які очолював отаман Гулий-Гуленко. У місті була встановлена більшовицька влада.
Протягом 1919—1922 років у Єлизаветі діяв Єлисаветградсько-Олександрійський повстанком, під керівництвом Герасима Нестеренка, який підпорядковувався Холодноярській республіці.
1922 року Холодноярська організація складалася з двох підрозділів. Першою Холодноярською округою (Єлисаветградсько-Олександрійською) керував Герасим Нестеренко-Орел, Другою (Чигиринсько-Звенигородською плюс Чорний ліс на Єлисаветградщині) — Ларіон Завгородній.
Отаман Нестеренко-Орел був останнім із Головних отаманів Холодного Яру, обраним на загальному представницькому з'їзді.
Після програшу УНР у Єлизаветі остаточно закріпилась радянська армія , більшовики повернули назва Єлизаветград. Під час радянсько-української війни та у перші роки радянської окупації України у Єлизаветграді були в обігу власні єлисаветградські гроші.

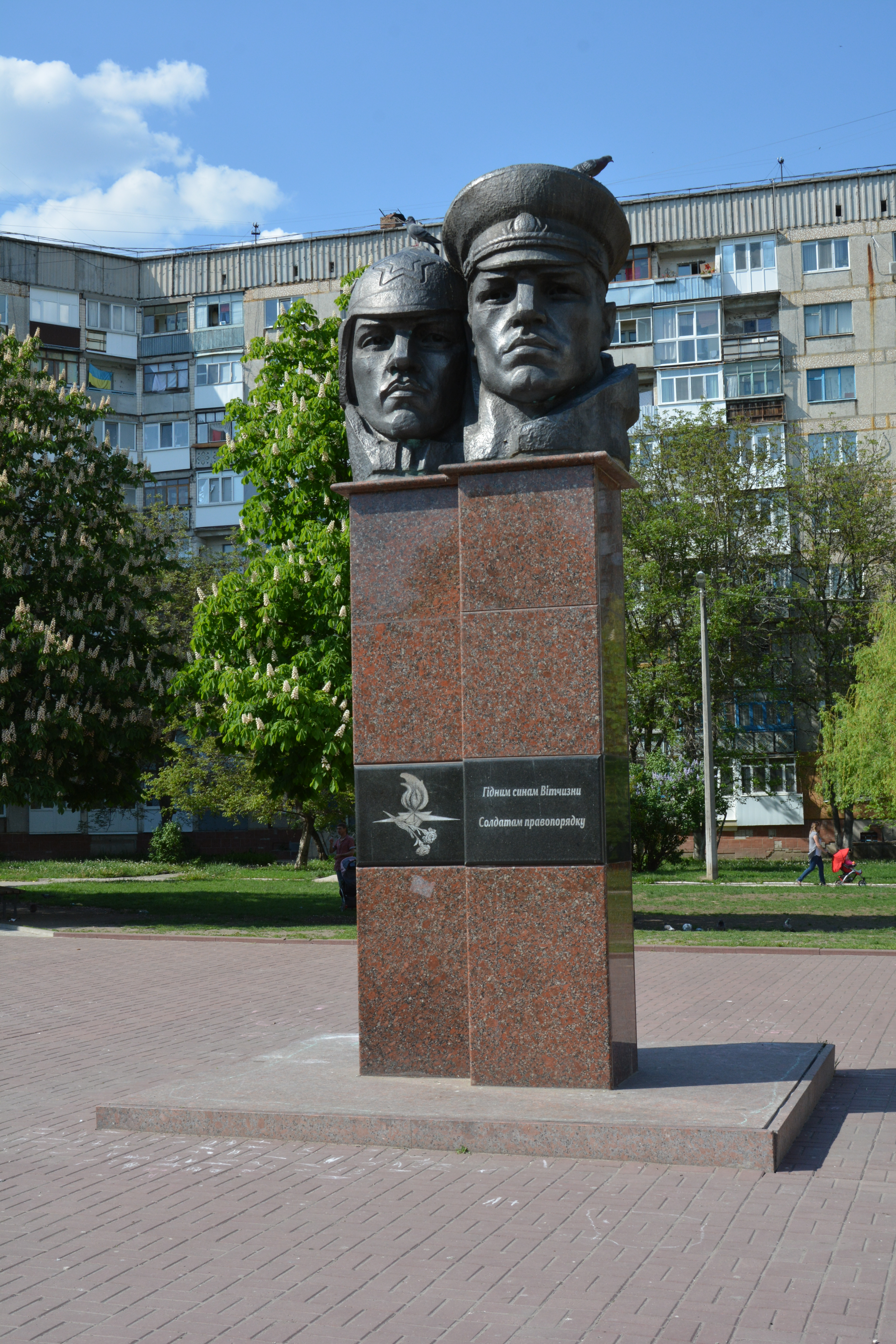
Пам'ятник чекістам, вул. Соборна 22

У 1920 році в підвалах єлисаветградської ЧК побував старшина Холодноярської організації Юрій Горліс-Горський (під час масових арештів дитисентів та прийняття Конституції СРСР 1977 року на місці катівні було встановлено пам'ятник чекістам).

### За часів радянської окупації України
Від 1923 року місто — окружний центр УСРР. 1924 року місто перейменоване на Зінов'євськ, від 1932 року — у складі Одеської області, у грудні 1934 року перейменоване на Кірово, а разом із новим перейменуванням на Кіровоград у січні 1939 року стало обласним центром. У 1924-1925 у місті та повіті діяв Відділ Онипка - останні хто міг чинити спротив більшовикам у цих краях.
11 січня 1928 року в місті розпочала трансляцію перша в Україні периферійна радіомовна станція (Зінов'євська радіомовна станція імені 10-річчя Жовтня).
У радянські часи в місті було засновано багато нових навчальних закладів. Зокрема у квітні 1929 року в Зінов'євську було створено вечірній робітничий інститут сільськогосподарського машинобудування. На жаль, інститут проіснував недовго. 26 лютого 1933 року Народний комісаріат важкої промисловості СРСР видав наказ про його ліквідацію. Значну частину студентів ліквідованого інституту було переведено до організованого технікуму сільськогосподарського машинобудування. У травні 1956 року на базі Кіровоградського технікуму сільськогосподарського машинобудування було організовано вечірнє відділення Харківського політехнічного інституту. У 1962 році відбулася реорганізація Кіровоградського вечірнього відділення у філіал Харківського політехнічного інституту. 9 червня 1967 року було створено Кіровоградський інститут сільськогосподарського машинобудування (КІСМ).
1 жовтня 1930 року Рада Народних Комісарів УСРР прийняла постанову про відкриття у місті інституту народної освіти. 1933 року інститут реорганізується в педагогічний інститут із фізико-математичним і хіміко-біологічним факультетами зі строком навчання чотири роки. 

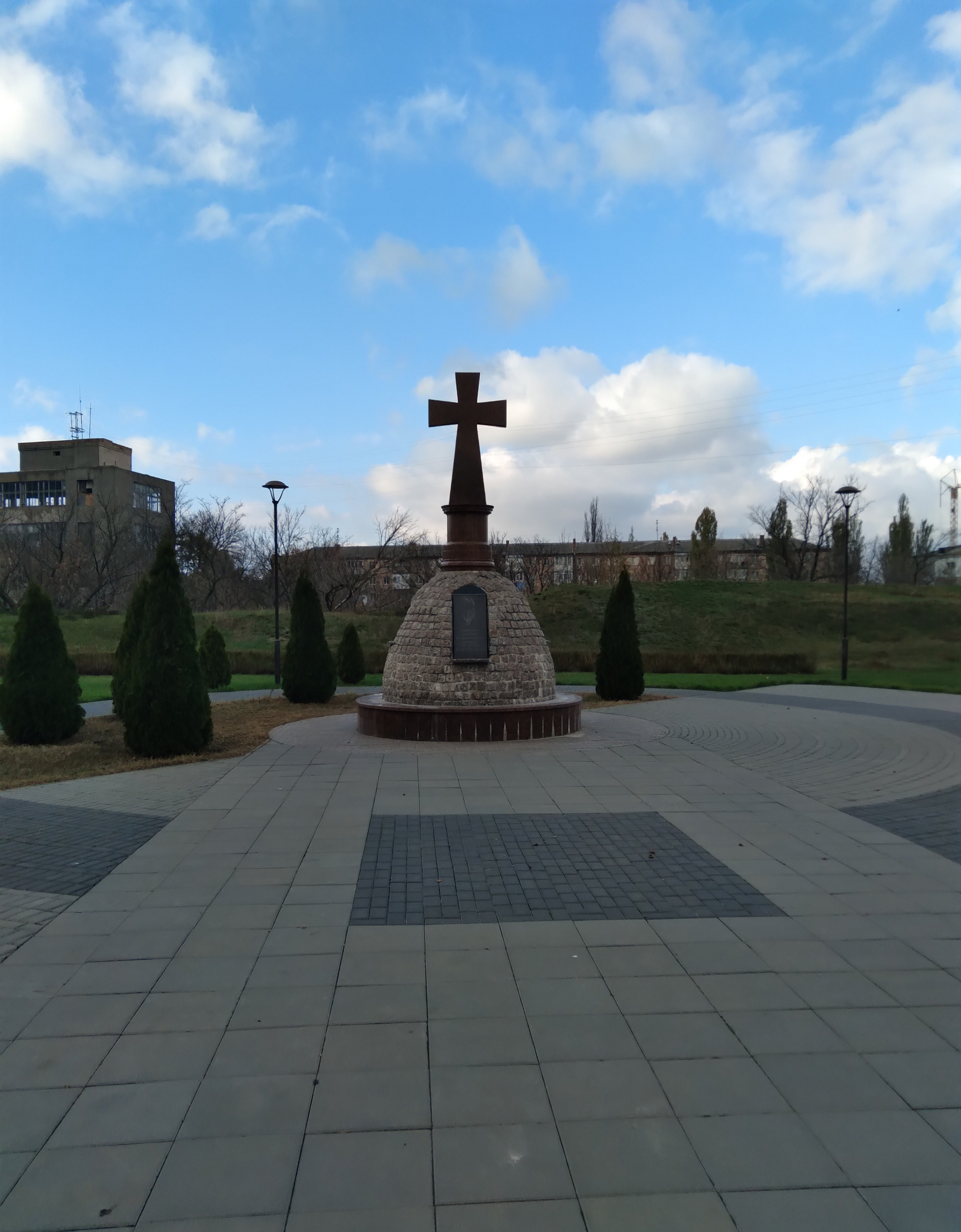
Пам'ятник жертвам Голодомору (встановлений у 2016 році)

Під час Голодомору загинуло 2238 жителів міста, а у майбутній області 41 000 осіб.
1935 року на базі Кіровоградського педінституту утворюється учительський інститут із дворічним строком навчання. Одночасно продовжували навчання студенти II—IV курсів, які працювали за програмою педагогічного інституту. 1 вересня 1939 року поряд з учительським інститутом відновлюється й педагогічний інститут. У роки сталінських репресій окрім українців ОГПУ та НКВС було вбито та посмертно реабілітовано кілька тисяч містян, половину з яких окрім українців складали греки, поляки та євреї, родини яких приїхали сюди ще у XVIII столітті.
5 серпня 1941 року, в ході німецько-радянської війни, місто було окуповане німецько-фашистськими військами, а з 15 листопада 1941 року стало центром Кіровоградської округи. Місто було звільнено від німецьких окупантів радянськими військами 8 січня 1944 року в результаті Кіровоградської наступальної операції. Під час окупації міста нацистами були вбиті майже всі представники єврейської громади міста. Зазвичай євреїв Кіровограда привозили до Фортеці Святої Єлисавети, підводили до виритих траншей у Єкатеринівському бастіоні та робили постріл у спину, перед відступом траншеї було засипано. Після Другої світової війни на фортечних валах було створено меморіальний комплекс "Пантеон Вічної Слави" та пам'ятник євреям-жертвам нацизму. Також у місті народився Герой Радянського Союзу Григорій Куроп'ятников, який після смерті був єдиним похованим тут уродженцем міста. У 2010 році біля входу до фортеці Куроп'ятникову було встановлене погруддя.
1951 року було створено Кіровоградське військове авіаційне училище льотчиків далекої авіації, перейменоване згодом у 60-ті роки у Вище авіаційне училище льотчиків ВПС. Першим начальником училища став генерал-майор авіації А. Г. Мельников. З 1960 по 1978 роки училище було Кіровоградською школою вищої льотної підготовки цивільної авіації.

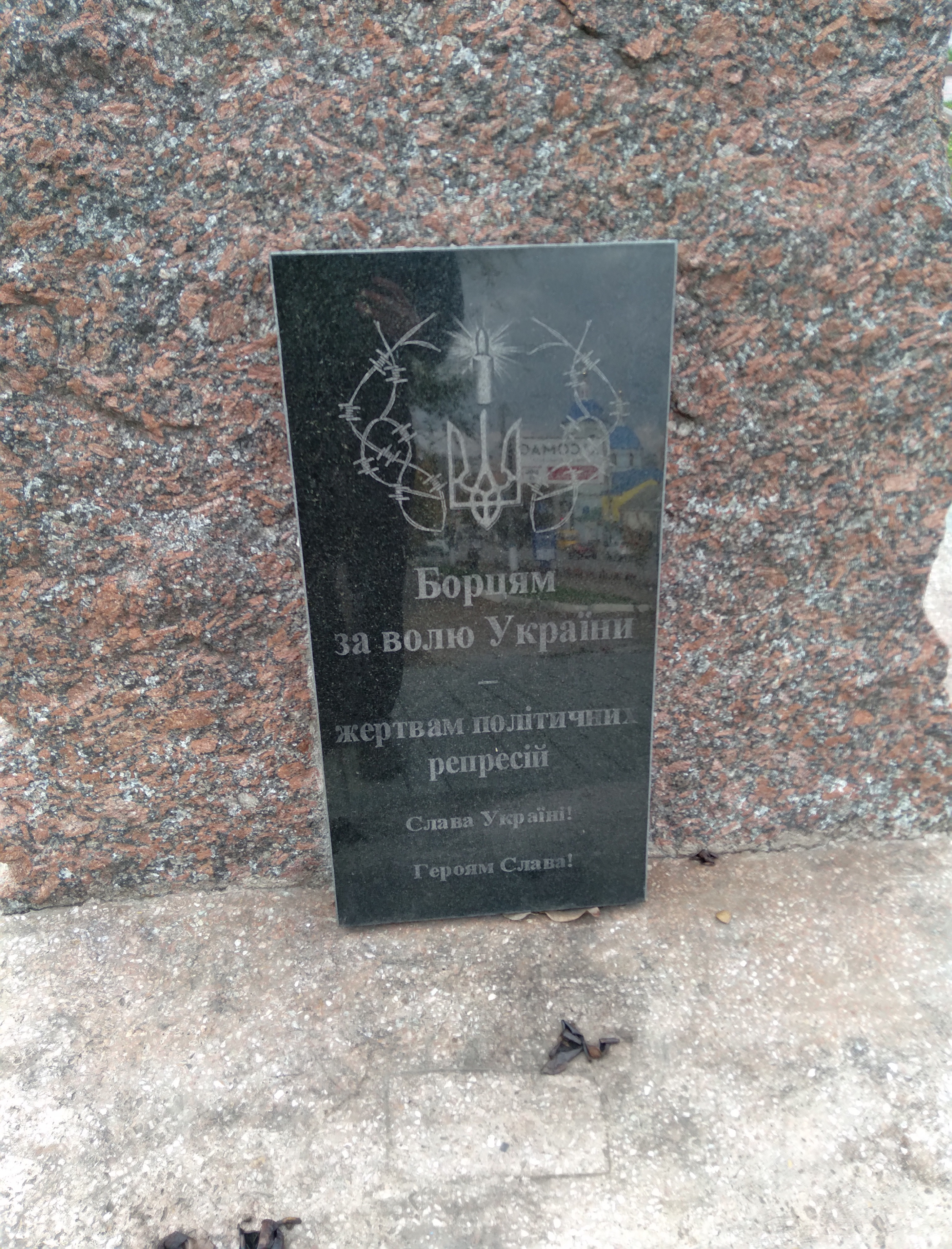
Пам'ятник жертвам радянських репресій

У 1959 році було створене Кіровоградське музичне училище. Спочатку воно розташовувалося у будинках на вулиці Дворцовій (тоді Леніна). У 1991 році музичне училище переїхало у будинок колишнього ленінського райкому КПРС на вулиці Маланюка.
У повоєнний час Кіровоград перетворився на важливий осередок легкої та машинобудівної промисловості з певною (історично та географічно сформованою) орієнтацією на сільське господарство. Зокрема, на повну потужність запрацювали заводи сільськогосподарських машин «Червона зірка» (нині ПАТ «Ельворті»), гідравлічних помп «Гідросила», радіодеталей «Радій», з виробництва друкарських машинок «Друкмаш» (нині не існує), завод Більшовик (нині не існує), завод імені Таратути (нині не існує), завод Дозувальних автоматів.
За радянських часів у Кіровограді працював найбільший у СРСР виробник електричних друкарських машинок «Ятрань» — завод «Друкмаш».[джерело?]
Протягом 1960—1980-х років Кіровоград продовжував нарощувати економічну базу, а населення міста знову подвоїлося. У цей час була в цілому оформлена сучасна міська інфраструктура, а у 1970-х роках із будівництвом набережної Інгулу було розв'язано давню проблему затоплення прибережної міської зони. У той самий час були знищені деякі пам'ятки архітектури міста. Наприклад, при ремонті приміщення театру було знищене все внутрішнє оздоблення. При розширенні вулиці Великої Перспективної (тоді Карла Маркса) був підірваний будинок Заславського.[джерело?]
|                                            |  |  |
| Ювілейна монета присвячена 250-річчю міста |  |  |

### У Незалежній Україні
На початку 1990-х років промисловість у місті занепадає, частково ж відбувається переорієнтація міської економіки. Так, припинила діяльність низка виробництв, зокрема — «Друкмаш», завод іміні Таратути, кондитерська фабрика, молокозавод. Фактично припинив роботу міський аеропорт. І хоча ці підприємства були приватизовані, нові власники не спромоглися налагодити їхню роботу за нових економічних умов та збанкрутували. Наприкінці 1990-х років почалося пожвавлення діяльності приватних підприємців. Було побудовано нове підприємство з виробництва рослинних жирів та олій — Креатив. Модернізовано м'ясокомбінат Ятрань. Було відкрито нові магазини, аптеки, кількість робочих місць зросла. Окрім того, місто стало набувати кращого вигляду — як владою, так і підприємцями було зроблено ремонти фасадів деяких державних та приватних будівель.
У 2000-х роках у Кіровограді реалізується програма заходів із розбудови міста: здійснюється ремонт доріг, реконструкція музеїв та капітальний ремонт зовнішнього освітлення, доброустрій території колишньої фортеці Святої Єлисавети, комунальне господарство та підприємства міста придбали нову техніку, тролейбуси, автобуси, завершується газифікація приватного сектора, почали зводитись нові житлові та громадські будівлі, пожвавився економічний і торговельний сектор міста.
Фінансово-економічна криза в Україні наприкінці 2000-х років сильно вплинула на економіку Кіровограда — тенденції розвитку змінилися стагнаційними, що зачепили зокрема й найуспішнішу промислову галузь міста — сільськогосподарське машинобудування.
Після 1991 року загострилось питання перейменування Кіровограда — місцева інтелігенція і представники широкої громадськості не раз зверталися з подібними пропозиціями і петиціями до міських можновладців. Нарешті у квітні 2000 року у місті разом із Всеукраїнським референдумом відбувся місцевий референдум про перейменування міста. На голосування було винесено три варіанти відповідей: залишити місту чинну назву — Кіровоград, підтримати пропозиції про присвоєння обласному центру іншої назви або підтримати пропозиції про повернення місту назви часів Російської імперії — Єлисаветград. 70,88 % учасників місцевого референдуму проголосували за те, щоб залишити назву Кіровоград, 34,39 % — за те, щоб змінити назву на нову (Златопіль, Інгульськ, Степоград та ін.), 32,76 % — за те, щоб перейменувати на Єлисаветград.[джерело?]
У жовтні 2008 року Кіровоградська міськрада вирішила провести одночасно з позачерговими виборами до Верховної Ради України місцевий референдум про повернення місту назви Єлисаветград (1754—1924 рр.). На той час ідею такого референдуму та перейменування підтримували депутати впливових фракцій БЮТ, «Нашої України» та Партії регіонів. Однак рішення про проведення дочасних парламентських виборів одночасно з Президентськими виборами 2010 року в межах країни ухвалено не було. У 2015 році в рамках декомунізації в Україні паралельно із виборами до місцевих рад проводилося опитування про вибір назви міста серед запропонованих варіантів: Благомир, Ексампей, Єлисаветград, Златопіль, Інгульськ, Козацький, Кропивницький.
14 липня 2016 року постановою Верховної Ради України місто Кіровоград перейменоване на Кропивницький. За таку постанову проголосували 230 народних депутатів України.
Влітку 2021 року місто вперше відвідав іноземний блогер Алекс ван Терхейден, відомий на YouTube як Wondering Englishman. Подорожуючи Україною, він відвідав Кропивницький і зробив 45-хвилинний огляд головних пам'яток міста .

#### Російсько-українська війна

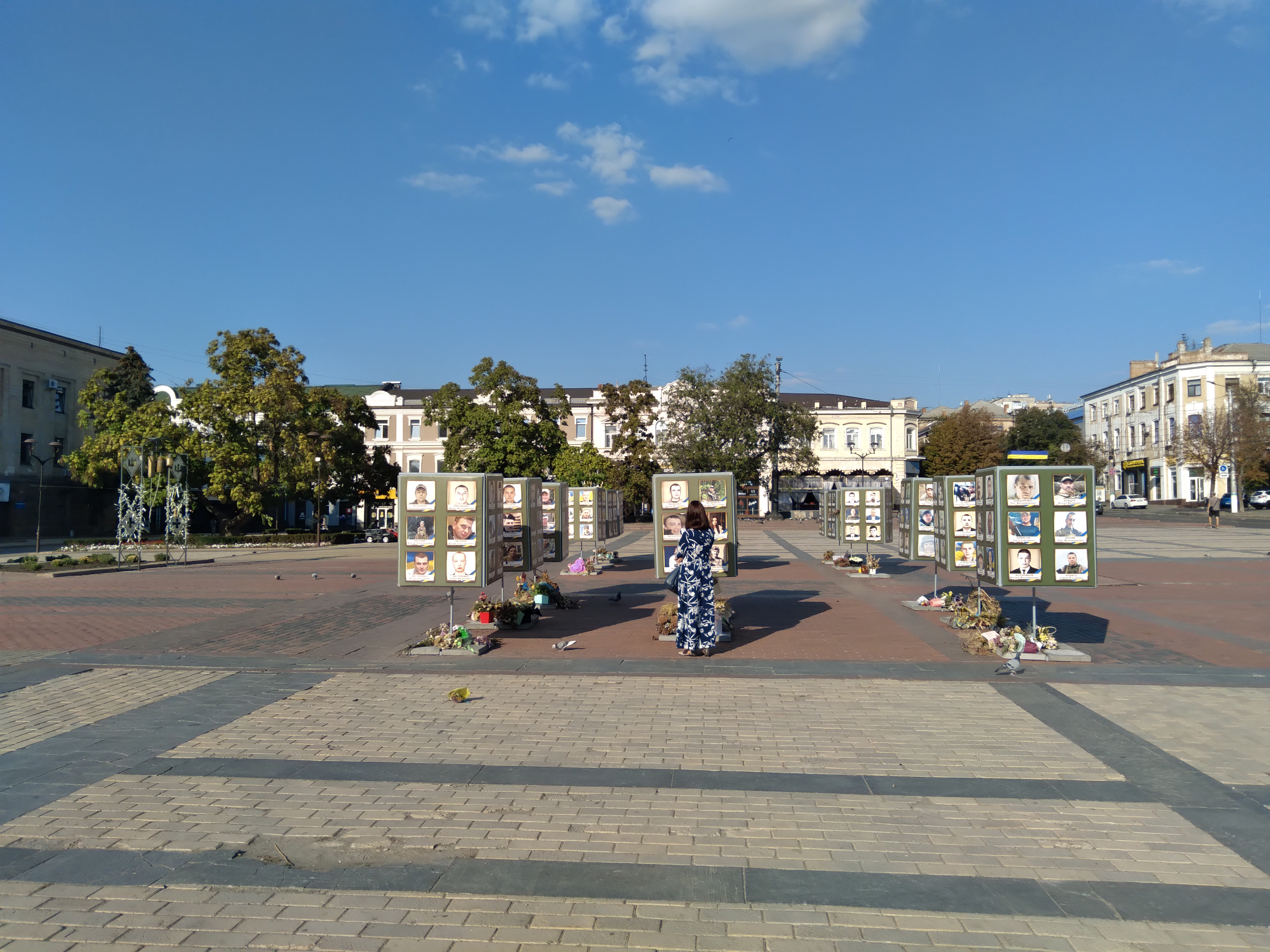
Фотографії загиблих воїнів у центрі міста, вересень 2023

З початком широкомасштабного вторгнення Росії в Україну у 2022 році, місто почало страждати від ракетних обстрілів російської армії. Зранку 1 березня російські окупанти обстріляли аеродром Канатове поблизу Кропивницького, намагаючись зруйнувати об'єкти інфраструктури. [джерело?] 12 березня російські війська атакували аеродром біля залізничної станції Канатове, внаслідок чого загинуло 7 військових. Зранку 23 липня прилетіло 13 ракет (8 ракет «Калібр» морського базування та 5 ракет Х-22 з літака ТУ-22М3). Ворог обстріляв військовий аеродром та залізничний об'єкт. 19 поранених та 3 загиблих. Повітряні тривоги в Кропивницькому звучали майже щоденно.
Станом на 24 травня в місті та області перебувало понад 40 000 вимушених переселенців із регіонів активного ведення бойових дій. За даними на 29 серпня, ця цифра збільшилася до 85 000 людей. Також, під час війни до Кропивницького переїхали різноманітні заклади та підприємства, зокрема Донецький державний університет внутрішніх справ із Маріуполя (спочатку Донецька), Харківський науково-дослідний інститут протезування, Донецький національний медичний університет із Краматорська (спочатку Донецька) та Херсонський державний аграрно-економічний університет.

## Топоніми Кропивницького
Сучасний Кропивницький поділяється на два адміністративні райони — Фортечний та Подільський. Кропивницькій міськраді також підпорядковується селище Нове.
Центральною площею міста є площа Героїв Майдану.
Головними міськими магістралями є вулиці Велика Перспективна (вісь центральної частини міста), Бобринецький шлях (шлях на Миколаїв), Полтавська (шлях на Кременчук), Університетський проспект (шляхи на Умань та Кишинів). Важливе значення для протиповеневого захисту має набережна.
Кропивницький має низку мікрорайонів:
| - Ковалівка; - Велика Балка; - Кущівка; - Завадівка; - Катранівка; - Гірниче селище; - Лелеківка - Некрасівка; - Балашівка; - Стара Балашівка; | - Новомиколаївка; - Озерна Балка; - Масляниківка; - Арнаутово; - Черемушки; - Никанорівка; - Південно-західний (Космонавтів); - Новоолексіївка; - Солодка Балка; - 101-й мікрорайон. |

Окрім того, традиційно район центральної площі Героїв Майдану є місцевим Центром, а за районом біля Єлисаветинської фортеці на початку вулиці Святослава Хороброго (з боку Інгулу) закріпилась назва Вали, а ділянку самої фортеці (нині Першої міської лікарні) і далі називають Військовим містечком, нерідко мікрорайон вулиці Верхньої Пермської іменують Пермським.

## Адміністрація

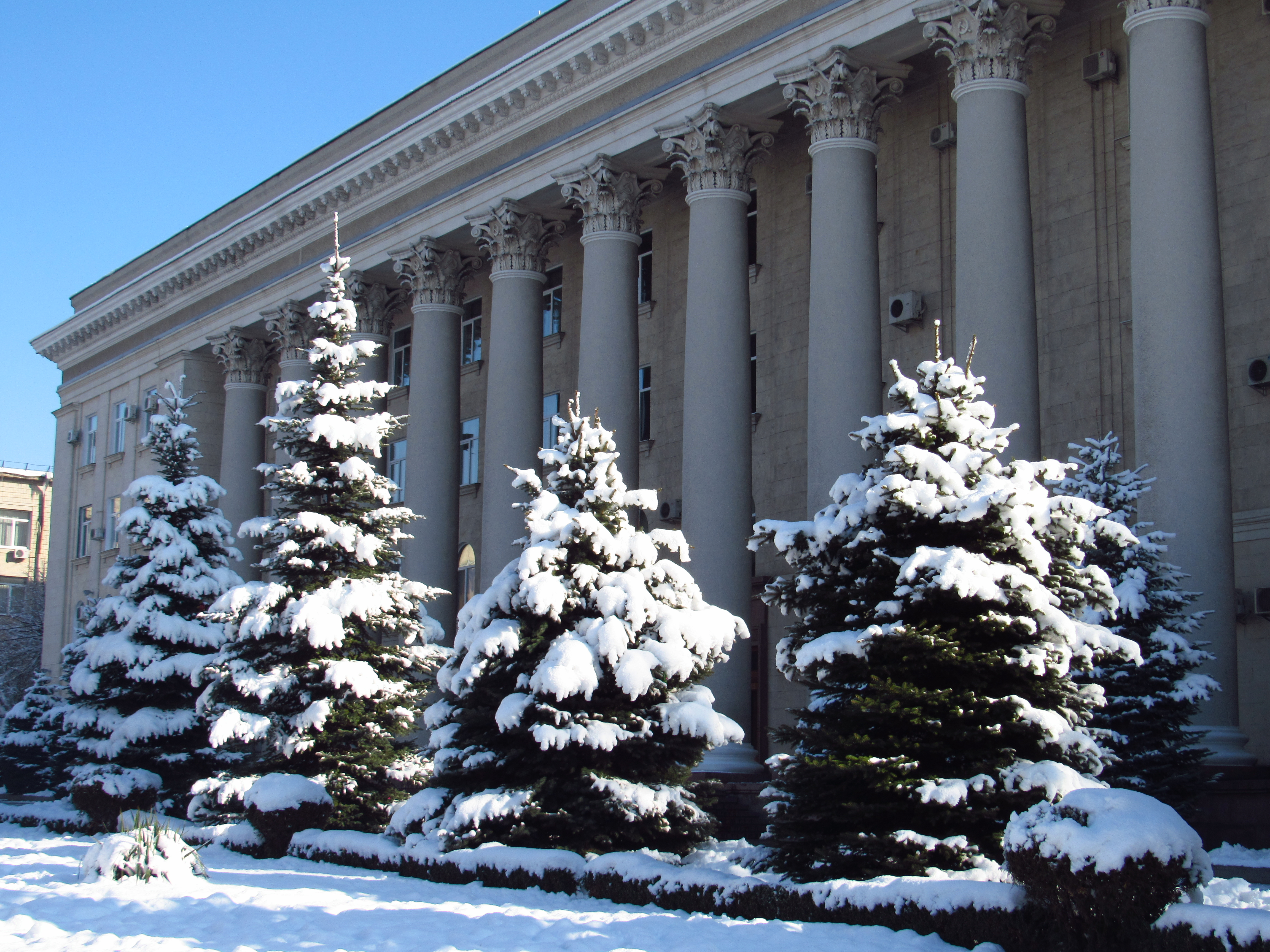
Будівля міської ради Кропивницького

До складу міської ради міста Кропивницького входять 42 депутати, що обираються громадою міста строком на 5 років.
Виконавчу владу в місті очолює міський голова та Виконавчий комітет, який складається з 15 членів. Йому підпорядковані 5 департаментів, кожен із яких відповідає за певну сферу міського життя: економіки та фінансів; житлово-комунального господарства; розвитку торгівлі, побутового обслуговування, транспорту та зв'язку; містобудування та капітального будівництва; адміністративний; 8 управлінь, 10 відділів, 2 служби (контрольна й у справах дітей), реєстраційна палата та міський Центр соціальних служб для сім'ї, дітей та молоді.
Виконуючим обов'язки міського голови є Олександр Мосін.

## Населення

### Чисельність
Динаміку зміни чисельності міського населення демонструє таблиця, наведена нижче (дані ґрунтуються як на переписах населення Російської імперії, СРСР та перепису населення України 2001 року, так і на оцінюваннях чисельності населення та ін. даних):
| Рік/Роки | Населення, мешканців | Рік  | Населення, мешканців | Рік  | Населення, мешканців |
| -------- | -------------------- | ---- | -------------------- | ---- | -------------------- |
| 1770-ті  | 2400                 | 1910 | 76 000               | 1979 | 236 652              |
| 1784     | 4170                 | 1926 | 65 000               | 1989 | 269 803              |
| 1787     | 4746                 | 1939 | 100 300              | 1995 | 278 300              |
| 1858     | 23 700               | 1943 | 63 403               | 2001 | 254 103              |
| 1873     | 38 100               | 1959 | 128 207              | 2009 | 245 700              |
| 1897     | 61 500               | 1970 | 188 795              | 2016 | 231 089              |

### Етнічний склад
У етнічному складі населення Кропивницького більшість складають українці — за даними останнього Перепису населення України (2001) їхня питома частка склала 85,8 %, таким чином, збільшившись у порівнянні із 1989 роком на 9 %.
Численною є громада росіян (12 % від загалу у 2001 році). Також у місті проживають білоруси, молдовани, вірмени, болгари, грузини, німці та представники інших етносів. На представників усіх національних громад Кропивницького, крім українців та росіян, припадає лише трохи більш як 2 %.
Історична динаміка національного складу за даними переписів:
|           | 1897   | 1926   | 1939   | 1959   | 1989   | 2001   |
| українці  | 23,6 % | 44,6 % | 72,0 % | 75,0 % | 76,9 % | 85,8 % |
| росіяни   | 34,6 % | 25,0 % | 10,9 % | 18,6 % | 19,5 % | 12,0 % |
| білоруси  | 0,1 %  | 0,2 %  | 0,4 %  | 0,8 %  | 0,8 %  | 0,5 %  |
| молдовани | 0,03 % | 0,2 %  | 0,7 %  | 0,4 %  | 0,5 %  | 0,3 %  |
| євреї     | 37,8 % | 27,7 % | 14,6 % | 4,4 %  | 1,9 %  | 0,1 %  |

### Мовний склад

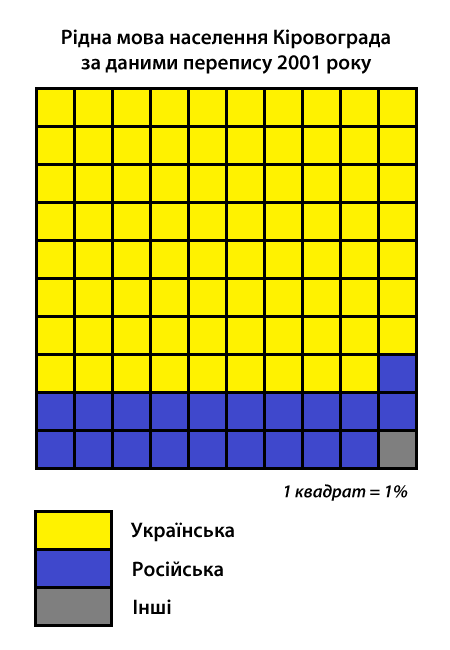
Рідна мова населення Кропивницького за даними перепису 2001 року

Розподіл населення за рідною мовою за даними перепису 2001 року:
| Мова       | Чисельність, осіб | Доля     |
| ---------- | ----------------- | -------- |
| Українська | 199 066           | 79,43 %  |
| Російська  | 49 907            | 19,91 %  |
| Інше       | 1 656             | 0,66 %   |
| Разом      | 250 629           | 100,00 % |

Українська мова є основною та єдиною офіційною мовою міста.
Згідно з опитуванням, проведеним Міжнародним республіканським інститутом у квітні-травні 2023 року, українською вдома розмовляли 77 % населення міста, російською — 20 %.
Згідно з опитуванням, проведеним Міжнародним республіканським інститутом у квітні-травні 2024 року, українською вдома розмовляли 86 % населення міста, російською — 42 % (на відміну від опитування 2023 року було дозволено вибір кількох варіантів).

### Релігійний склад
Більшість вірян належать до православних церков різних конфесій (УПЦ МП, ПЦУ). У місті діють єпархіальні управління УПЦ МП та ПЦУ, мають свої храми православні, католицька та юдейська громади, об'єднання церков ЄХБ.

### Єврейська громада
Історія єврейської громади міста розпочалася наприцінці 1760 — початку 1770-х років XVIII століття. Про динаміку зростання кількісного складу єврейського населення у місті Єлисаветграді свідчить той факт, що у 1796 році тут проживали 423 євреї, а за результатами перепису 1859 року — 2323 представники цієї національності, що становило понад третину міського населення.
У 1880 році Я. Гордін організував у Єлисаветграді Духовно-біблейське братство, яке мало на меті провести реформу єврейського побуту та релігії.
Євреї Єлисаветграда наприкінці XIX століття були зайняті у торгівлі, у промисловості, на транспорті та охороні здоров'я. Одна з перших у Російській імперії міська трамвайна мережа — за складом працівників майже цілком була єврейською.
Приватна лікарня секретаря Медичного Товариства невропатолога Ісака Гольденберга (нині лікарня № 3) стала першою лікарнею в місті і лишилася такою при радянській владі. Її будинок на розі сучасних вулиць Пашутінська та Дворцова під № 45/35 є пам'яткою архітектури в мавританському стилі.
Увійшли в історію імена композитора Юлія Мейтуса, драматурга Якова Гордіна, лікаря Натана Ширмана, письменника Ісака Шкловського, поета Аминодава Шполянського (Дона Амінадо), фізико-хіміка Давида Талмуда та багатьох інших, які зробили величезний внесок у розвиток не лише вітчизняної, а й світових науки, культури, літератури тощо.
Відродження релігійної єврейської громади у Кропивницькому розпочалося з 1991 року після прийняття Закону України «Про свободу совісті та релігійні організації». Тоді ж громаді було передано приміщення синагоги та споруджено перший в Україні пам'ятник «Євреям — жертвам нацизму» на місці їхнього розстрілу.
З 1996 року релігійна громада прогресивного юдаїзму була перереєстрована і отримала назву «Атіква» («Надія»).
За словами керівника організації Емми Спектор зараз членами єврейської громади міста є понад 200 осіб.[джерело?]  В основному це люди пенсійного віку. При громаді успішно діють бібліотека та музей «Євреї Єлисаветграда». Книгозбірня нині налічує понад 3000 примірників, які зібрали члени громади. Тут проводились фестивалі єврейської книги, заняття з вивчення національних традицій, історії, івриту, відбувалися зустрічі у літературній вітальні. Волонтери готують цікаві розповіді на зазначену тематику, приходить багато цікавих людей — земляків, яких доля розкидала по світі, нащадки колишніх мешканців міста, які хочуть достеменно вивчити власні родові корені. У читальному залі бібліотеки можна почитати свіжу періодику — місцеві та єврейські газети «ВЕК», «Еврейский обозреватель», «Хадашот».
У всесвітній день Голокосту покладають до пам'ятного знака квіти, вшановують пам'ять безневинно загиблих. Загалом, уся експозиція музею висвітлює понад 30 тем. Саме цей заклад виявився першим єврейським музеєм в Україні і став прикладом для громад інших міст.

### Грецька громада
У 1753 році греки почали селитись на правому березі Інгулу біля місця, де мала бути побудована фортеця Святої Єлисавети. Поселення греків отримало назву Грецька слобода.
Найбільше їх переселилося з Македонії, інші з Константинополя та з островів, двоє вийшли з Січі Запорізької, були вихідці також з Австро-Угорщини, Бессарабії, з Ніжина, а також із Венеції. А втім, чисельність грецької колонії у місті ніколи не була великою. В останні роки царювання імператриці Єлисавети Петрівни греків тут нараховувалось (без робітників) трохи більше як 50 душ із дружинами та дітьми.
У 1755 році Грецька слобода увійшла до складу новоствореного міста Єлисавет. Поселення греків також було підпорядковане магістратові, який розміщувався на розі сучасних вулиць Пашутинської та Преображенської.
У 1760 році під керівництвом ще одного вихідця з Венеції — Єфима Темелія — Єлисаветградські греки виступили з клопотанням про спорудження свого храму у місті та про відкриття при храмі «страннокримнаго дома» для «убогих безязичних» «із їх братії». Стосовно останнього ми ніяких відомостей не маємо, а щодо храму, то вже у наступному році греки — майстри з Ніжина розпочали роботу. Спорудження тривало близько семи років. Середній престол церкви було освячено 1766 року у ім'я Володимирської Божої Матері, хоча боковий вівтар не було закінчено ще і в цей час. Отже, єлисаветградські греки мали у місті свою церкву та завідували через титарів її справами, збільшуючи церковну казну лихварством. Крім того, вони мали вибраного та домовленого священника, який здійснював богослужіння грецькою мовою.
Наприкінці XVIII століття у Єлисаветграді нараховувалось вже більш як сто греків. У середині 1770-х років переважна більшість їх переселилась до Маріуполя. У єлисаветградському ревізькому реєстрі 1811 року вже показані лише дві родини, що залишилися від грецької колонії міста XVIII століття: Фундуклеї та Петрови. Про родину Фундуклеїв у Кропивницькому і досі нагадує центральна міська площа. Адже цю ділянку землі 1 вересня 1839 року було подаровано місту статським радником сенатором Ю. І. Фундуклеєм.

## Економіка

### Промисловість
За інформацією головного управління статистики в Кіровоградській області, за січень-серпень 2012 року підприємствами Кропивницького реалізовано промислової продукції, виконано робіт та надано послуг на суму 7,551 млрд гривень.
Промисловий комплекс міста налічує у 2017 році 131 підприємство облікового кола і охоплює 12 галузей.

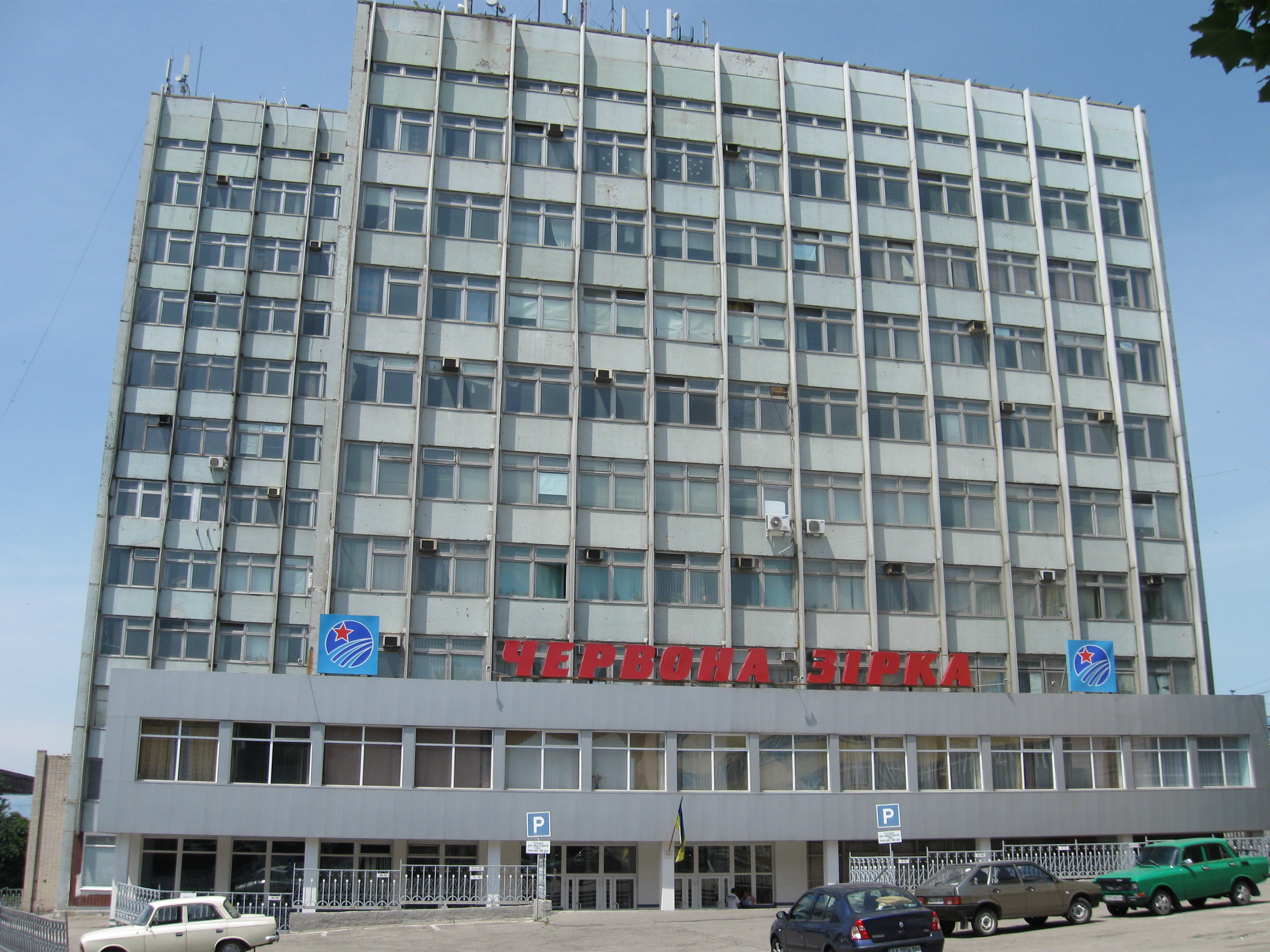
Адміністративний корпус ПАТ «Ельворті»

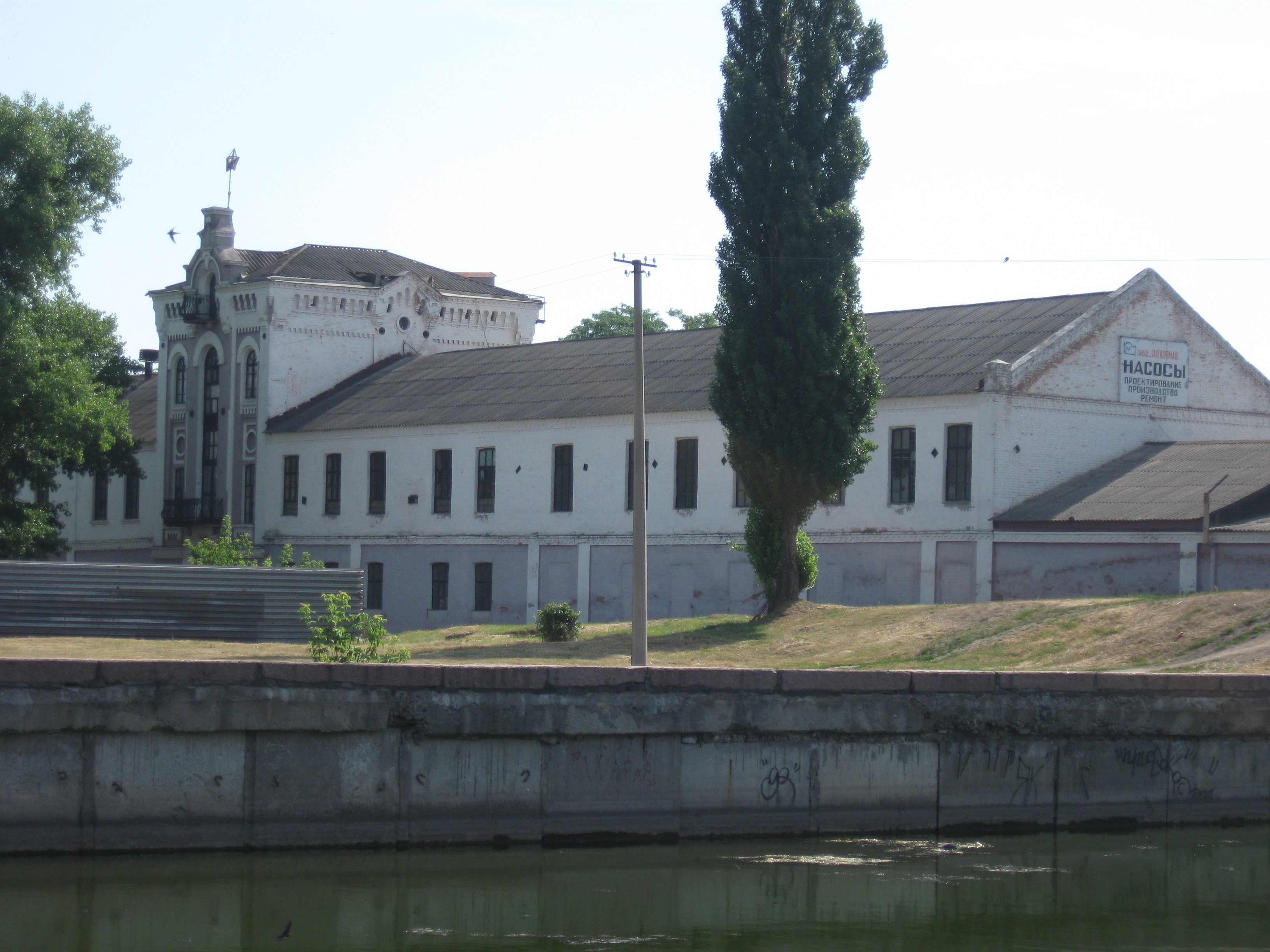
Завод «Цукрогідромаш»

Провідні галузі промисловості міста — машинобудування та харчова промисловість.
Основні підприємства машинобудування:
- ПАТ НВП «Радій» — провідне підприємство з проєктування, розробки та виготовлення автоматизованих систем управління технологічними процесами для атомних електростанцій України[82].
- ПАТ «Ельворті» — є флагманом і одним із найстаріших підприємств галузі, було засноване англійськими підприємцями братами Ельворті ще 1874 року. Завод виготовляє посівну, ґрунтообробну та збиральну техніку для агропромислового комплексу.
- ПАТ «Гідросила» — виготовляє гідроагрегати для гідросистем комбайнів, тракторів, будівельно-дорожніх та інших мобільних машин.

У машинобудуванні випуск промислової продукції у 2011 році, як порівняти з 2010 роком, збільшився на 13,4 %, зокрема на підприємствах з виробництва машин та устаткування для сільського та лісового господарства — в 1,7 раза, машин та устаткування загального призначення — на 29,8 %, електророзподільної та контрольної апаратури — на 1,8 %.
Галузь виробництва будівельних матеріалів у місті представлена ЗАТ «Кіровоградграніт».
У структурі промисловості особливе місце посідає галузь виробництва харчових продуктів, до якої належить 18 підприємств, зорієнтованих переважно на виготовлення хлібобулочних, м'ясних, молочних виробів, олії, майонезу, алкогольних і безалкогольних напоїв та іншої продукції. [джерело?] Провідні з них:
- ПАТ «Кіровоградолія» — спеціалізується на виробництві олії. Питома вага підприємства в загальних обсягах виробництва цієї продукції в Україні становить близько 10 %.
- М'ясокомбінат «Ятрань» — одне з провідних підприємств харчової промисловості України, виробляє близько 200 найменувань продукції (ковбаси і копченості, м'ясні продукти і напівфабрикати, риба, пельмені та вареники). На підприємстві впроваджено систему управління якістю за міжнародними стандартами ISO 9001:2000.
- Підприємство об'єднання громадян «Фірма Ласка» громадського об'єднання «Асоціації підтримки вітчизняного товаровиробника» — провідний виробник морозива у країні (понад 100 видів), має розгалужену дилерську мережу у багатьох регіонах України та експортує свою продукцію до низки країн СНД та США[82].
- ТОВ «Кіровоградхліб-2014» — місцевий виробник хлібобулочної продукції.

Легка промисловість у Кропивницькому представлена ВАТ Кіровоградська швейна фабрика «Зорянка», що співпрацює з провідними закордонними фірмами «Монтана», «Реггі Дизайн» та «Ленор Кардьє». Підприємство виготовляє жіночий одяг за дизайнерськими розробками модельєрів цих фірм за схемою давальницької сировини.

### Торгівля та побутове обслуговування

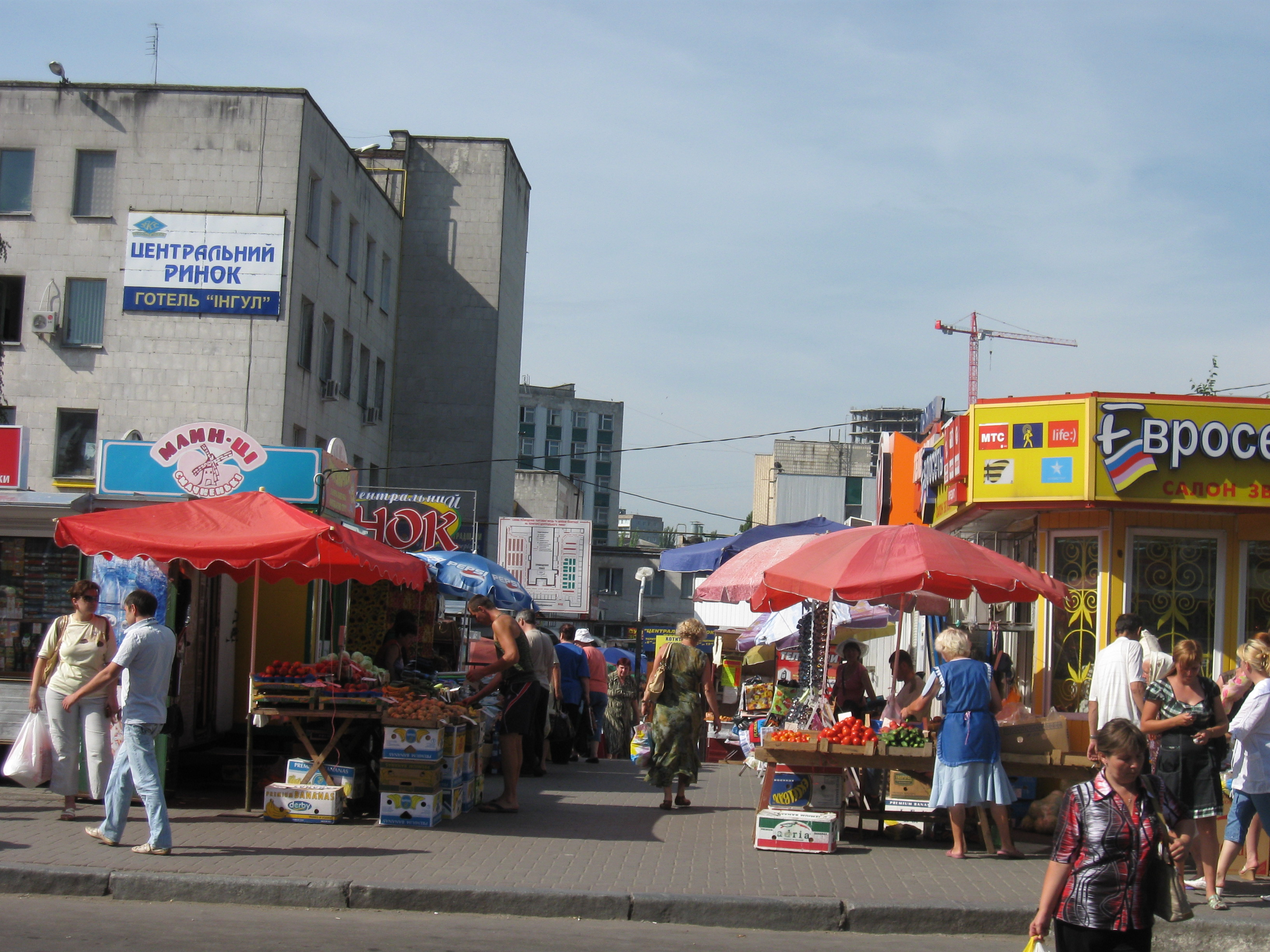
Центральний ринок міста (вхід з боку вул. Преображенської, харчовий ринок)

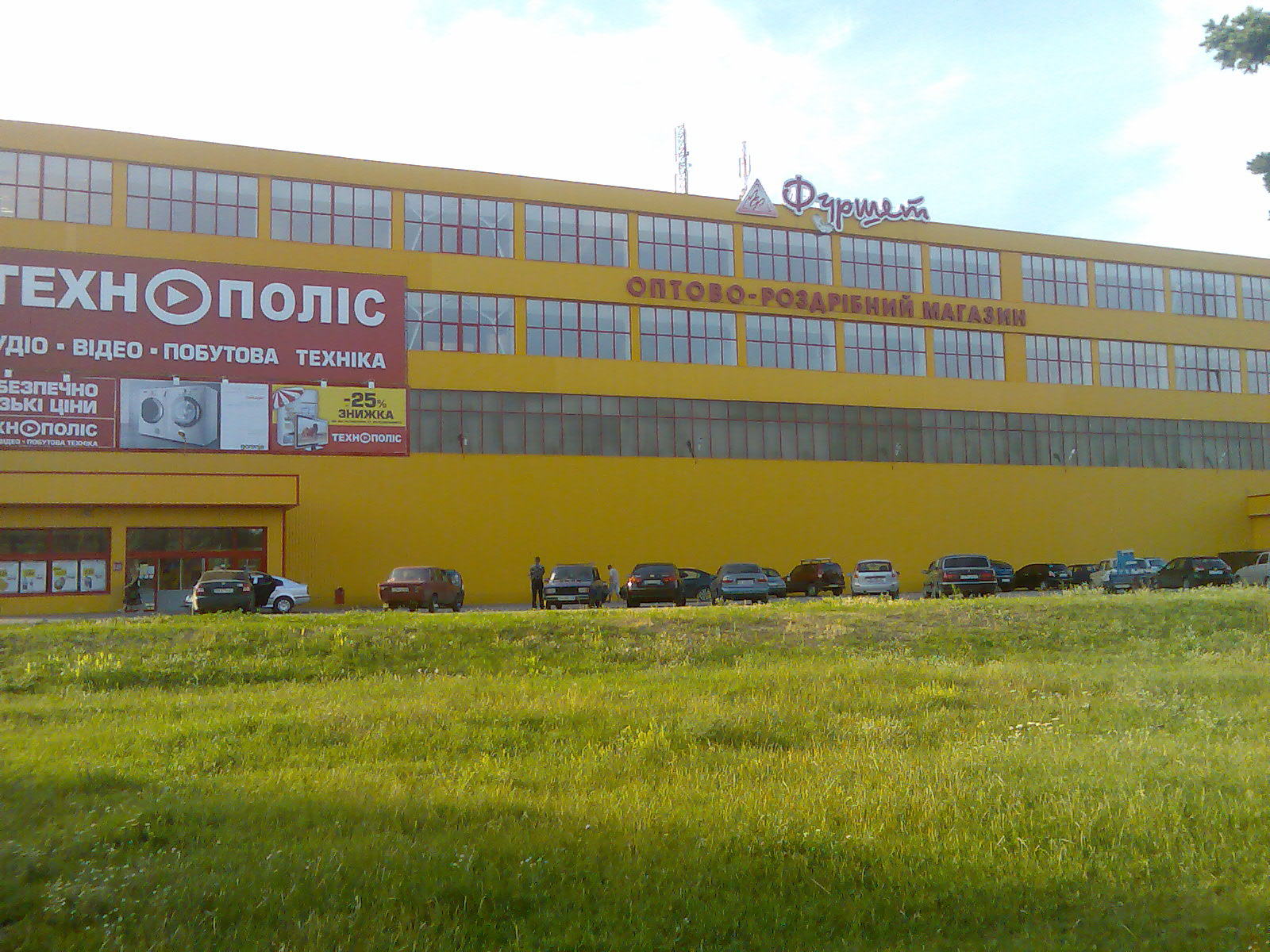
Торговельний центр в одному з корпусів колишнього заводу «Друкмаш».

Кропивницький має давні торговельні традиції. 29 червня 1754 року біля фортеці, що будувалася, відбувся перший ярмарок, а від 1788 року згідно з царським указом ярмарки в місті стали щорічними. Всього їх проводилось протягом року 4 — найбільшим за торговими оборотами був Георгіївський, що відбувався 23 квітня.
На території міста Кропивницького функціонують Кіровоградська регіональна торгово-промислова палата, 24 ринки, 4069 об'єктів торгівлі і побутового обслуговування, зокрема 2705 підприємств роздрібної торгівлі (з них: 2000 крамниць та відділів, 6 супермаркетів, 30 торгових комплексів та центрів, 12 автосалонів, 4 торгові доми, 175 аптек, 150 підприємств гуртової та гуртово-роздрібної торгівлі, 42 АЗС (з них 4 — АГЗС), 384 заклади харчування (зокрема 5 ресторанів, 82 їдальні, 168 кафе, 5 барів, 28 перекусень, 17 пивних барів) та 627 побутового обслуговування (зокрема 99 перукарень, 8 пралень, 107 СТО, 110 майстерень, 29 ательє, 11 більярдних та саун), які повністю задовольняють потреби населення у товарах народного споживання і наданні послуг.
У місті представлені мережі супермаркетів як продовольчих і господарських товарів — «Сільпо», «Велика Кишеня», «АТБ», «Наш Край», так і побутової та професійної техніки, аудіо- та відеоелектроніки — «Фокстрот», «Технополіс», «АБВ-Техніка», «Техноярмарок», Comfy. Діє місцева продуктова мережа «Копилка».
Кропивницький має декілька готелів, розташованих у центральній частині міста — тризірковий готельний комплекс «Європа», чотиризірковий готель Reikartz і двозіркові «Турист», «Київ» та «Інгул». У 2000-х роках в центрі міста після ретельної реставрації історичної будівлі було відкрито готель «Каталунья», перший чотиризірковий готель у місті. Інші готелі — «Україна» і відомчий «Сервіс-Радій», за містом також є декілька придорожніх готельних комплексів і мотелів («Орлине гніздо» і «Ліана»).
У місті працює понад півтора десятка автосалонів.
Близько 40 АЗС у Кропивницькому є власністю, як великих операторів ринку («Укртатнафта»), так і місцевих — ТОВ «Кіровоградське паливо», «Славнафта-Кіровоград» тощо.

### Пошта, зв'язок, банківська сфера і страхування

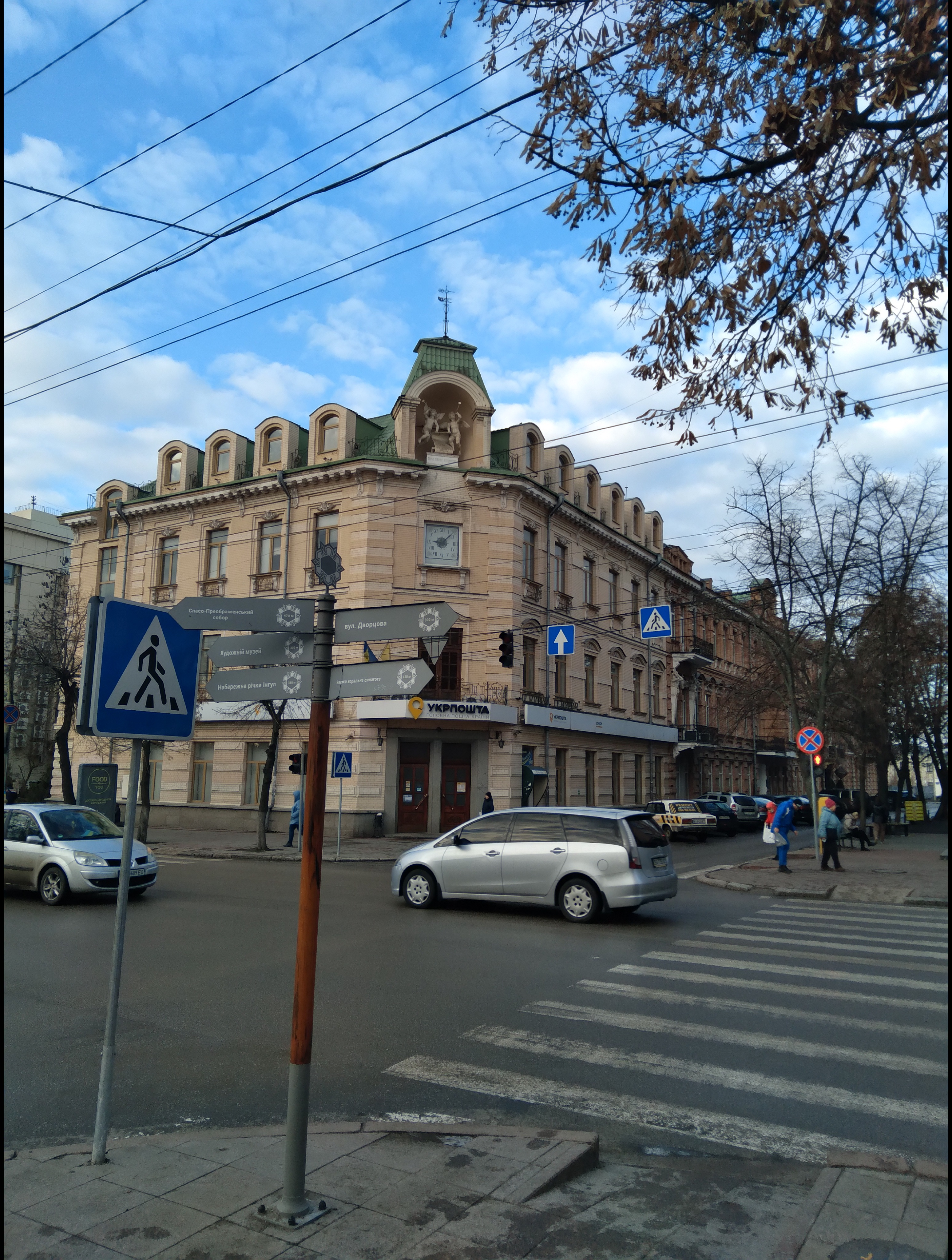
Поштамт (стиль модерн, наприкінці XIX століття)

У 1869 році в Єлисаветграді відкрито телеграф, а 1884 року — нову поштову контору.
Нині головним оператором надання населенню і бізнесу поштових послуг у Кропивницькому (і області) є філія національного оператора підприємства УДППЗ «Укрпошта» — Кіровоградська дирекція УДППЗ «Укрпошта», яка у своєму складі має відособлені структурні підрозділи: 7 центрів поштового зв'язку, 12 цехів обслуговування споживачів, чимало відділень у місті та області.
У Кропивницькому працює управління НБУ в Кіровоградській області та діють регіональні представництва і філії 25 українських банків, існує розгалужена мережа банкоматів.
Ринок страхування в місті представляють понад 30 компаній, численні страхові компанії-відгалуження комерційних банків.

## Транспорт

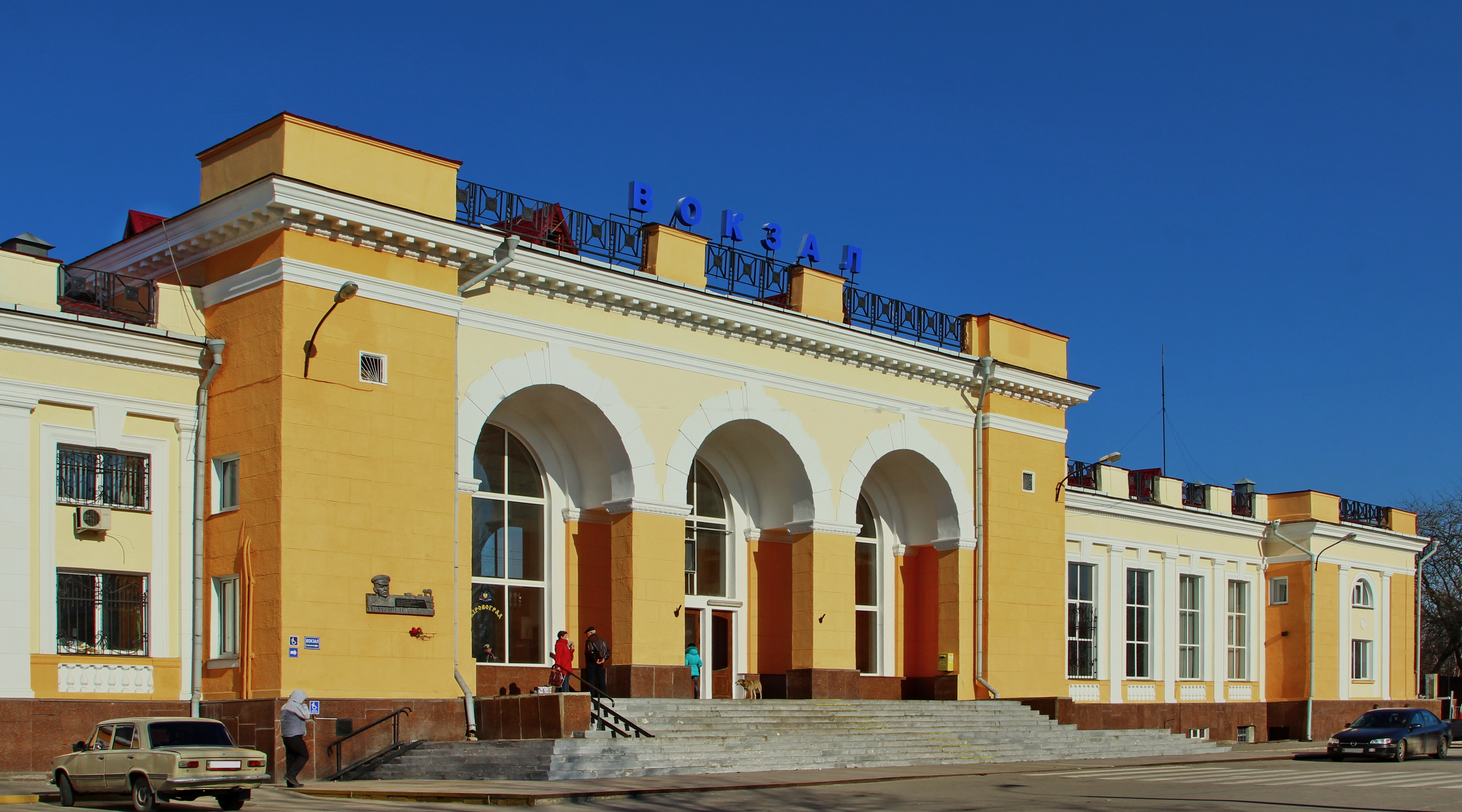
Кропивницький залізничний вокзал

Через місто проходять автошляхи європейського значення: Ужгород — Тернопіль — Кропивницький — Донецьк — Довжанське (М30E50), Полтава — Кропивницький — Кишинів — Галац — Слобозія (E584); регіональні автошляхи: Кропивницький — Миколаїв, Кропивницький — Олександрівка; залізниця Котовськ — Помічна — Знам'янка.
У місті існує дві автостанції, залізнична станція, аеропорт (2 злітно-посадкові смуги, одна з яких є чинною), що відповідає 3-й категорії ІКАО, перебуває державне підприємство авіакомпанія «Авіалінії України», авіакомпанія «УРГА», що працює на міжнародних авіалініях. Урга є членом Європейської асоціації регіональних авіакомпаній (ERA).[джерело?]
З 26 липня 1897 по 1941 роки в Кропивницькому діяла трамвайна система. У 1941 році при відступі радянських військ було підірвано трамвайну електростанцію, зруйновано господарство. Німці при відступі розібрали колії та вивезли їх. Після закінчення війни були невдалі (через брак коштів) спроби відновити трамвай.
Міський громадський транспорт представлений тролейбусами, автобусами та маршрутними таксі.
Автобусні пасажирські перевезення в Кропивницькому здійснюються машинами «Автобусного парку 13527» — належить ТОВ «Єлисаветградська транспортна компанія». Це ж напівдержавне підприємство наряду з декількома приватними операторами представлене і на ринку перевезень маршрутними таксі міста (загалом понад 20 маршрутів), що становить основу внутрішньоміського пасажиропотоку.
Значну роль у місті відіграє тролейбусне сполучення. Тролейбусний рух у Кропивницькому було відкрито 2 листопада 1967 року. Переживши кризовий стан на початку 2000-х, у середині десятиліття галузь було реанімовано. Станом на січень 2022 року в місті працює 10 тролейбусних маршрутів (№  1, 4, 5, 7, 7А, 8, 9, 10, 10А, 11). Тролейбусне перевезення здійснює Комунальне підприємство «ЕЛЕКТРОТРАНС» Міської Ради міста Кропивницького. Рухомий склад: тролейбуси ЗіУ-682, ЮМЗ Т2 і ElectroLAZ-12. Також вказане підприємство виконує перевезення автобусами по маршрутах: 46, 46А, 103, 104A, 111А, 111Б, 114, 116, 118, 119А, 119Б, 123, 130A, 274.

## Соціальна інфраструктура: комунальне господарство, медицина і освіта

### Комунальне господарство

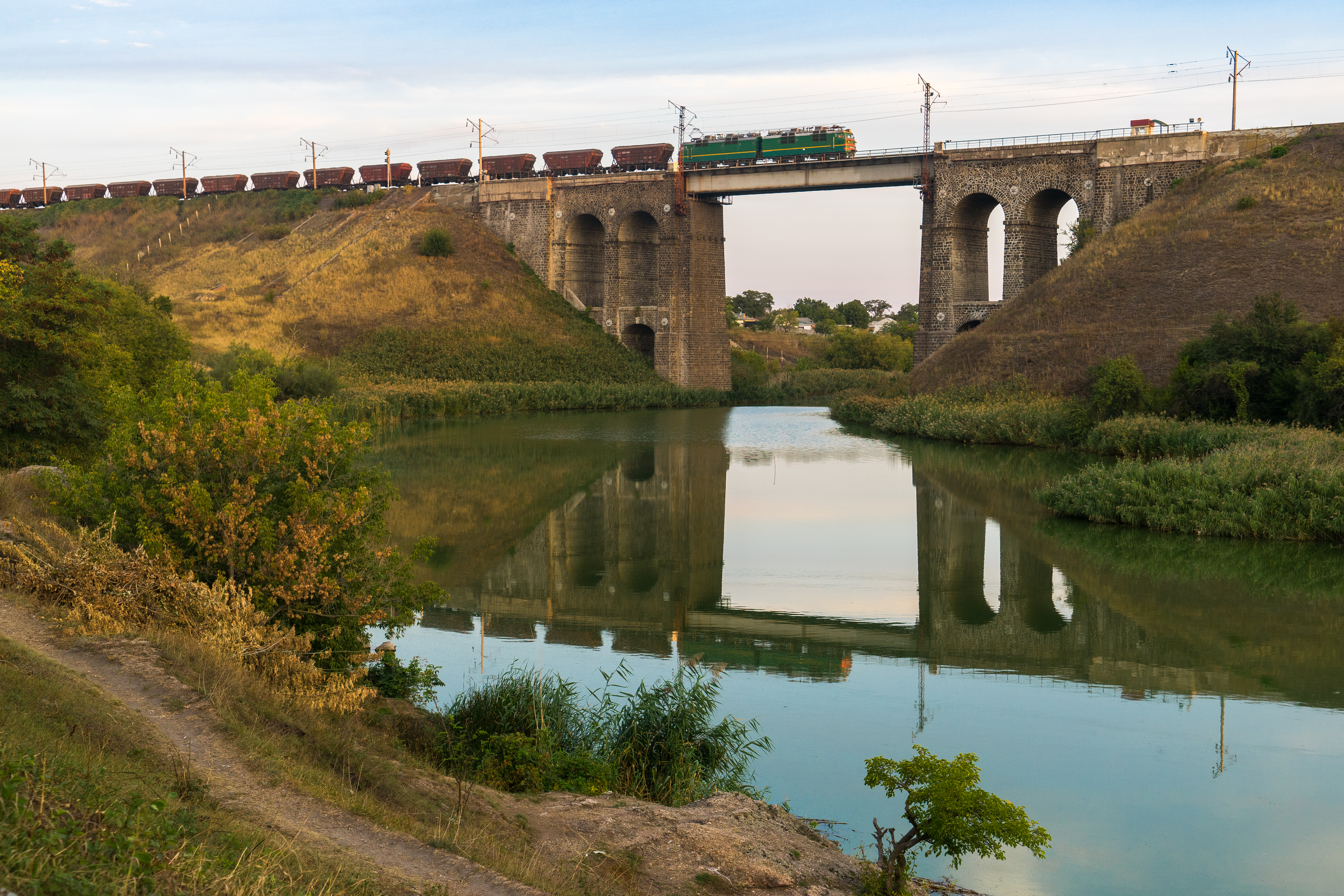
Залізничний міст

Більшість міських комунікацій у Кропивницькому збудовані ще за СРСР, а у 1990-ті роках на них не вистачало фінансування, тому в місті схожі для решти українських міст проблеми з комунальним господарством. Серед позитиву відмічається відносне розв'язання проблеми з водопостачанням (водогін у тоді ще Єлисаветграді взялися будувати ще в 70-х роках XIX століття, а завершили спорудження 1893 року — місто щодобово отримувало 22 тисячі відер води, стали до дії 167 пожежних та 160 дворових колонок, втім вода була платною).
Газопостачання в Кропивницькому здійснюється ВАТ «Кіровоградгаз». Постачання електричної енергії в область здійснює оператор ВАТ «Кіровоградобленерго», який є монополістом, до основних видів ліцензованої діяльності якого належать виробництво, передача та постачання електроенергії споживачам Кропивницького (та Кіровоградської області) за тарифами, що регулюються згідно з чинним законодавством.

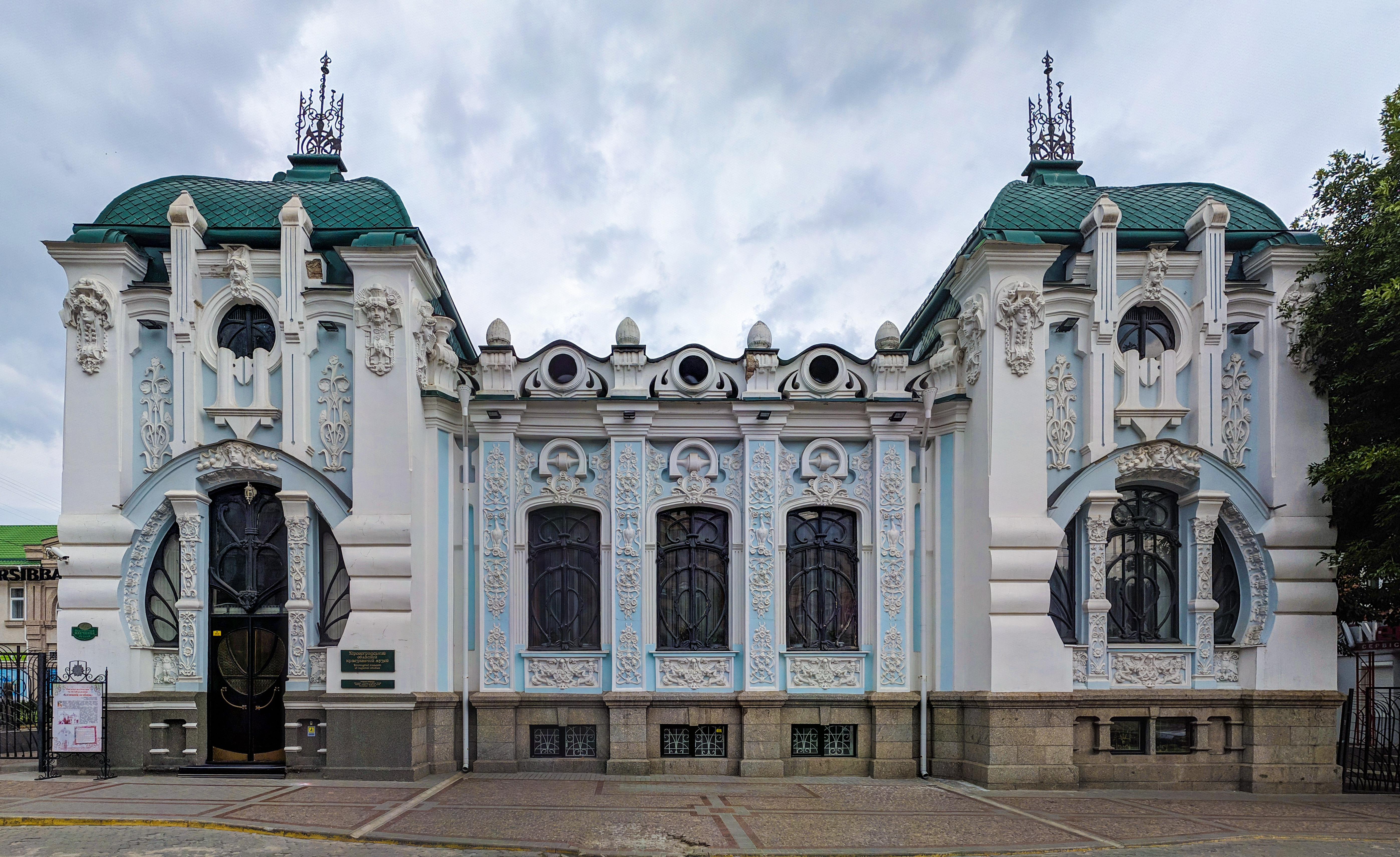
Кіровоградський краєзнавчий музей (Будинок Барського)

У 1973 році для водозабезпечення Кропивницького та низки інших населених пунктів області було введено в експлуатацію водогін «Дніпро — Кіровоград» проєктною потужністю споруд 168 тисяч м³ питної води на добу — станом на 2005 рік централізованим водопостачанням охоплено 88,6 % міста.[джерело?]
Орган, відповідальний за водопостачання в місті, перебуває натепер у комунальній власності — комунальне підприємство «Кропивницьке водопровідно-каналізаційне господарство Кропивницької міської ради». Також до системи комунального господарства Кропивницького належать житлово-експлуатаційні організації («ЖЕО № 1,2,3,4»), житлово-експлуатаційна контора № 9, ДКП «Аварійно-диспетчерська служба». На комунальне підприємство «Теплоенергетик» покладено функцію контролю за міськими тепловими мережами.

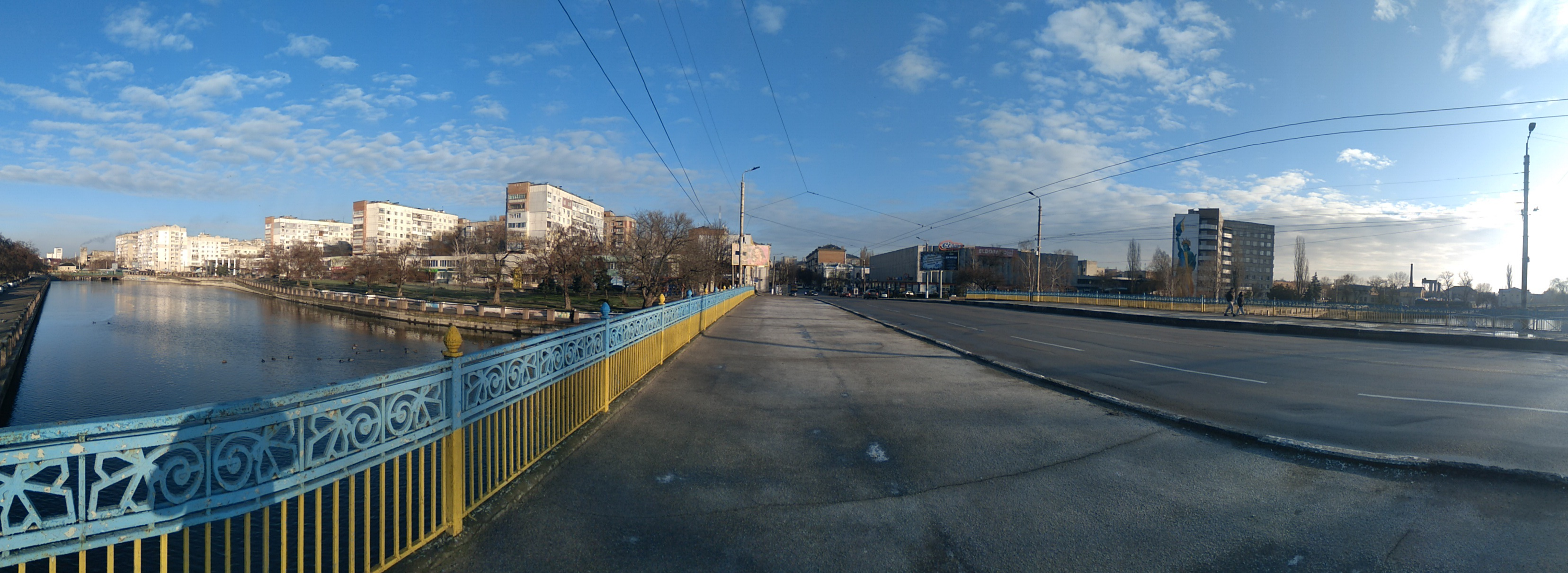
Міст через Інгул

У місті створені також спеціальні служби-комунальні підприємства — з утримання міських шляхів (і мостів); «Міськсвітло», що відповідає за станом електричних мереж і зовнішнім освітленням міста; «Трест зеленого господарства», що здійснює функцію озеленення тощо.

### Медицина

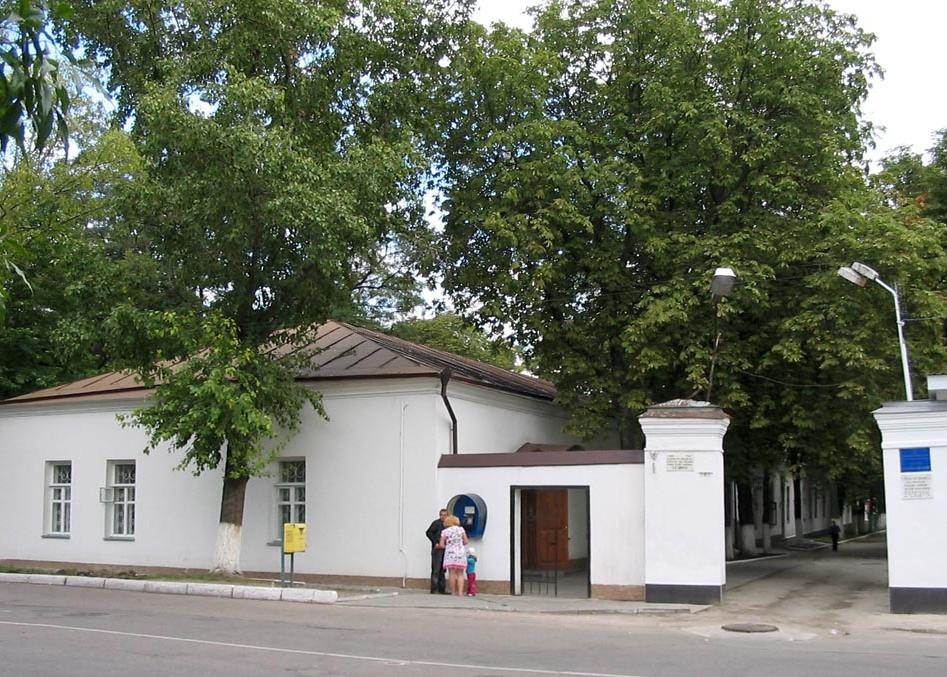
Стаціонар № 1 центральної міської лікарні розміщений у приміщеннях колишньої Єлисаветинської фортеці

Міську лікарню в Кропивницькому (тоді Єлисаветграді) було відкрито в 1823 році — вона була на 54 ліжка, за лікування в ній треба було платити 30 копійок на день для місцевого населення і 50 — для приїжджих.
Охорону здоров'я в Кропивницькому здійснюють 17 закладів лікувального і профілактичного спрямування. Серед них:
- Комунальне некомерційне підприємство Поліклінічне об'єднання, що має у своєму складі 5 поліклінік.
- Центр первинної медико-санітарної допомоги № 1.
- Центр первинної медико-санітарної допомоги № 2.
- Кіровоградська обласна лікарня[100].
- Кіровоградська обласна станція переливання крові[101].
- Центральна міська лікарня зі стаціонарами №№ 1 і 2.
- Міська лікарня № 2 імені Святої Анни[102].
- Кропивницька міська лікарня швидкої медичної допомоги та станція ШМД.
- 2 пологові будинки.
- Обласна клінічна дитяча лікарня.
- Дитяча поліклініка № 1 і дитяча міська лікарня.
- Декілька стоматологічних поліклінік, зокрема дитяча, міський туберкульозний диспансер і деякі інші спеціалізовані медичні заклади[103].

### Освіта

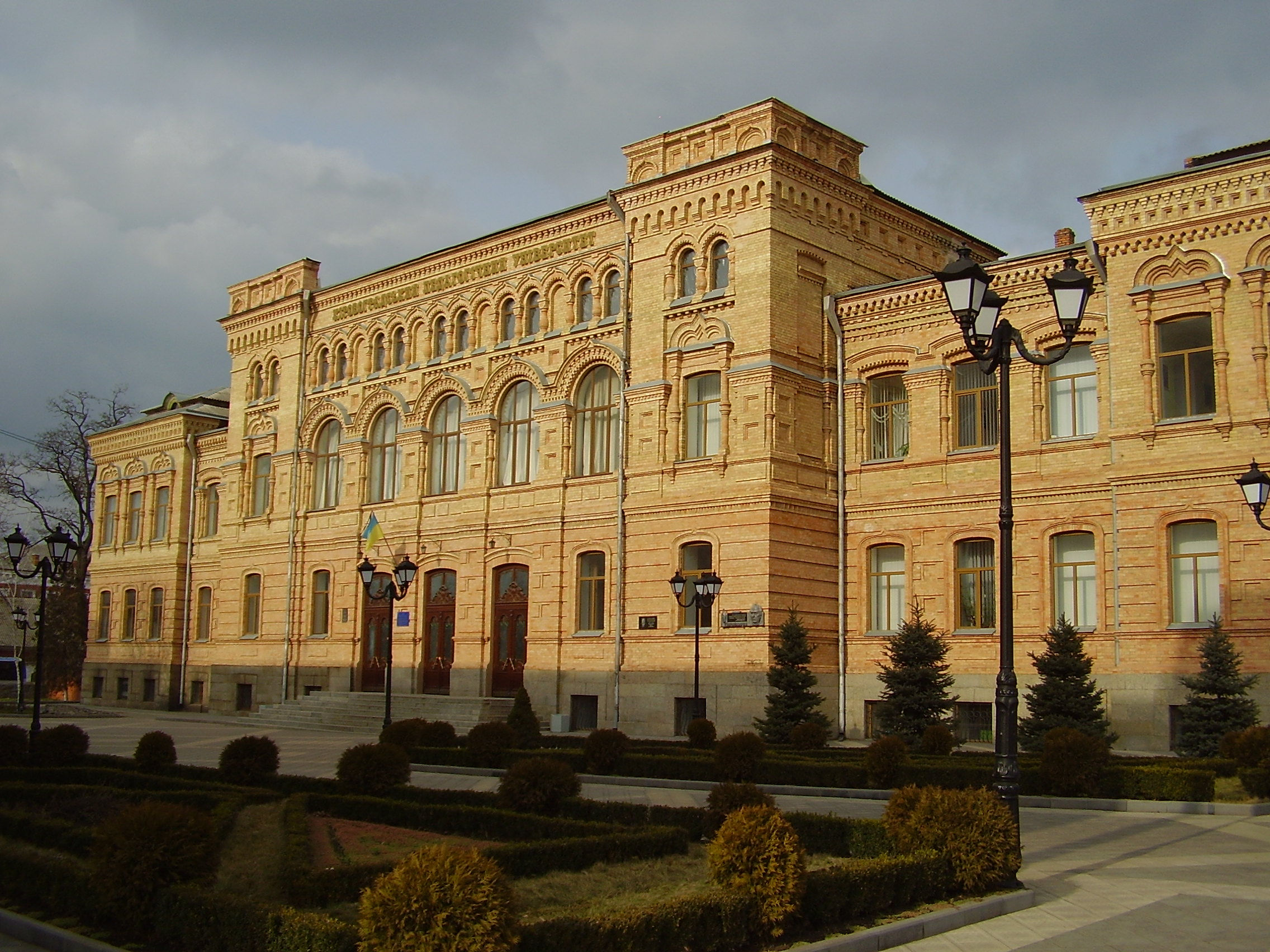
Головний корпус ЦДПУ ім. В. Винниченка (приміщення колишньої жіночої гімназії)

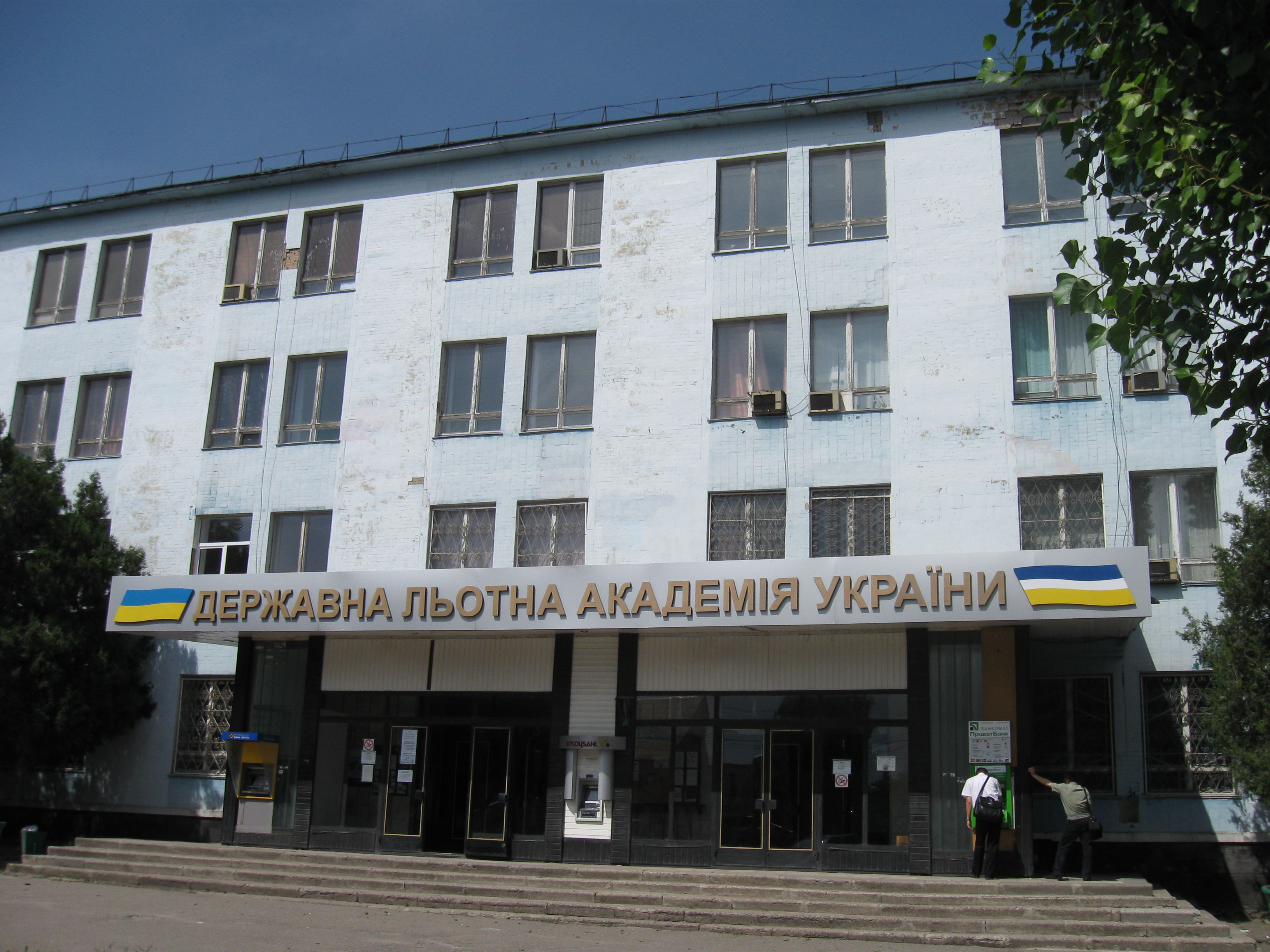
Головний корпус Державної льотної академії

Першу школу (для дітей офіцерів) в Єлисаветграді було відкрито в 1763 році. Наприкінці XVIII ст. в ній навчалося 53 учні. У 1861 році в місті вже налічувалося 8 навчальних закладів, і це не враховуючи приватних пансіонів.
Велике значення для Кропивницького та й України в цілому мали Єлисаветградська чоловіча гімназія та Єлисаветградське земське реальне училище, ставши альма-матер для цілої плеяди діячів культури і громадського життя.
У Кропивницькому діє розгалужена мережа закладів дошкільної освіти і закладів середньої освіти. У 43 школах навчається і виховується 39 145 учнів. Особливо популярні заклади освіти нового типу: школи-гімназії, кібернетико-технічний коледж та ліцей. У місті 46 дитячих дошкільних закладів. Виховуються в дитсадках 9900 дітей дошкільного віку. Також у місті талановитим учням декілька комунальних закладів надають позашкільну, мистецьку (4 музичні школи) і спортивну освіту.
Вищу освіту в Кропивницькому можна здобути в 14 ЗВО різного профілю, з яких 5 мають III—IV рівні акредитації (3 державних і 3 приватних), решта 8 — I—II рівні акредитації (лише один із них є приватним), а також у численних філіях (структурних підрозділах) закладів вищої освіти, розташованих у інших містах держави.
Провідними державними вишами міста є Центральноукраїнський національний технічний університет, Центральноукраїнський державний педагогічний університет імені Володимира Винниченка та Українська державна льотна академія.
Традиційно популярним лишається навчання у професійних профільних державних закладах фахової передвищої: інженерному коледжі ЦНТУ, медичному коледжі ім. Є. Й. Мухіна, Кіровоградському музичному училищі, Кропивницькому будівельному технікумі, Кіровоградському коледжі статистики НАСОА тощо.
Як структурні підрозділи (відокремлені) вишів з інших міст України, що діють у Кропивницькому, надають освітні послуги філія Відкритого міжнародного університету розвитку людини «Україна», філія Міжрегіональної академії управління персоналом, Факультет менеджменту туризму Київського інституту туризму, економіки і права, факультет КНУКіМ.
2015 року засновано першу в Україні ініціативу неформальної професійної освіти Школу програмування Ш++

## Засоби масової інформації

Підбірка основних кропивницьких регіональних видань, червень 2009 року

### Друковані
- «Кіровоградська правда»[109]
- «Україна-Центр»[110]
- «Вечірня газета»
- «21-й канал»
- «Народне слово»

### Інтернет-видання
- Fotoinform[111]

### Місцеві телерадіокомпанії
- Суспільне Кропивницький[112]
- Оператор кабельного телебачення ТОВ Телерадіоінформаційна компанія «КАБС»[113].

### FM-радіостанції
| №№ п/п | Частота, МГц | Назва                                             | Потужність | Адреса вежі              | Передавач                 |
| ------ | ------------ | ------------------------------------------------- | ---------- | ------------------------ | ------------------------- |
| 1      | 88,7         | «Радіо Промінь»                                   | 1          | просп. Інженерів 10-А    |                           |
| 2      | 91,2         | Українське радіо / Українське радіо Кропивницький | 0,25       | вул. Садова 88           | КФКРРТ                    |
| 3      | 91,8         | «Радіо Культура»                                  | 1          | просп. Інженерів, 10-А   |                           |
| 4      | 98,9         | «Мелодія FM»                                      | 0,1        | вул. Академіка Тамма 31  | Радіозавод                |
| 5      | 99,3         | Армія FM                                          | 0,5        | проспект Інженерів, 2    |                           |
| 6      | 100,0        | Радіо «П'ятниця»                                  | 0,5        | проспект Інженерів, 2    |                           |
| 7      | 100,5        | «Країна ФМ»                                       | 0,5        | вул. Академіка Тамма, 31 | Радіозавод                |
| 8      | 101,5        | «Радіо Максимум» (план)                           | 1          | проспект Інженерів, 2    |                           |
| 9      | 101,9        | Radio ROKS                                        | 0,1        | вул. Академіка Тамма 31  | Радіозавод                |
| 10     | 102,6        | «Авторадіо»                                       | 0,1        | проспект Інженерів, 2    |                           |
| 11     | 103,4        | «Kiss FM»                                         | 0,25       | вул. Академіка Тамма, 31 | Радіозавод                |
| 12     | 103,8        | «Радіо Байрактар»                                 | 1          | вул. Академіка Тамма, 31 | Радіозавод                |
| 13     | 104,2        | «Радіо Максимум»                                  | 0,1        | вул. Княгині Ольги, 2    | РПЦ РА «Золотий Грамофон» |
| 14     | 104,6        | «Радіо НВ»                                        | 1          | вул. Академіка Тамма, 31 | Радіозавод                |
| 15     | 105,3        | «Хіт FM»                                          | 1          | вул. Академіка Тамма, 31 | Радіозавод                |
| 16     | 105,8        | «Radio Relax»                                     | 1          | вул. Академіка Тамма, 31 | Радіозавод                |
| 17     | 106,2        | «Перець FM»                                       | 1          | вул. Княгині Ольги, 2    | РПЦ РА «Золотий Грамофон» |
| 18     | 106,7        | «Шлягер FM»                                       | 0,5        | вул. Садова, 88          | КФКРРТ                    |
| 19     | 107,2        | «Люкс FM»                                         | 0,5        | вул. Садова, 88          | КФКРРТ                    |
| 20     | 107,9        | «Наше радіо»                                      | 1          | проспект Інженерів, 2    |                           |

- У місті діють Міжнародні радіостанції «Sfera Music» та «Шансон Плюс»

У регіоні активно розвивається Інтернет:
- головні центральні регіональні державні органи і більшість установ та закладів різних галузей міста станом на 2012 рік мають власні вебсайти.

## Політичне та громадське життя
У місті (станом на початок 2008 року) діє 298 громадських організацій, з числа яких 11 — жіночі, 11 — ветеранські, 49 молодіжних. Молодіжне життя Кропивницького активізується завдяки ряду громадських організацій, що об'єднують своє членство для провадження різноманітної діяльності за інтересами. До найдієвіших молодіжних організацій можна віднести такі молодіжні громадські організації, як Фундація Регіональних Ініціатив. У Кропивницькому активно діють також міські осередки Пласту — Національної Скаутської Організації України та Українського дитячо-юнацького товариства «Січ», що проводять виховні програми для української молоді міста; міську організацію Кіровоградської обласної ліги інтелектуального розвитку «КОЛІР», що займається організацією і проведенням інтелектуальних ігор, та низку організацій — юнацьких відгалужень партійних організацій. Також у місті активно працюють аналітичні центри та правозахисні громадські організації, як-от «Асоціація Політичних Наук», «Територія успіху», Інститут соціокультурного менеджменту тощо. Найактивніші громадські організації міста (32 організації) об'єднані в коаліцію «Рада експертів», створену за сприяння та за зразком Реанімаційного пакета реформ.

## Культура, дозвілля і спорт
Кропивницький є значним культурним осередком центру України — тут працюють театри й кінотеатри, обласна філармонія, численні музеї, 30 бібліотек, 9 будинків культури і центрів дозвілля, 4 дитячих музичних школи, по одній — мистецькій і художній дитячій школі, чимало музичних і фольклорних колективів тощо.
Функції з додержання державної політики в галузі культури й культурного розвитку громадян міста, як українців, так і представників національних меншин, здійснює Відділ культури і туризму Кропивницької міськради.
Єдине місто-побратим, з яким у Кропивницького встановлені партнерські стосунки — Добрич, у Болгарії.
У 2011 році Кропивницький здобув звання танцювальної столиці України.
У 2017 році місто стало центром проведення започаткованого Національного мистецького фестивалю, який отримав назву «Кроп- фест».

### Театри, музика, кіно

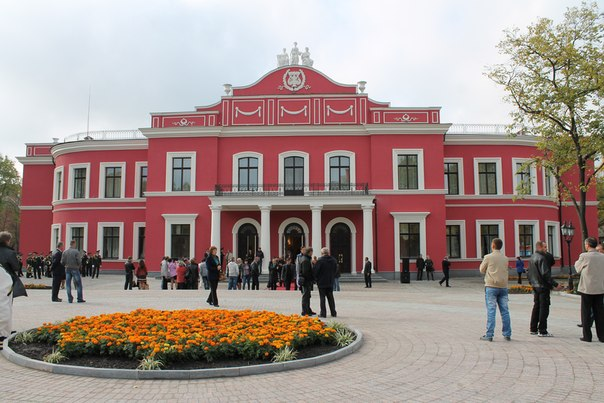
Театр імені Марка Кропивницького

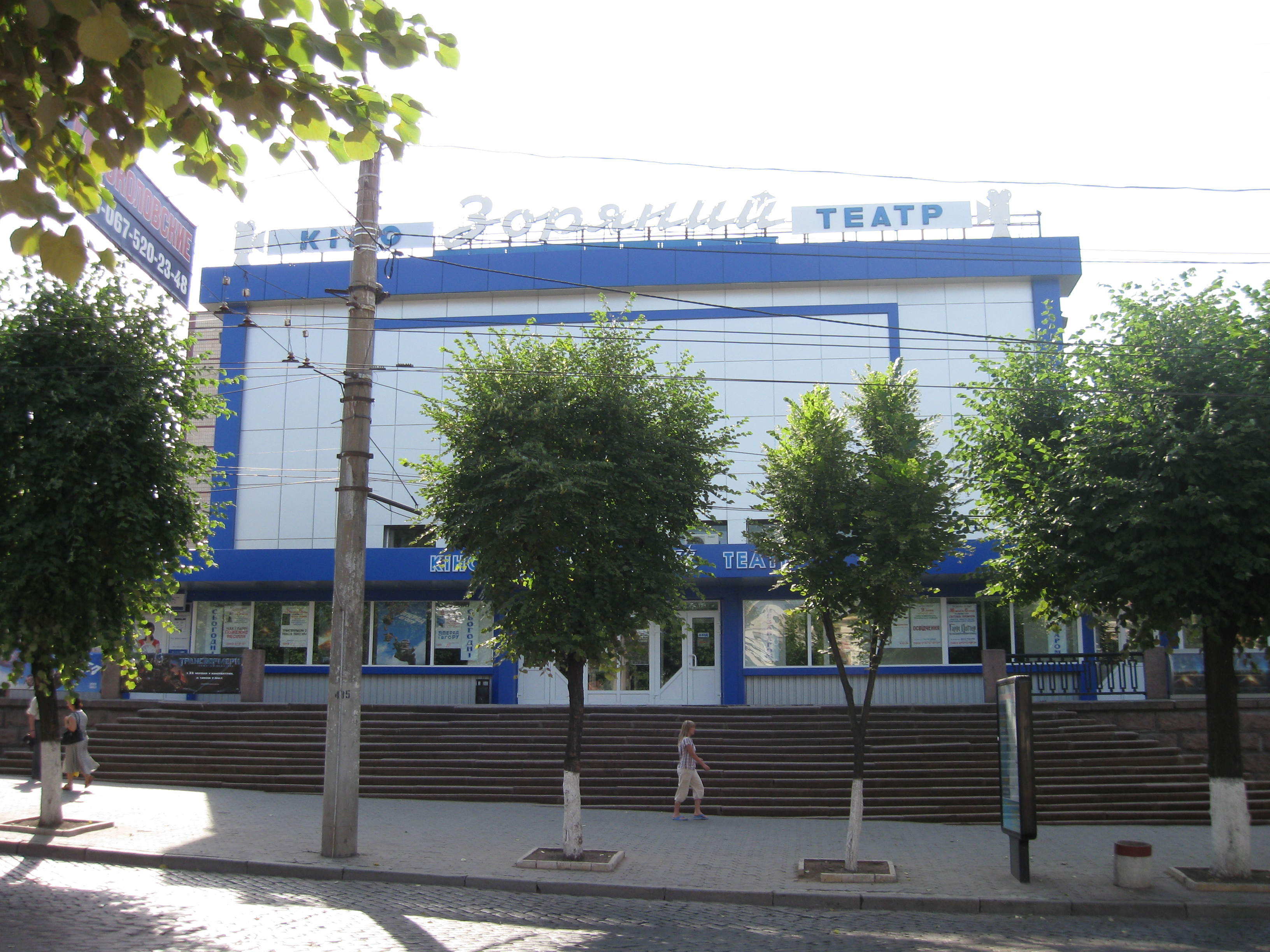
Кінотеатр «Зоряний» у центрі міста

Кропивницький (Єлисаветград) відомий тим, що тут розпочав роботу перший український професійний театральний колектив — наприкінці XIX — на початку XX століть на сцені місцевого театру виступали корифеї української сцени — Іван Тобілевич, Марко Кропивницький, Микола Садовський, Панас Саксаганський, Михайло Старицький, Марія Заньковецька. У приміщенні єлисаветградських театрів виступали вітчизняні та зарубіжні композитори і музиканти Ференц Ліст, Модест Мусоргський, Олександр Скрябін, Антон Рубінштейн, Микола Лисенко та співаки Федір Шаляпін, Леонід Собінов.
Сучасні  театри:
- академічний український музично-драматичний театр ім. М. Л. Кропивницького;
- обласний академічний театр ляльок;
- академічний театр музики, пісні і танцю «Зоряни»;
- студентський театр-студія «Резонанс»;
- театр-студія «Мода».

У місті діє обласна філармонія, при якій працюють Академічний театр музики, пісні і танцю «Зоряни», Ансамбль народної та сучасної музики «Єлисавет-ретро», камерний оркестр «Концертіно», діє дитяча філармонія.
Інші професіональні творчі (музичні і хореографічні) колективи міста: заслужений ансамбль народного танцю України «Ятрань», муніципальний камерний хор, ансамбль пісні і танцю «Весна», дитячі колективи «Пролісок», «Росинка» та інші. Сучасні діячі культури Кропивницького: народні артисти України А. Кривохижа й А. Червінська, заслужені артисти України В. Стратьєв, Р. Валькевич, Б. Попов.
Станом на кінець 2014 року у Кропивницькому лише 1 кінотеатр:
- кінотеатр «Портал».

### Музеї та бібліотеки

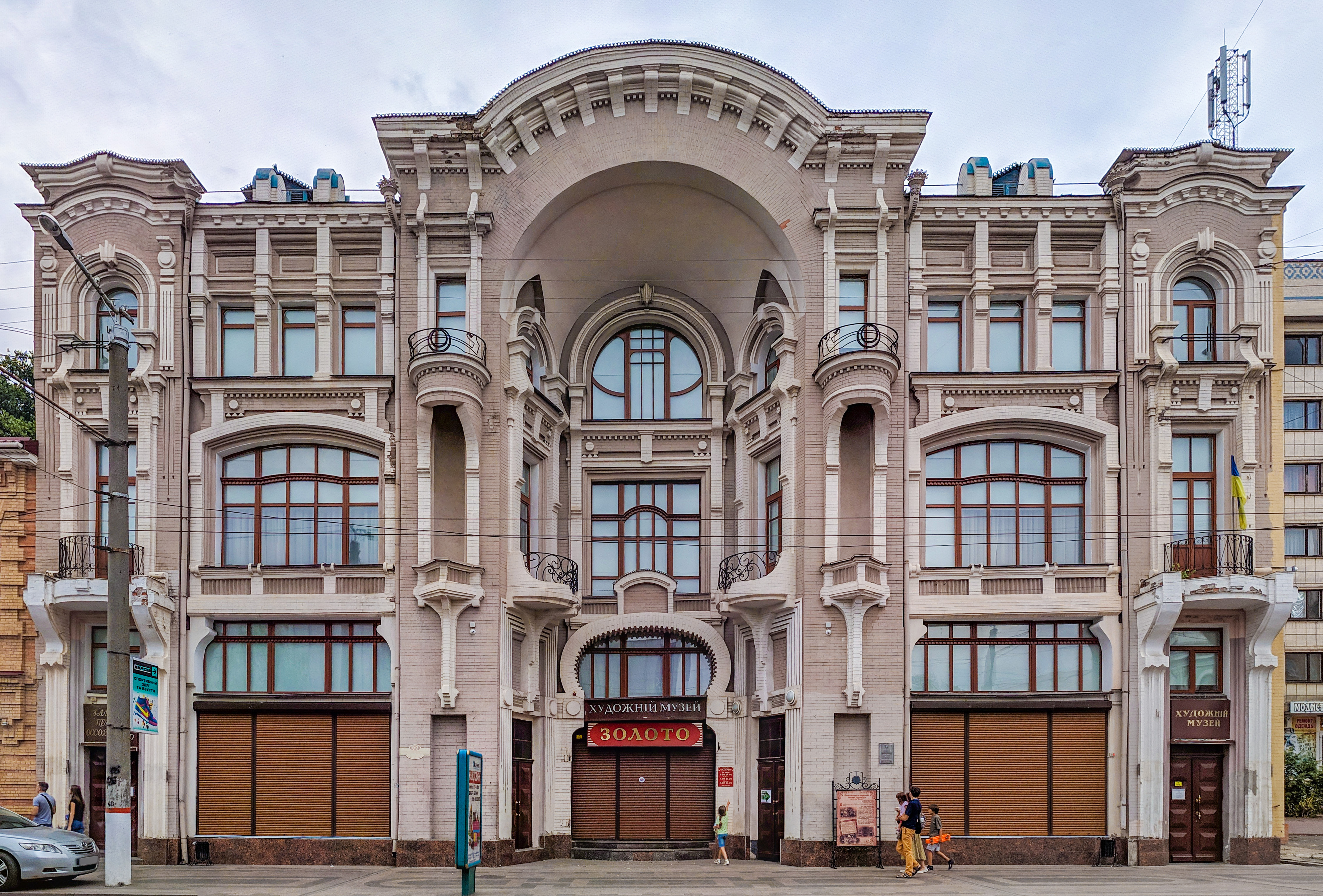
Кіровоградський обласний художній музей (кол. Пасаж, 1887)

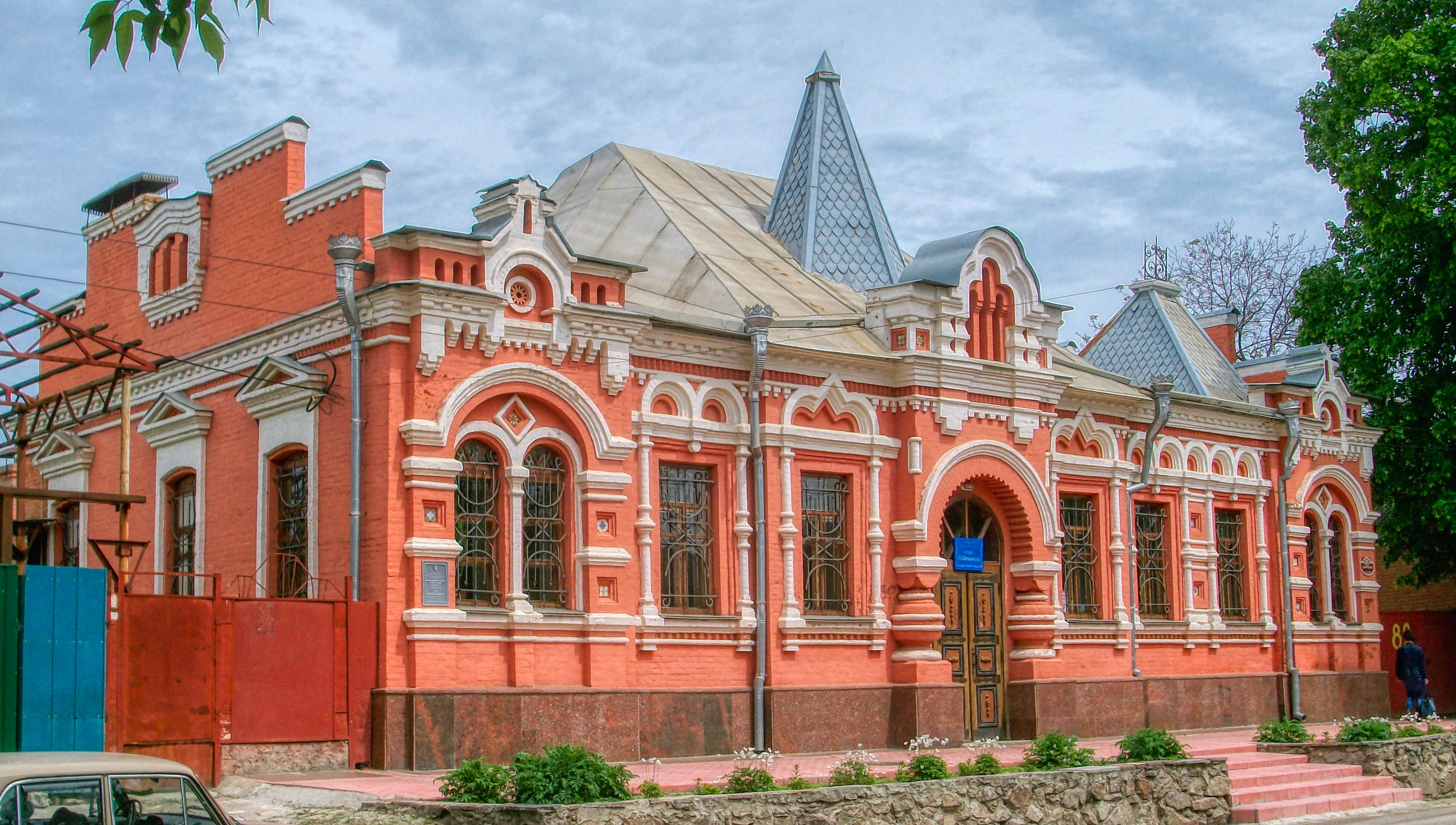
Художньо-меморіальний музей О. О. Осмьоркіна

У Кропивницькому (та його околицях) діють 11 музеїв:
- обласний краєзнавчий музей;
- на правах відділів краєзнавчого музею:
  - заповідник-музей «Хутір Надія»;
  - меморіальний музей М. Л. Кропивницького;
  - музей історії українського хореографічного мистецтва;
- обласний художній музей;
- художньо-меморіальний музей Олександра Осмьоркіна;
- музей Генріха Нейгауза;
- літературно-меморіальний музей Івана Карпенка-Карого;
- музей музичної культури імені Кароля Шимановського;
- народний меморіальний музей Юлія Мейтуса;
- історичний музей «Євреї Єлисаветграда».

Окрім фінансованих із міського бюджету, є низка відомчих музеїв, деякі з яких відкриті для загального огляду, — серед них Музей історії заводу «Червона зірка» та Музей Кіровоградської обласної лікарні. Велике й цінне зібрання стародруків зберігається у відділі краєзнавства та рідкісної книги обласної універсальної бібліотеки ім. Д. I. Чижевського.
У березні 2011 року відкрилась галерея «Єлисаветград» — перша приватна художня галерея в місті.[джерело?]  У колекції галереї твори українських художників другої половини XX — початку XXI ст. Розташована в колишньому житловому будинку пекаря Алексєєнка (будівля кінця XIX століття).
Серед сучасних кропивницьких краєзнавців та істориків — Юрій Матівос, Сергій Шевченко, Анатолій Авдєєв, Василь Бондар, Костянтин Шляховий, Юрій Тютюшкін, Павло Босий тощо.
У Кропивницькому діє розгалужена мережа бібліотечних закладів. Головні бібліотеки міста і регіону:
- Обласна універсальна наукова бібліотека імені Д. І. Чижевського (вул. Велика Перспективна, 24)[124];
- Кіровоградська обласна бібліотека для юнацтва ім. Є. Маланюка (вул. Володимира Панченка, 6/15; до 22.08.2017 року мала ім'я українського письменника Олександра Бойченка[125])
- Кіровоградська обласна бібліотека для дітей імені Т. Г. Шевченка[126] (вул. Шевченка 5/22; з 1958 по 14 липня 2015 року бібліотека мала ім'я дитячого письменника А. П. Гайдара).

### Культурні, національні та релігійні товариства
Зі здобуттям незалежності України (1991), національно-культурні потреби українців та інших етнічних груп держави, представники яких проживають у Кропивницькому, реалізуються у значному числі офіційних державних структур — у місті плідно функціонують обласні осередки загальноукраїнських культурницьких організацій — Спілки письменників України, Спілки журналістів України, Спілки художників України та інших.
Культурницькою організацією в місті є Кіровоградська обласна організація Всеукраїнського товариства «Просвіта» імені Тараса Шевченка, яка постала як ініціативна група у складі місцевих науковців ще в червні 1989 року (власне діяльність Товариства в місті була відновлена після великої перерви, спричиненої поразкою у національно-визвольних змаганнях початку XX століття), і є натепер провідним осередком української культури міста. Українське козацтво (його новітня форма) представлено в місті Кіровоградським крайовим козацьким товариством Буго-Гардівської паланки Українського козацтва.
У Кропивницькому діє низка національних і релігійних громад:

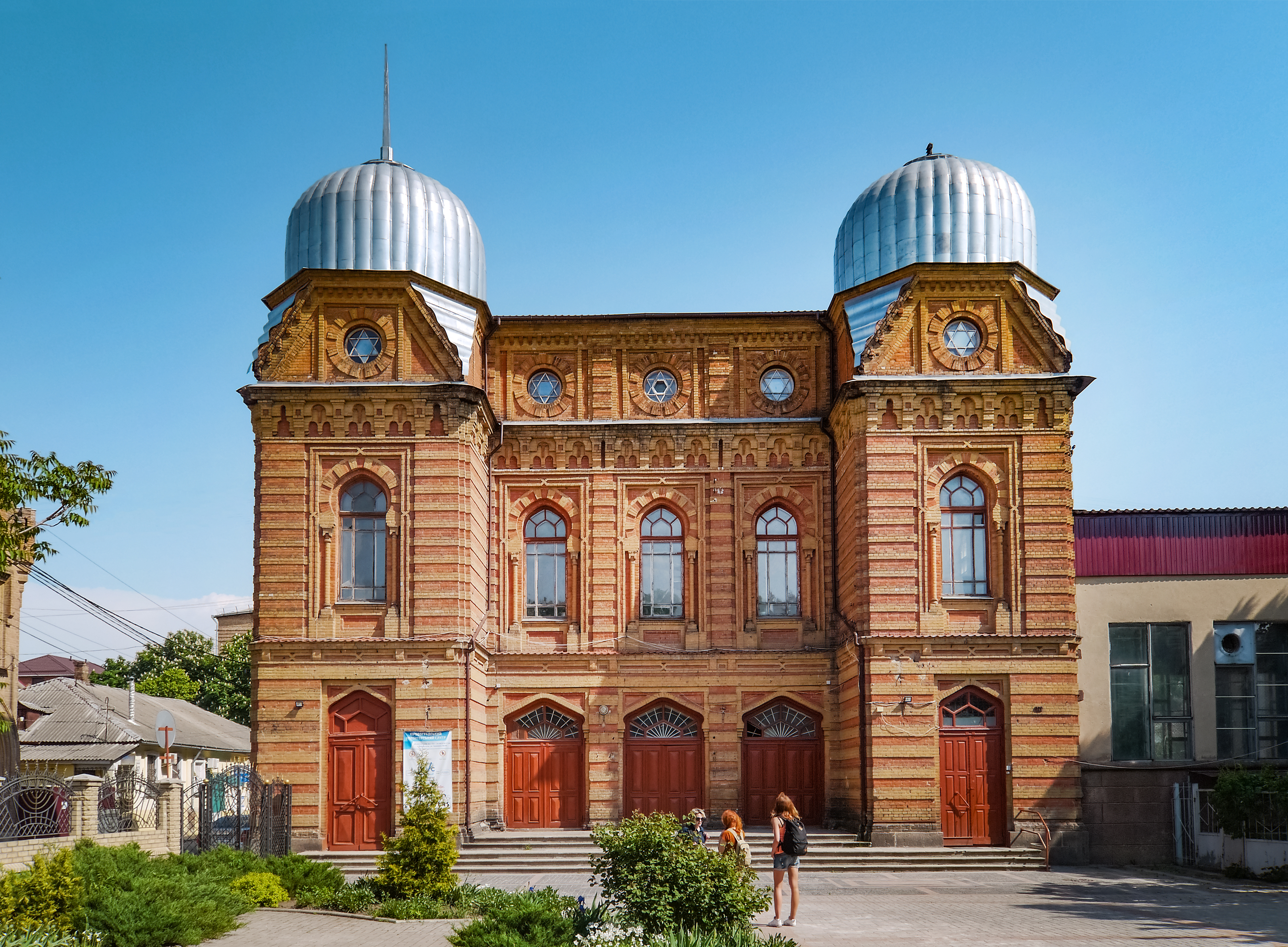
Велика хоральна синагога

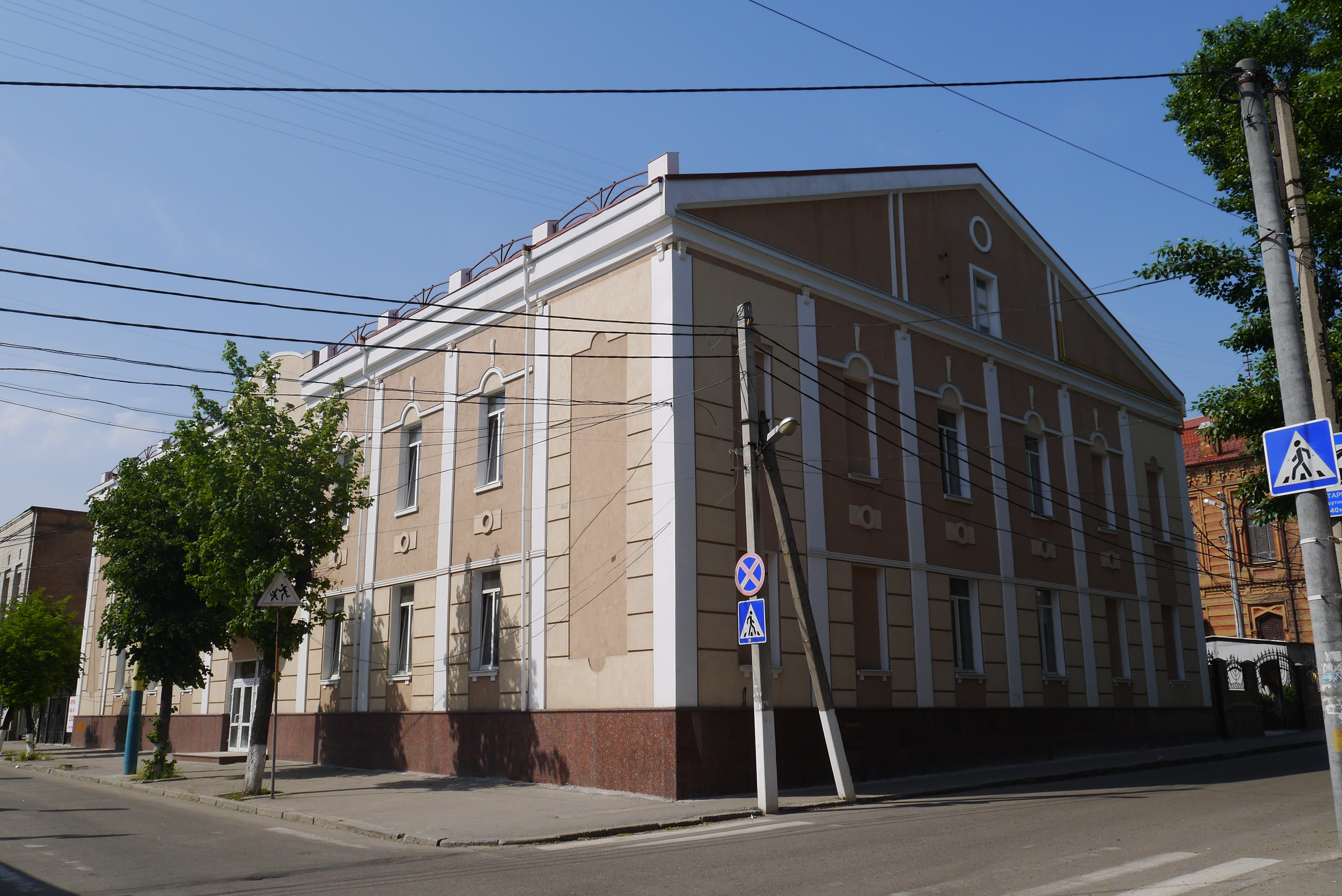
Мала синагога

- Євреї — у вересні 1991 року міська влада повернула єврейській релігійній громаді будинок Великої хоральної синагоги, а 1994 року зареєстрована Кіровоградська єврейська община, у лютому 1996 року релігійна громада прогресивного юдаїзму «Атиква», у 1997 році почала свою роботу Кіровоградська Служба милосердя єврейської общини (у 2002 році реорганізовано в Кіровоградський обласний Благодійний єврейський общинний центр «Хесед Шломо»); у вересні 1998 року відбулись прем'єрні вистави єврейського музично-драматичного театру «Тхія». Понад тисячу членів єврейської громади міста мають змогу відвідувати щотижневі громадські збори, інші заходи, а також перший у країні (на час відкриття 1998 року) історичний єврейський громадський музей «Євреї Єлисаветграда»[132][133].
- Поляки — у Кропивницькому працює засноване 1997 року Об'єднання поляків Кіровоградщини «Полонія» ім. Кароля Шимановського[134] (входить до складу Спілки поляків України). Щорічно об'єднання організовує відзначення польських національних свят, музичні фестивалі ім. К. Шимановського, вечори польської поезії, танцю тощо; опікується популяризацією польської культури, зокрема, шляхом запровадження відділень польської мови в навчальних закладах міста, поширенням відомостей про славного земляка Кароля Шимановського, встановленням контактів із культурно-освітніми установами та державними органами Польщі тощо. Значну роль у польському і духовному русі в місті відіграє римо-католицький костел Святого Духа, збудований у 1990-х замість храму, зруйнованого в добу сталінізму[132].
- росіяни — діє відділення Всеукраїнської громадської організації «Російський рух України» Російська община ім. О. С. Пушкіна (виникла 2001 року), у рамках діяльності якої постійно проводяться різноманітні культурницькі заходи, підтримуються контакти з Росзарубіжцентром, Посольством Російської Федерації в Україні, іншими українськими та російськими державними і громадськими установами, окремими діячами тощо, зокрема російськими товариствами в інших містах України, представниками кіровоградського земляцтва в Росії тощо[135][136].

### Парки і сквери

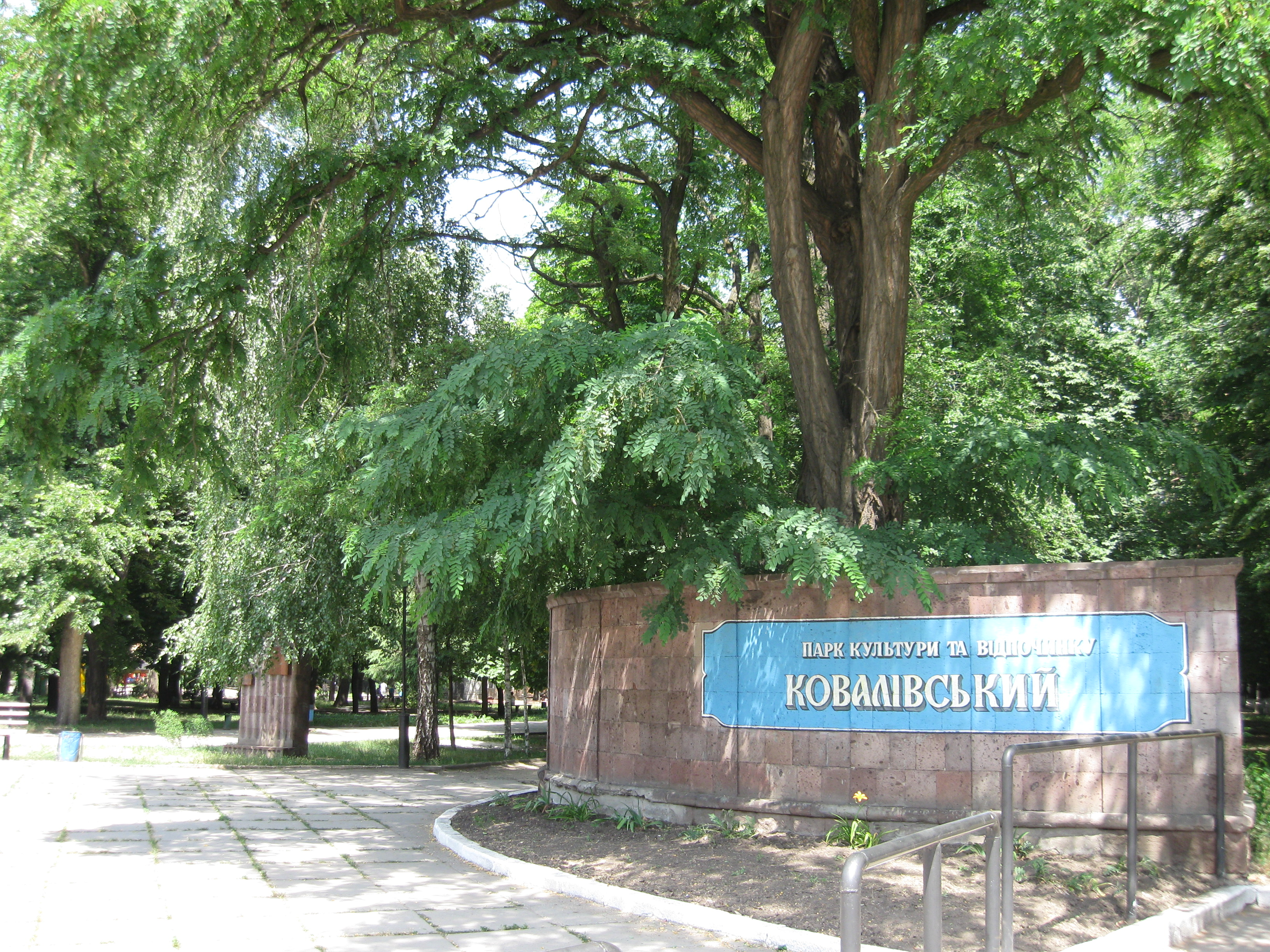
Центральний вхід до парку культури та відпочинку «Ковалівський»

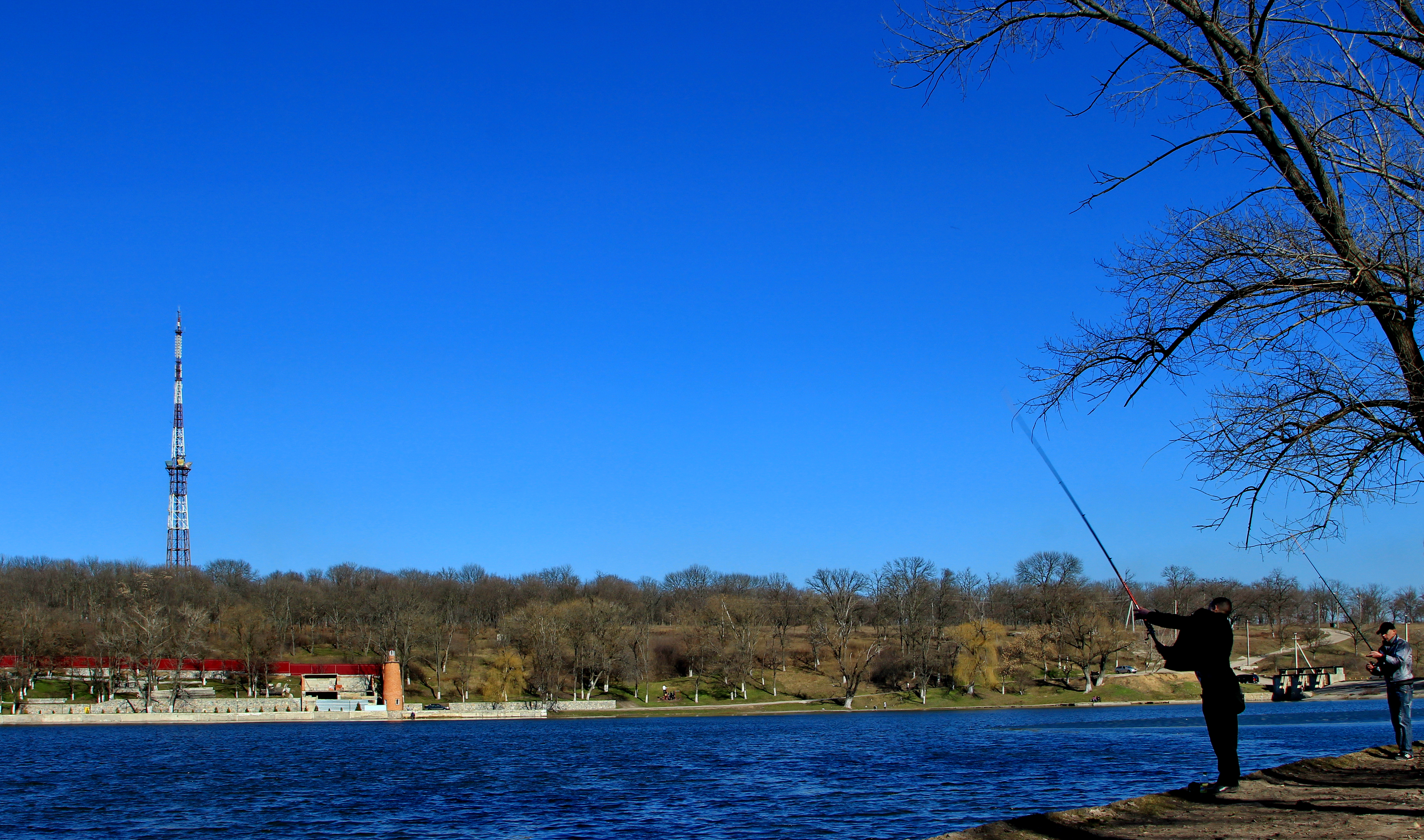
Краєвид на парк «Перемоги», річку Сугоклію, телевізійну вежу

Кропивницький є доволі зеленим містом — окрім великої кількості парків («Ковалівський», «Дендропарк») і скверів («Молодіжний», «Центральний», «Трудової слави», «Шибанова», «Шевченка» тощо), у місті існують значні зелені масиви, наприклад, на Валах Єлисаветинської фортеці.
Головні міські парки:
- парк «Ковалівський» — розташований у самому середмісті Кропивницького; площа — 8,3 га; є місцем відпочинку і дозвілля мешканців і гостей Кропивницького.
- парк «Перемоги»[138] — історичний парк (перша назва — міський сад) на березі річки Сугоклеї площею близько 25 га.
- «Дендропарк» — найбільший за площею парк міста (42,7 га), є популярним місцем для відпочинку населення.
- парк «Козачий острів» — на острові на Інгулі.
- парк Космонавтів.

Улюбленим заміським парком кропивничан, є розташований у Долинському районі на відстані 65 км від обласного центру дендропарк «Веселі Боковеньки», де понад 100 років тому було закладено великий парк із затишними галявинами і тінистими алеями, великим дендрарієм (налічує бл. 1000 видів).

### Спорт

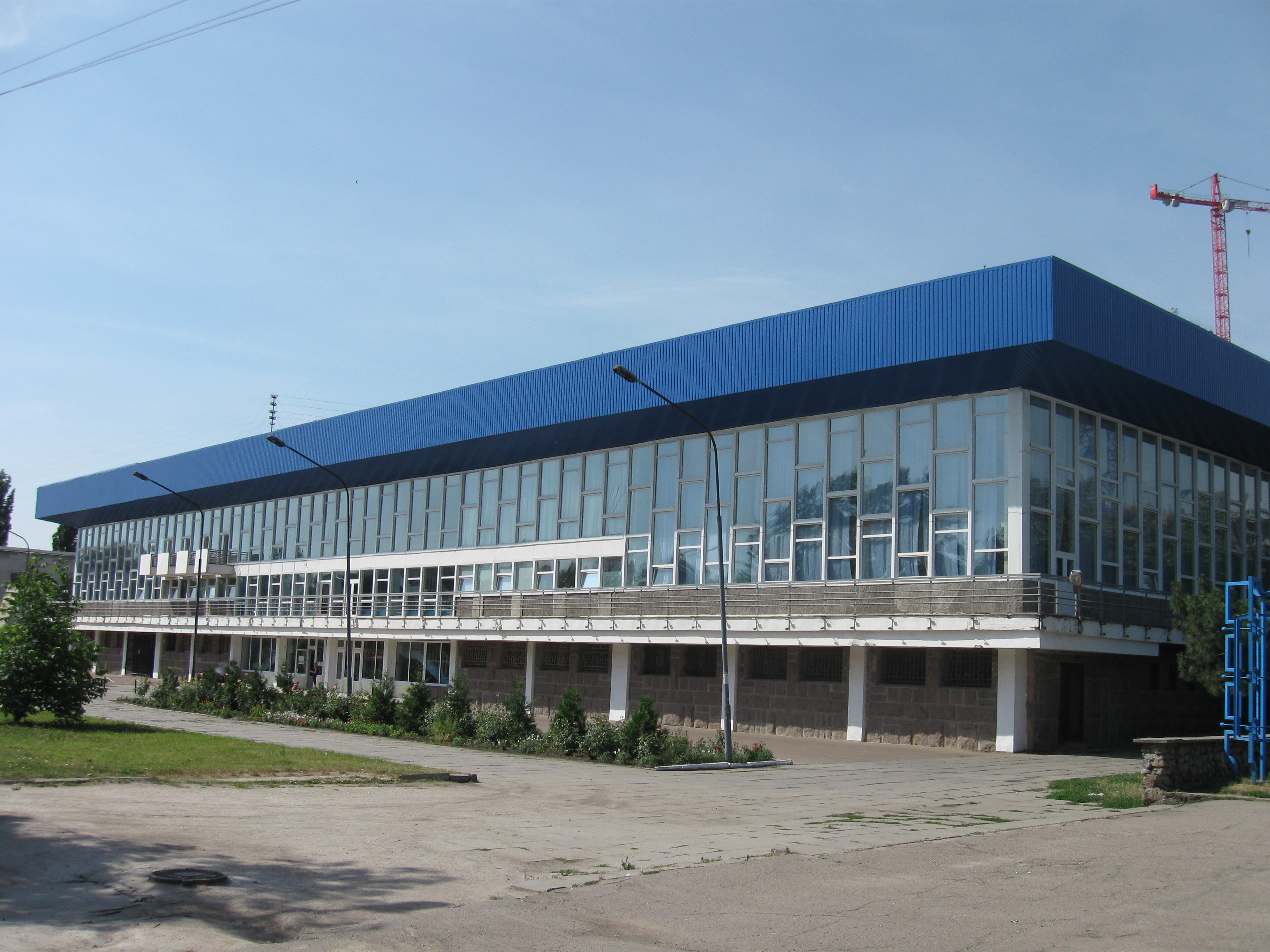
Спеціалізована дитячо-юнацька школа олімпійського резерву «Надія»

У Кропивницькому розвивається як професіональний, так і аматорський спорт, для чого створено і діє відповідна спортивна інфраструктура.
Спортивні споруди Кропивницького (станом на кінець 2000-х років)
- 4 стадіони;
- 202 спортивних майданчики;
- 1 водноспортивна база;
- 4 тенісних корти;
- 8 футбольних полів;
- 20 стрілецьких тирів;
- 66 спортивних залів;
- 93 приміщення для занять фізкультурно-оздоровчою роботою, серед яких 48 обладнані тренажерами;
- плавальний басейн;
- атлетичне містечко з тренажерним обладнанням;
- 4 футбольних поля зі штучним покриттям[12]

У вказаний період у місті працювало 13 дитячо-юнацьких спортивних шкіл, 1 — ШВСМ, у яких займається 6,6 тис. дітей. Залученню дітей до занять спортом сприяє робота фізкультурно-спортивних товариств, спортивних клубів та громадських об'єднань.
Центральною спортивною ареною Кропивницького є футбольний стадіон «Зірка» місткістю в 13 305 глядачів, що є домашнім полем для футбольного клубу «Зірка».
Розвиток професіонального спорту в Кропивницькому відбувається здебільшого на базі СДЮШОР «Надія», що має у своєму розпорядженні велику багатофункціональну спортивну споруду.
У Кропивницькому є давні бейсбольні традиції. Кропивничани є багаторазовими чемпіонами України та володарями Кубку України.

## Релігія

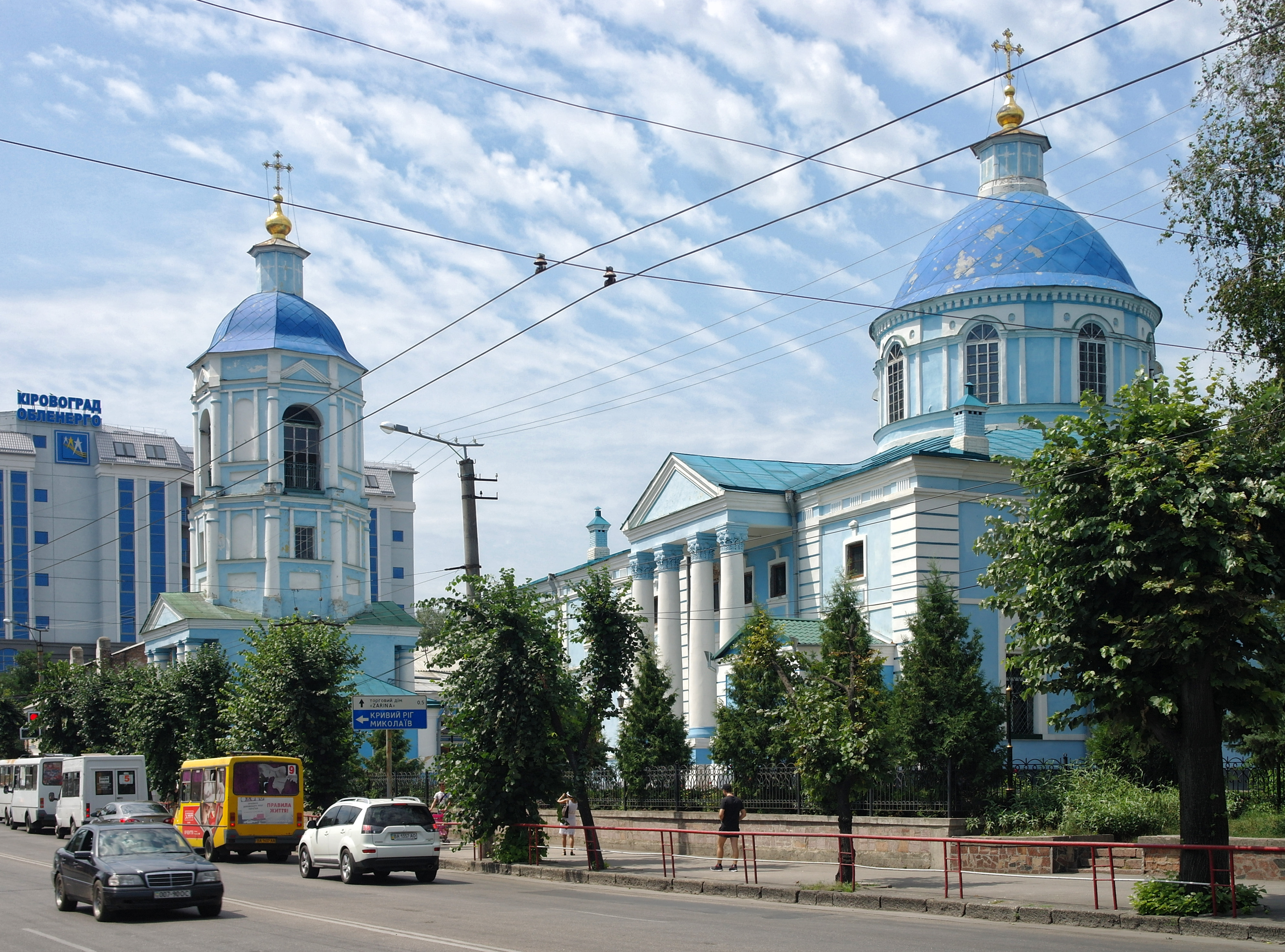
Кафедральний собор Різдва Богородиці (Грецька церква), УПЦ МП

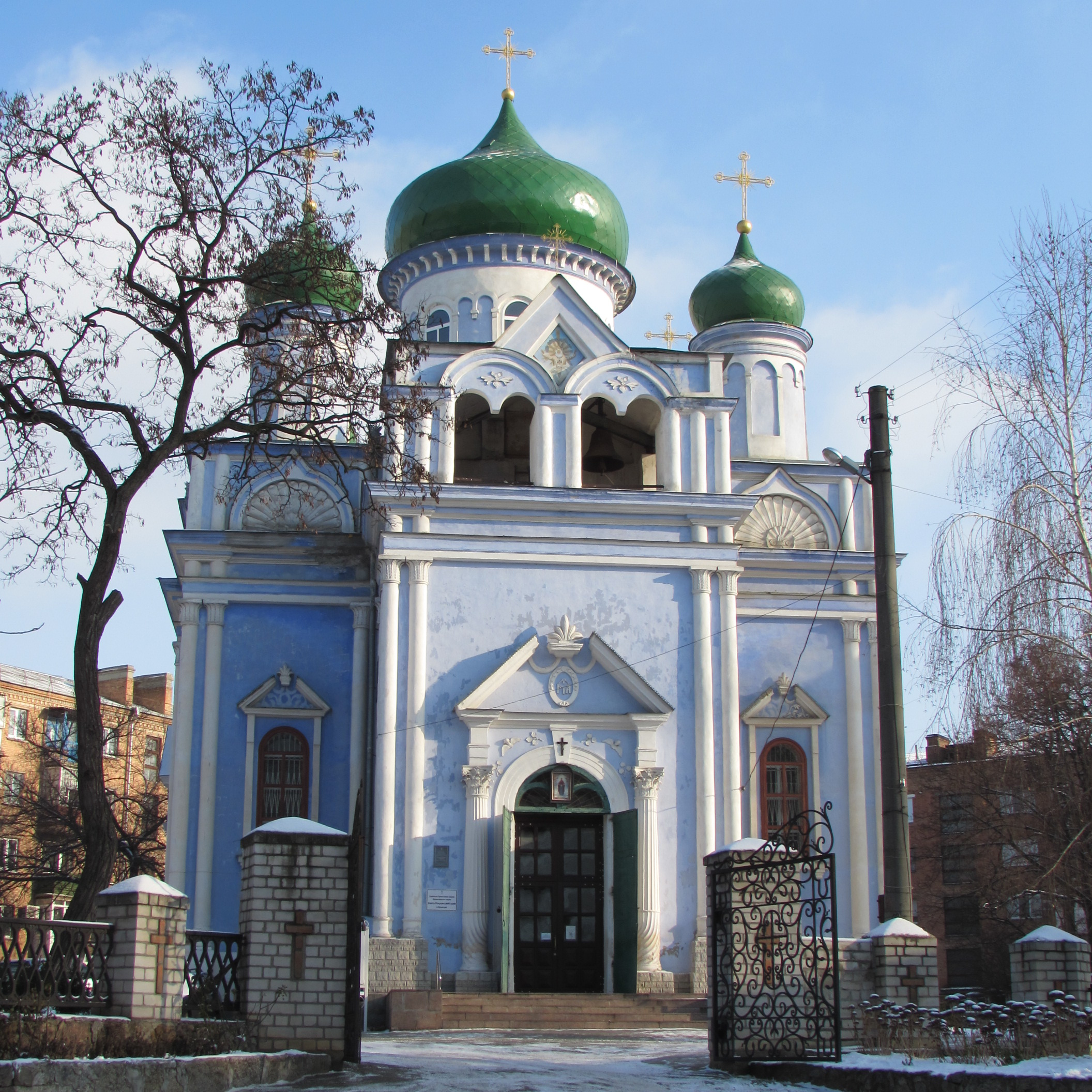
Покровська церква

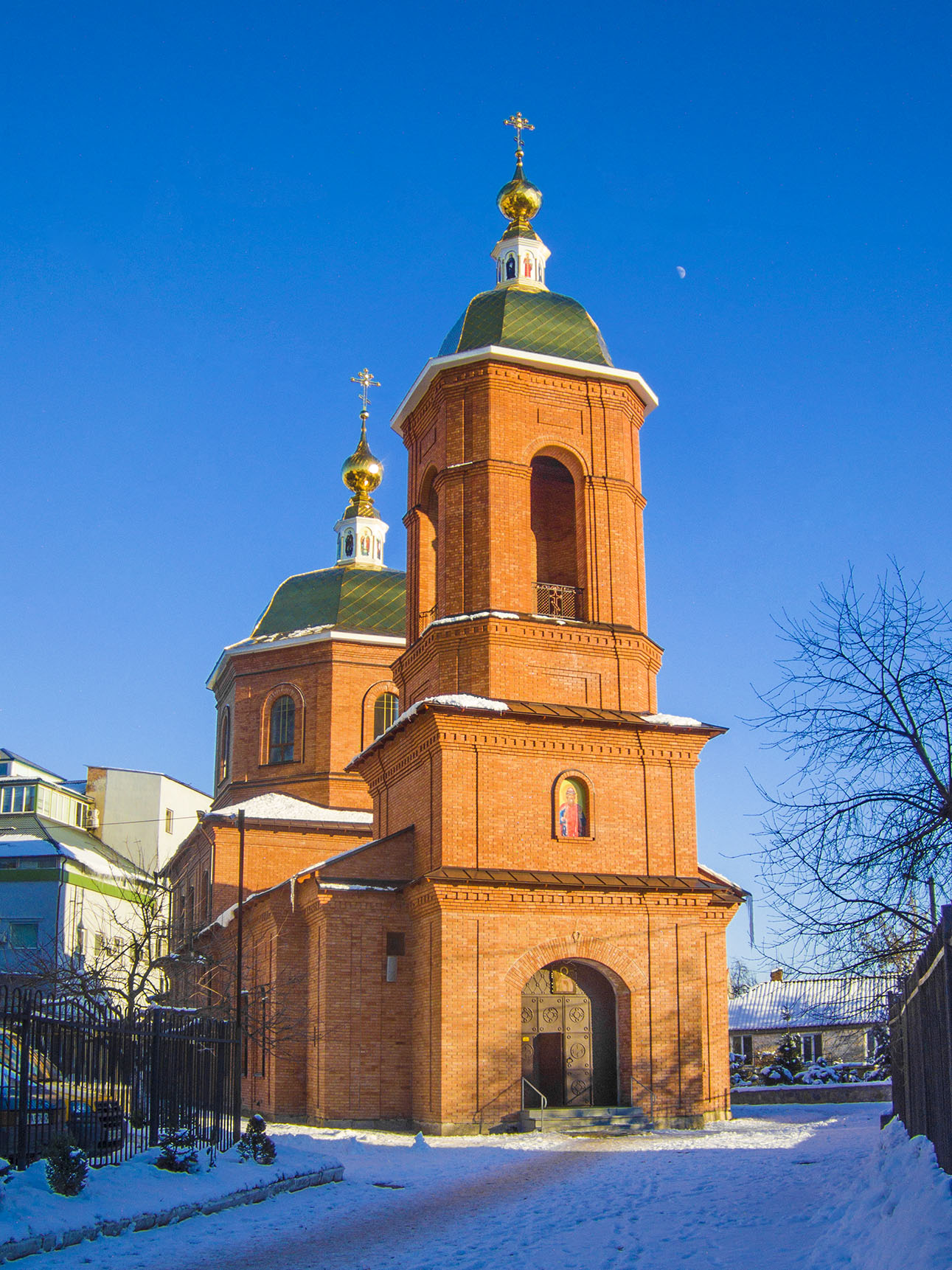
Церква Святого Володимира (Свято-Володимирська церква), ПЦУ

Релігія у Кропивницькому представлена різними конфесіями, найпоширенішими серед яких є православ'я та протестантизм, також присутні католицькі та юдейські громади. Станом на 2007 рік у Кропивницькому було зареєстровано 63 релігійні громади.
Перший храм з'явився із заснуванням фортеці у 1755 році — це була православна Свято-Троїцька церква, того ж року в поселенні поряд із фортецею була збудована Успенська церква. В околицях фортеці, що згодом стала містом Єлисаветград, почали селитися старообрядці. У 1880 році був заснований Єлисаветградський вікаріат при Херсонській єпархії РПЦ, першим єпископом якого став Неофіт (Неводчиков). Вікаріат проіснував до 1931 року, коли, вже як Зінов'євський, був ліквідований під час гонінь на Церкву. У 1947 році вікаріат, уже як Кіровоградський, відновили, а згодом було створено єпархію з центром у місті.
Найвпливовішим у церковно-релігійному житті міста є православ'я. У теперішній час, як і в Україні в цілому, єдиного організаційного оформлення і представлення українська православна церква не має — у місті (станом на 2018 рік) співіснують громади 2 православних Церков — УПЦ МП (9 громад), ПЦУ (9 громад). Нині Кропивницьку кафедру в Українській православній церкві (Московського патріархату) обіймає Миколай (Почтовий), а в Православній церкві України — єпископ Марк (Левків).
Від 1992 року діє кропивницька римо-католицька парафія Святого Духа, яка має власний храм — костел Святого Духа на вулиці Архітектора Паученка. Віряни УГКЦ парафії Різдва Святого Івана Хрестителя збудували храм за адресою вул. Героїв України, 32-г.
До різних напрямків протестантизму належать 34 релігійні організації міста. Серед них вагоме місце посідають євангельські християни-баптисти (7 громад), п'ятдесятники (6 громад), адвентисти сьомого дня (4 громади).
Почергово проводять богослужіння у приміщенні синагоги представники юдейських релігійних громад прогресивного та ортодоксального напрямку.
Для задоволення духовних потреб кропивничан-вірян релігійні організації використовували 13 культових споруд, 5 з яких є пам'ятками архітектури (3 належать УПЦ МП, по одній — ПЦУ та юдейській громаді). [джерело?] Ще низку храмів продовжують або планують звести у місті, зокрема нарешті кафедральний собор ПЦУ.[джерело?]

## Архітектура, пам'ятки і пам'ятники

### Архітектурний вигляд міста

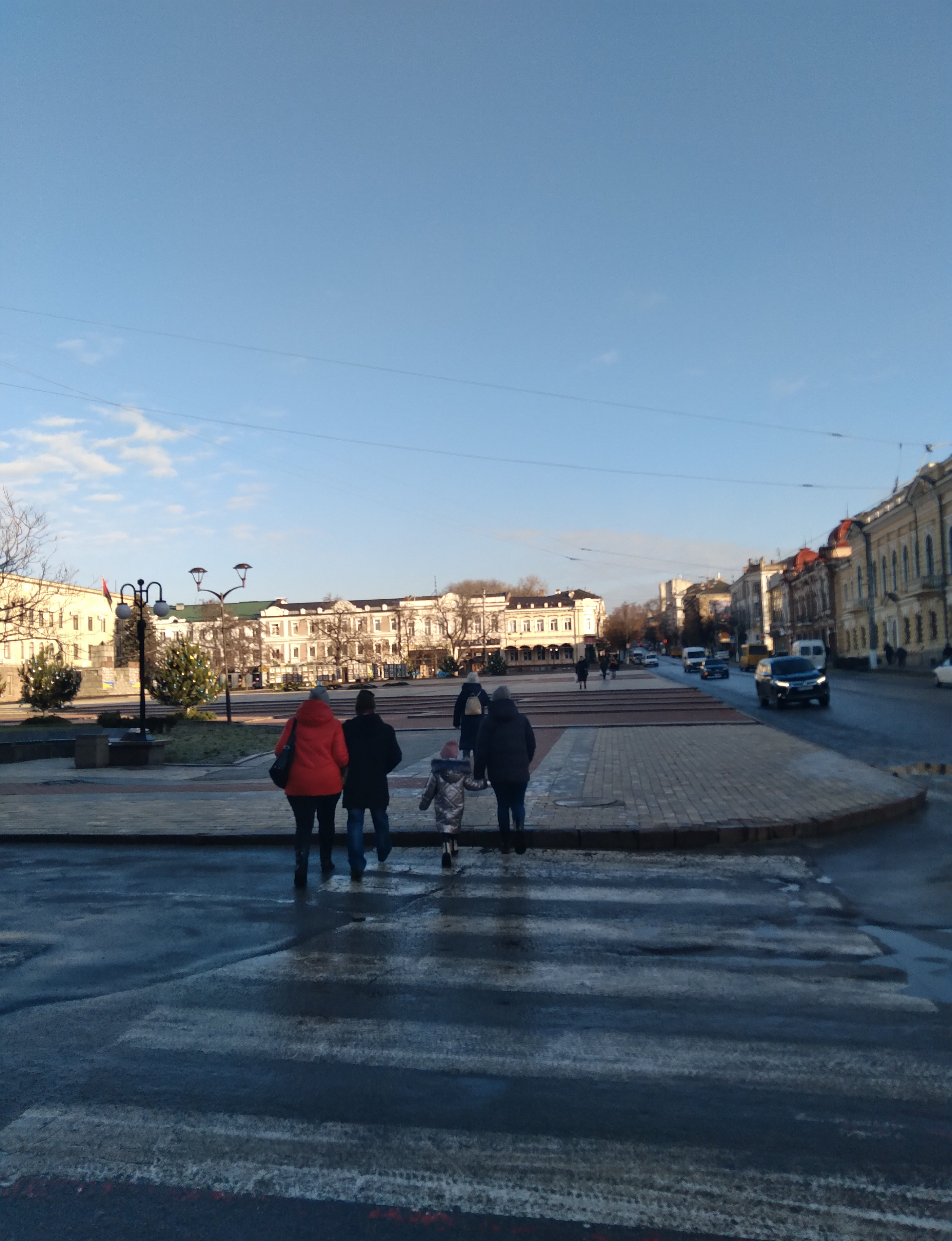
Центральна міська площа Героїв Майдану

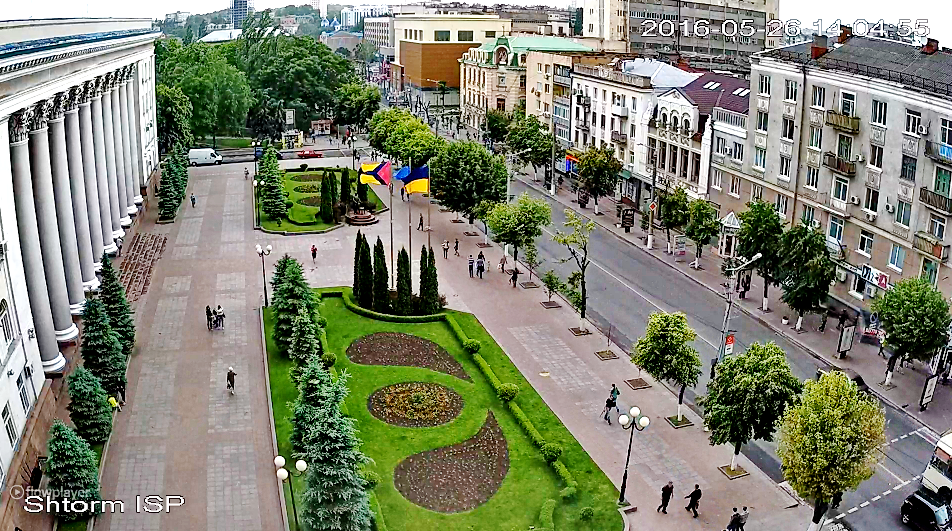
Площа перед міськрадою (скріншот із трансляції вебкамери)

У Кропивницькому значною мірою збереглася стара забудова (переважно 2-га пол. XIX століття), зокрема низка культових споруд, рештки російських укріплень, єврейські квартали тощо.
Уже з кінця XVIII ст. місто забудовувалось спорудами у стилі класицизму (неокласицизму), однак притаманною са́ме Єлисаветграду стало панування наприкінці XIX — початку XX століть стилю модерн, як у житловій, так і громадській архітектурі. Значною мірою архітектурне обличчя Кропивницького визначали робочі квартали.
На видноті в композиційній будові центру міста була Успенська церква, знищена комуністами після Другої світової війни. Зараз на її місці — мерія.
За СРСР Кропивницький був забудований багатоповерховими адміністративними, громадськими та житловими будинками. У 1970-х роках успіхом місцевих інженерів та будівничих стала реалізація проєкту з упорядкування і забудови міської набережної річки Інгул.
У 2000-х, після тривалої економічної кризи, у місті відновилась сфера капітального будівництва.

### Історико-культурні та культові пам'ятки
До історико-культурних та культових споруд і пам'яток Кропивницького належать:

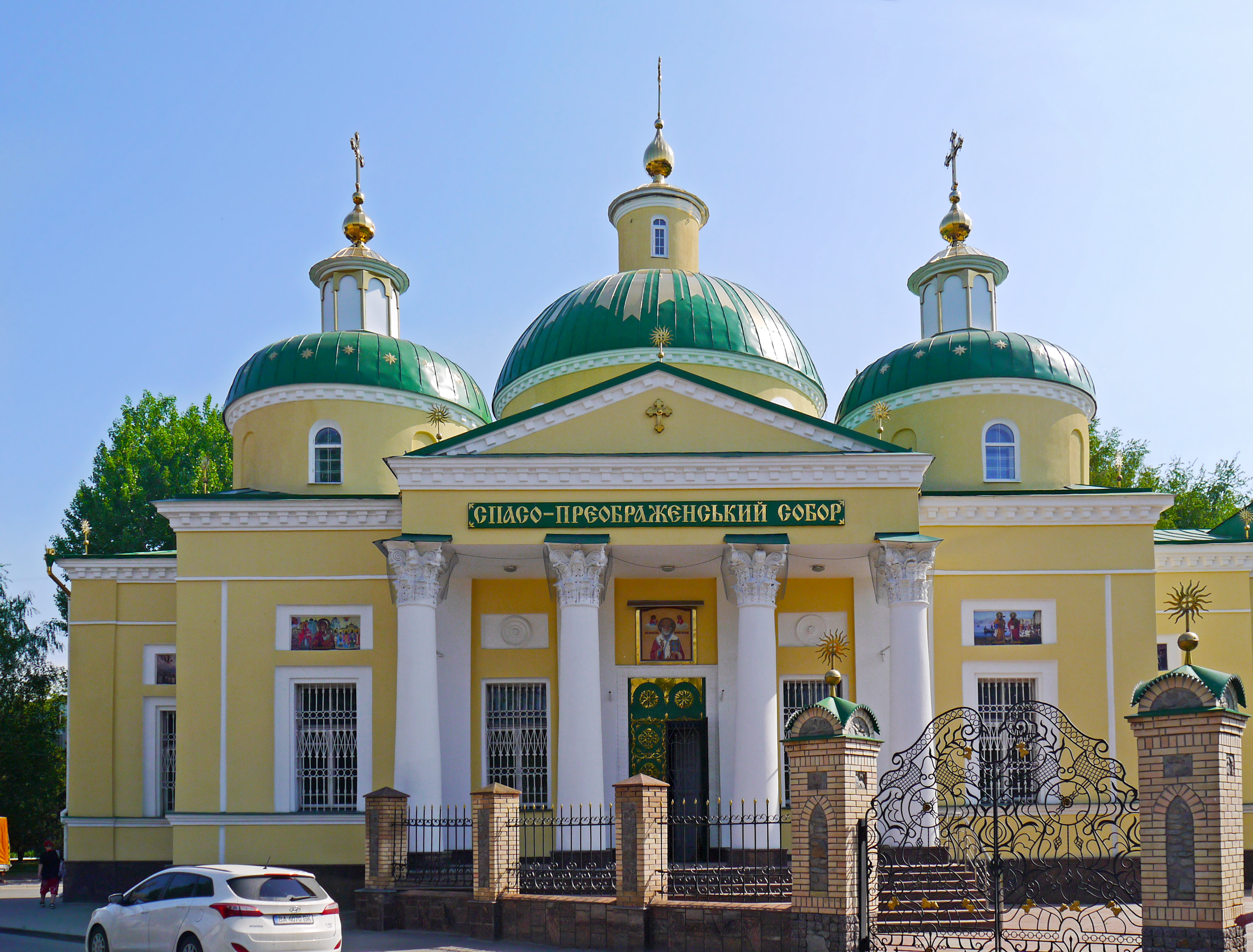
Спасо-Преображенський собор

- Кафедральний собор Різдва Богородиці (Грецька церква), 1805—1812 роки;
- залишки Єлисаветинської фортеці;
- комплекс будівель військового містечка (кін. 1840-х — поч. 1850-х років).
- Спасо-Преображенський собор (пам'ятка архітектури XVIII—XIX ст.);
- Свято-Покровська церква, 1850—1875 роки.
- Велика хоральна синагога, 1853 рік.

### Пам'ятники

Пам'ятник воїнам-визволителям «Скорботна Батьківщина-мати»

Пам'ятник Воїнам-інтернаціоналістам

У місті було встановлено низку пам'ятників — як за радянської доби (Меморіал Слави, Кірову — демонтований, Шевченку тощо), так і в часи незалежності України (братам Ельворті, жертвам Чорнобильської трагедії, Володимирові Винниченку тощо).
Загалом у Кропивницькому близько 40 пам'ятників, пам'ятних знаків, меморіалів і бюстів.
Відразу декілька пам'ятників з'явилось у Кропивницькому до 250-річчя міста в 2004 році, серед них — монументальний «Янгол-охоронець України», та пам'ятник братам Ельворті на вшанування засновників заводу «Ельворті», що розмістився неподалік від підприємства.
Значним зосередженням пам'ятників і пам'ятних знаків у місті є Меморіальний комплекс «Фортечні вали» (місце розташування Єлисаветинської фортеці) — тут міститься Меморіал Слави, низка інших монументів і знаків, присвячених подіям і учасникам Німецько-радянської війни, пам'ятник Голодомору і першому православному храму міста.
Одним із найновіших у Кропивницькому є пам'ятник міському голові Єлисаветграда Олександру Пашутіну, урочисто відкритий під час святкування Дня міста-2009 19 вересня 2009 року на площі перед міською радою.
5 травня 2010 неподалік від фортечних валів було встановлено бронзове погруддя Герою Радянського Союзу Григорію Куроп'ятникову.
Восени 2010 року на площі перед Центральноукраїнським національним педагогічним університетом відкрито пам'ятник Володимирові Винниченку.
У Кропивницькому в монументальній формі вшановано персоналії, чиї життя і творчість пов'язані з містом, — М. Л. Кропивницького, В. І. Григоровича, братів Ельворті.
На день міста, 22 вересня 2012 року, перед адміністративним корпусом ВО «Радій» було встановлено бронзовий пам'ятник всесвітньо відомому фізику, Нобелівському лауреату Ігореві Тамму.

## Міста-побратими
- Добрич, Болгарія
- Павлодар, Казахстан
- Шаосін, Китай[147]
- Крефельд, Німеччина[148]
- Венло, Нідерланди

## Особистості
З Кропивницьким (Єлисаветградом, Кіровоградом) пов'язані імена цілої плеяди діячів культури, історії, спорту тощо.

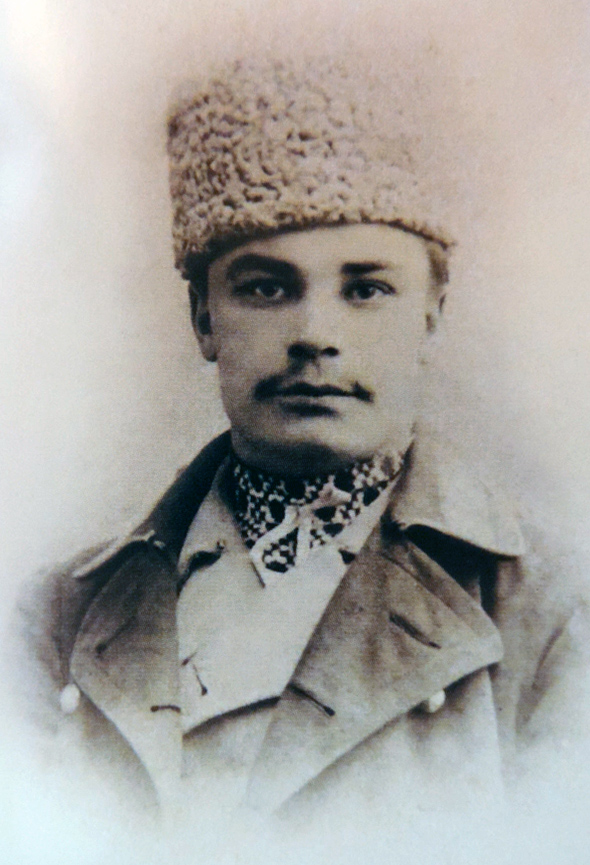
Володимир Винниченко

Тут народились письменники Дон-Амінадо, Юрій Дараган, Арсеній Тарковський, та співак Давид Медов.
Одним із найвідоміших уродженців Єлисаветграда є Володимир Кирилович Винниченко (1880—1951), Голова Секретаріату Центральної Ради, пото́му Директорії УНР, знаний літератор і публіцист. Тут він навчався у місцевій гімназії, провів молоді роки. На його честь названо проспект у центрі Кропивницького.
У Кропивницькому (Єлисаветграді) починали свій творчий шлях українські письменники й драматурги Іван Карпенко-Карий та Юрій Яновський; музикант Генріх Нейгауз і композитор Юлій Мейтус, художник-авангардист Олександр Осмьоркін.
У 1894 році в місті народився український філолог, науковець, педагог, літературний критик, дослідник творчості М. Драгоманова Іван Романченко. У середині 70-х років XIX століття у місті жив український композитор П. Ніщинський, 1907 року в Єлисаветграді народився російський поет Арсеній Тарковський, батько режисера Андрія Тарковського.
У навчальних закладах міста навчалися відомі в майбутньому політики та діячі культури:
- у 1958—1963 роках Євген Марчук, майбутній прем'єр-міністр України, секретар РНБО, міністр оборони України — у Центральноукраїнському педагогічному інституті;
- У 1960—1970-х роках Лідія Забіляста, народна артистка України, солістка Національної опери України (сопрано) та російський композитор і продюсер Ігор Крутой — у Кіровоградському музичному училищі.
- у Кіровоградському державному педагогічному інституті 1983—1987 роках Ігор Шаров, майбутній народний депутат України 5-х скликань, голова фракції у ВРУ, радник Президента України, голосував 1996 року за ухвалення Основного Закону України — Конституції.
- Андрій Долуд — український військовий діяч, полковник Армії УНР.
- Красовський Михайло Якович — старшина Дієвої Армії УНР.
- Русанов Аркадій Васильович — полковник Армії УНР.
- Рудик Григорій Опанасович (1912—1943)  — радянський військовий діяч.
- Андрій Гурічев (1991—2015) — чемпіон світу з пауерліфтингу, офіцер-розвідник, учасник АТО[149].
- Тельнов Євгеній Львович (1961—2015) — учасник АТО з батальйону «Донбас» (позивний «Усач»).
- Аміна Булах (2001—2019) — українська боксерка.
- Буяльська Тамара Болеславівна — кандидат філософських наук, професор, професор Міжнародної кадрової академії, проректор із науково-педагогічної роботи по організації виховного процесу та наукової роботи в галузі гуманітарних наук ВНТУ (1992—2008), завідувачка кафедри культурології ВНТУ, доцент, Заслужений працівник народної освіти.

Кропивницький як мультикультурне місто, де в умовах національної толерантності, співіснували представники багатьох культур, є батьківщиною і місцем зростання визначних діячів їхніх культур, зокрема тут народились російський прозаїк і драматург Юрій Олеша, ізраїльський вчений-біолог Аарон Шулов, польський композитор і педагог Кароль Шимановський, а також німецькомовний філософ-неокантіанець XIX століття Африкан Спір, відомий своїм великим впливом на Фрідріха Ніцше; у Єлисаветграді в родині своїх родичів Шимановських провів дитячі роки польський письменник Ярослав Івашкевич.
Див. також: Архітектори Кропивницького; Відомі спортсмени-кропивничани; Почесні громадяни міста Кропивницького та про діячів культури, пов'язаних із Кропивницьким.

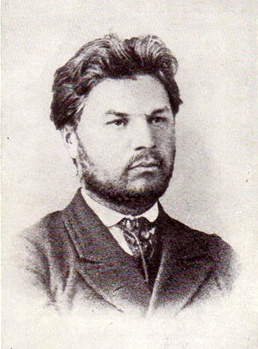
Марко Кропивницький
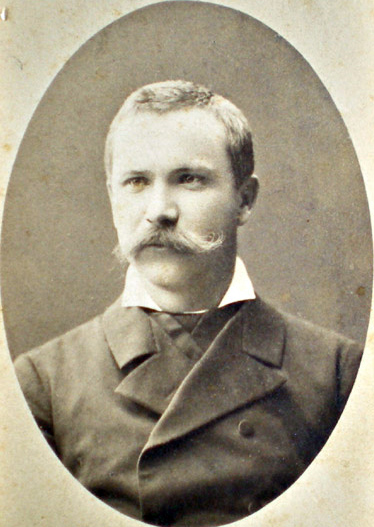
Іван Карпенко-Карий
Генріх Нейгауз
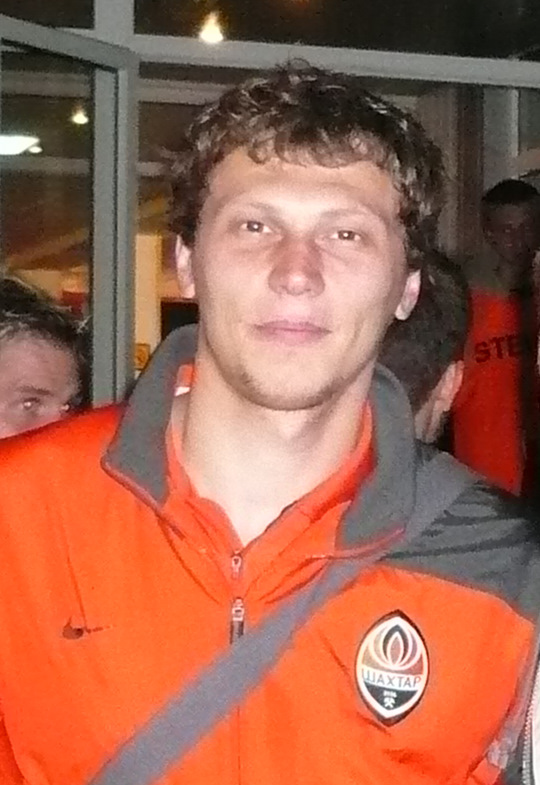
Андрій П'ятов
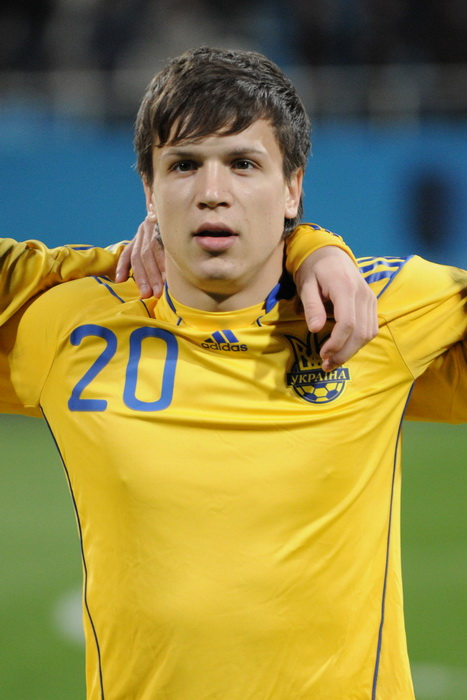
Євген Коноплянка